# Ammonoidea
Le ammoniti (sottoclasse Ammonoidea) sono un gruppo di molluschi cefalopodi estinti, comparsi nel Devoniano Inferiore (circa 400 milioni di anni fa) ed estintisi intorno al limite Cretaceo Superiore-Paleocene (65,5±0,3 Ma) senza lasciare discendenti noti.
Si tratta di animali di ambiente marino, caratterizzati da una conchiglia esterna composta prevalentemente di carbonato di calcio, sotto forma di aragonite, e in parte di una sostanza organica di natura proteica (conchiolina). La conchiglia era suddivisa internamente da setti in diverse camere, di cui il mollusco occupava solo l'ultima (camera d'abitazione). Le altre, che componevano il fragmocono (parte concamerata della conchiglia), erano utilizzate come "camere d'aria" (analogamente all'attuale Nautilus), riempite di gas e liquido camerale per controllare il galleggiamento dell'organismo. La pressione dei fluidi camerali era controllata da una sottile struttura organica tubolare riccamente vascolarizzata, in parte mineralizzata (il sifone), che attraversava tutti i setti e permetteva lo scambio di fluidi dal sangue e dai tessuti molli dell'animale alle camere tramite un processo di osmosi. L'ammonite poteva così variare la propria profondità (entro i limiti di resistenza meccanica della conchiglia) in maniera simile ai nautiloidi tuttora viventi. Verosimilmente le ammoniti, come tutti i cefalopodi conosciuti, erano organismi carnivori, e secondo gli studi disponibili svilupparono probabilmente un grande numero di adattamenti diversi, dalla predazione attiva di animali marini, alla microfagia (predazione di microorganismi), alla necrofagia (consumo di carne di organismi morti), e persino al cannibalismo (predazione di altre ammoniti, anche conspecifiche).
La conchiglia delle ammoniti ha in generale la forma di una spirale avvolta su un piano (sebbene alcune specie, dette eteromorfe, abbiano un avvolgimento più complesso e tridimensionale) ed è proprio questa caratteristica ad aver determinato il loro nome. L'aspetto di questi animali, infatti, ricorda vagamente quello di un corno arrotolato, come quello di un montone (il dio egizio Amon, in epoca ellenistica e romana, era comunemente raffigurato come un uomo con corna di montone). Il celebre studioso romano Plinio il Vecchio (autore del trattato Naturalis Historia) definì i fossili di questi animali ammonis cornua, "corni di Ammone". Spesso il nome delle specie di Ammoniti termina in ceras, vocabolo greco (κέρας) il cui significato è, appunto, "corno" (p.es. Pleuroceras che etimologicamente significa corno con le coste).
Le ammoniti sono considerate i fossili per eccellenza, tanto da essere spesso utilizzati come simbolo grafico della paleontologia.
Per la loro straordinaria diffusione nei sedimenti marini di tutto il mondo e la loro rapida evoluzione, con variazioni nette nella morfologia e nell'ornamentazione della conchiglia, le ammoniti sono fossili guida di eccezionale valore. Sono utilizzati in stratigrafia per la datazione delle rocce sedimentarie, soprattutto dal Paleozoico Superiore a tutto il Mesozoico.

## Tassonomia

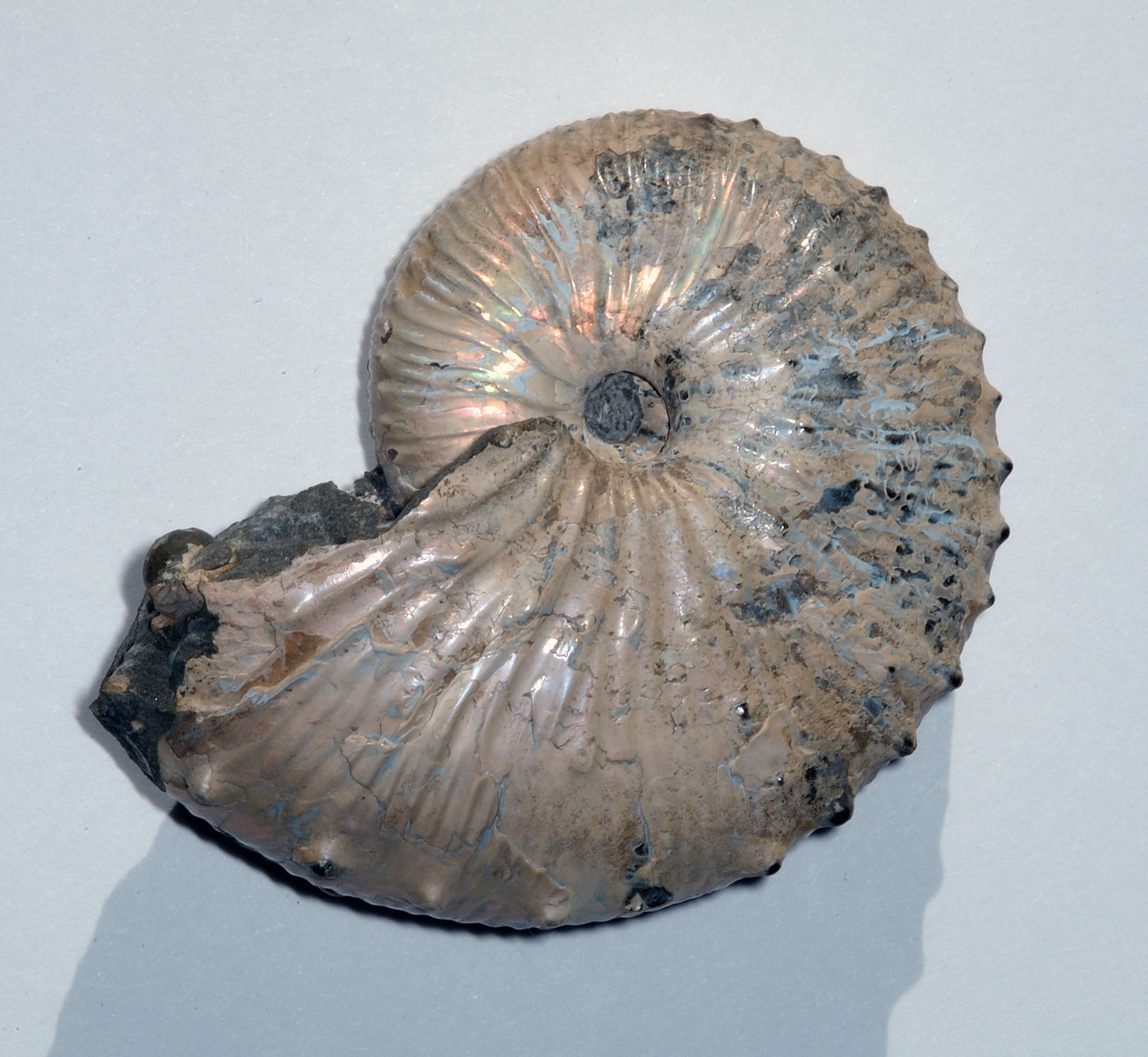
Jeletzkytes, un'ammonite del Cretaceo dagli USA. Collezione privata.

Le Ammoniti comparvero nel periodo del primo Devoniano (~350 milioni di anni fa) e si estinsero alla fine del Cretaceo, contemporaneamente ai dinosauri (65 milioni di anni fa). La classificazione delle ammoniti si basa sulla morfologia e ornamentazione della conchiglia, e la forma dei setti, in base alla linea di sutura (linea di inserzione dei setti sulla superficie interna della parete conchigliare).
A differenza dei nautiloidi, che hanno generalmente setti semplici e linee di sutura debolmente ricurve, quelle della conchiglia delle ammoniti sono spesso ripiegate e frastagliate; formano selle (inflessioni rivolte verso la camera di abitazione) e lobi (inflessioni rivolte verso la camera iniziale, o protoconca). L'andamento dei setti è generalmente convesso verso l'apertura della conchiglia (altra differenza nei confronti dei nautiloidi in cui è concavo verso l'apertura) e i colletti settali (svasature della parete dei setti in corrispondenza del foro da cui passa il sifone) sono generalmente rivolti in avanti (ad eccezione di alcuni ammonoidi paleozoici in cui sono rivolti all'indietro). Le categorie tassonomiche (cinque ordini e i relativi sottordini) vengono qui di seguito elencate, partendo dalle più primitive alle più recenti:
Ordini e sotto-ordini:
- Goniatitida (Devoniano - Permiano): suture con selle e lobi da arrotondati ad angolosi; sifone ventrale; colletti settali procoanitici (rivolti in avanti, verso l'apertura).
  - Agoniatitina: suture semplici arrotondate (non angolose), con pochi elementi (Devoniano)
  - Anarcestina: suture semplici, con lobi e selle appena accennati (Devoniano)
  - Goniatitina: generalmente selle e lobi appuntiti (dal Devoniano al Permiano Superiore)
- Clymeniida (Devoniano Superiore): suture semplici, con lobo laterale e dorsale ma generalmente senza lobo ventrale, sostituito da una sella; sifone dorsale.
- Prolecanitida (Devoniano Superiore - Triassico Inferiore): suture da goniatitiche complesse a ceratitiche, con numerosi elementi; sifone ventrale; colletti settali retrocoanitici (rivolti all'indietro, verso l'apice della conchiglia).
- Ceratitida (Permiano - Triassico): generalmente suture con selle arrotondate e lobi dentellati; più raramente suture angolose semplici o più complesse, con selle e lobi frastagliati; sifone ventrale; colletti settali procoanitici.
- Ammonitida: (Triassico - Cretaceo) Suture generalmente complesse, con selle e lobi frastagliati; raramente con selle arrotondate e lobi frastagliati; sifone ventrale e colletti settali procoanitici.
  - Phylloceratina: (Triassico Inferiore - Cretaceo Superiore) Suture con selle e lobi molto frastagliati, con disegni fogliati. Spesso molti lobi. Le suture sono da considerare frattali.
  - Ammonitina: (Giurassico - Cretaceo Superiore). Suture variabili, con selle e lobi frastagliati, da semplici a molto complesse.
  - Lytoceratina: (Giurassico Inferiore - Cretaceo Superiore). Suture con selle e lobi frastagliati.
  - Ancyloceratina: (Giurassico Superiore - Cretaceo Superiore) Ammoniti eteromorfe (con avvolgimenti di tipo complesso, parzialmente o totalmente svolto e/o tridimensionale). Suture generalmente frastagliate.

## Storia evolutiva
Gli Ammonoidea compaiono all'inizio del Devoniano, nell'Emsiano (407-398 Ma). Le loro forme ancestrali sono state individuate nei Bactritida, gruppo di posizione tassonomica tuttora dibattuta anche se le sue origini sono ovviamente da ricercarsi nell'ambito dei Nautiloida. Queste forme sono caratterizzate da setti debolmente ondulati, sifone marginale in posizione ventrale, avvolgimento ortocono (simile a quello dei nautiloidi ortoceratidi) o cirtocono (debolmente ricurvo), e assenza di depositi endocamerali. A partire da queste forme, i primi veri ammonoidi (sottordine Agoniatitina) acquisiscono rapidamente un assetto più stabile per una locomozione più efficiente, incrementando la curvatura della conchiglia da forme cirtocone a girocone (tendenzialmente planispirali, con uno o pochissimi giri che non si toccano), a criocone, portando in tal modo il centro di gravità sotto il punto di galleggiamento. La loro evoluzione è molto rapida: alla fine di questo periodo (circa cinque milioni di anni) queste forme sono distribuite a scala mondiale, anche se sono ancora poco frequenti in rapporto ai nautiloidi. La loro rapidità di radiazione è tipica delle forme che si diffondono in una nicchia ecologica vacante o poco popolata. Queste prime forme sono riferite ai Goniatitida, con due sottordini: Agoniatitina e Anarcestina.

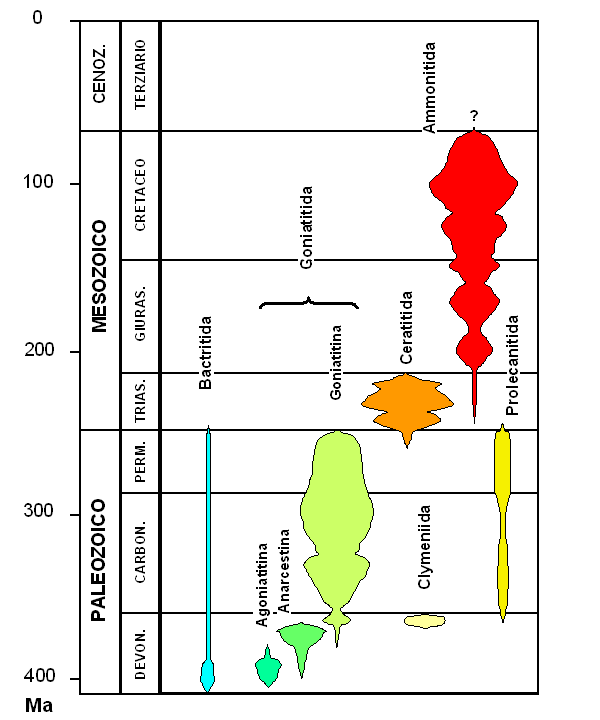
Schema della distribuzione stratigrafica dei principali gruppi tassonomici degli Ammonoidea. Sintesi da vari autori, soprattutto Landman et al. (1996). È riportata dubitativamente (?) l'estensione della distribuzione del gruppo Ammonitida alla base del Paleocene (Machalski, 2005; Machalski e Heinberg, 2005).

Gli Anarcestina sono forme prevalentemente planispirali evolute, spesso depresse con dorso molto ampio, con sifone sub-ventrale e suture molto semplici. Gli Agoniatitina hanno una certa varietà di forme, con avvolgimento da criocono a evoluto con giri tangenti, con spirale più o meno stretta, e sifone ventrale; la tendenza evolutiva è comunque da forme svolte a forme avvolte sempre più strettamente, fino a forme involute. Gli ammonoidi restano abbastanza rari durante il Devoniano Medio, e verso la fine del periodo si estinguono gli Agoniatitina. Nel Devoniano Superiore (Frasniano), alcune forme di derivate dagli Anarcestina (sottordine Tornoceratina) proseguono la linea evolutiva degli Ammonoidea, dando a loro volta origine alle prime vere goniatiti (sottordine Goniatitina).
La prima seria crisi biologica affrontata dagli Ammonoidea è quella occorsa entro il Devoniano Superiore (circa 375 milioni di anni fa), al passaggio Frasniano-Famenniano, in cui molti gruppi faunistici del Paleozoico Inferiore si estinguono o subiscono una drastica riduzione. Le forme ancestrali degli ammonoidi (Anarcestina) scompaiono, mentre durante il Famenniano i Goniatitina si espandono progressivamente. Compaiono improvvisamente i Clymeniida, caratterizzati (unici tra gli ammonoidi) da sifone dorsale nelle forme adulte (nelle forme neaniche il sifone è ventrale e diviene dorsale con la crescita dell'individuo). Queste forme sono peculiari del Famenniano: hanno una radiazione molto rapida e scompaiono rapidamente alla fine del Devoniano. I Prolecanitida, forme a sutura goniatitica e ceratitica con lobi numerosi, prevalentemente involute con forma lenticolare o discoidale, compaiono nel Devoniano Superiore.
Nel Carbonifero le goniatiti tipiche continuano la loro espansione con forme prevalentemente involute e globose, e divengono le forme di cefalopodi più diffuse nelle facies neritiche di piattaforma continentale e nei mari epicontinentali. Compaiono nel Carbonifero Inferiore suture più complesse, di tipo ceratitico e, nel Carbonifero Superiore, tendono a comparire forme di sutura transizionali tra i tipi ceratitico e ammonitico. La transizione tra Carbonifero Inferiore e Carbonifero Superiore è contraddistinta da una crisi biologica, relazionabile con un evento regressivo estremo a scala globale dovuto ad un probabile evento glaciale, che ebbe un notevole impatto sulle comunità a goniatiti. Queste per la maggior parte si estinguono, ad eccezione di pochi generi, mentre i rappresentanti dell'ordine Prolecanitida non sono praticamente toccati dalla crisi. La successiva, nuova differenziazione mostra una variazione nella morfologia della conchiglia, con forme tendenzialmente più evolute, ornamentazione più sviluppata e una sempre maggiore complicazione delle suture.
Nel Permiano le suture si fanno ancora più complesse, con forme di tipo ammonitico (con morfologie che ricordano le suture filloidi del Mesozoico). Tutte queste forme tendono a declinare progressivamente nel corso Permiano Superiore, diminuendo in numero e in varietà. Nel Permiano Superiore tuttavia compaiono le prime vere ceratiti.
La grande crisi biologica al limite permo-triassico (circa 251 milioni di anni fa), fatale a numerosi gruppi caratteristici del Paleozoico, come i trilobiti e i tetracoralli è segnata da un evento di regressione marina estrema a livello mondiale, che provocò l'estinzione della maggior parte delle forme di vita marina di ambiente neritico, seguito da un evento anossico generalizzato che decimò le forme di acqua profonda: si calcola che il 95% delle forme di vita marina siano perite in questo evento. Le goniatiti si estinguono durante la crisi, mentre le ceratiti sopravvivono assieme ad alcuni Prolecanitida. Questi ultimi scompaiono successivamente entro il Triassico Inferiore, mentre i Ceratitida si espandono gradualmente nel corso del Triassico Inferiore e Medio, fino a raggiungere la massima diffusione (circa 150 generi) all'inizio del Triassico Superiore (Carnico). Durante questo intervallo di tempo compaiono i primi Ammonitida, con suture di tipo ammonitico e filloide, con i primi veri Philloceratina. A partire dal Norico si ha un declino generalizzato di tutte le faune, che subisce un'accelerazione tra il Norico superiore e il Retico, con l'estinzione di quasi tutte le forme (appena 6 o 7 generi presenti nel Retico). Compaiono, nel Norico superiore, evolvendosi dalle ceratiti, le forme eteromorfe triassiche (Choristoceratacea), che saranno le ultime di questo gruppo ad estinguersi alla fine del Retico (circa 180 milioni di anni fa). La crisi biologica al limite Triassico-Giurassico è in realtà un evento graduale prodotto da una somma di probabili fattori sfavorevoli di tipo climatico e dell'accresciuta attività vulcanica nel Retico superiore, con diminuzione a breve termine dell'insolazione su tutto il pianeta e deterioramento del clima.

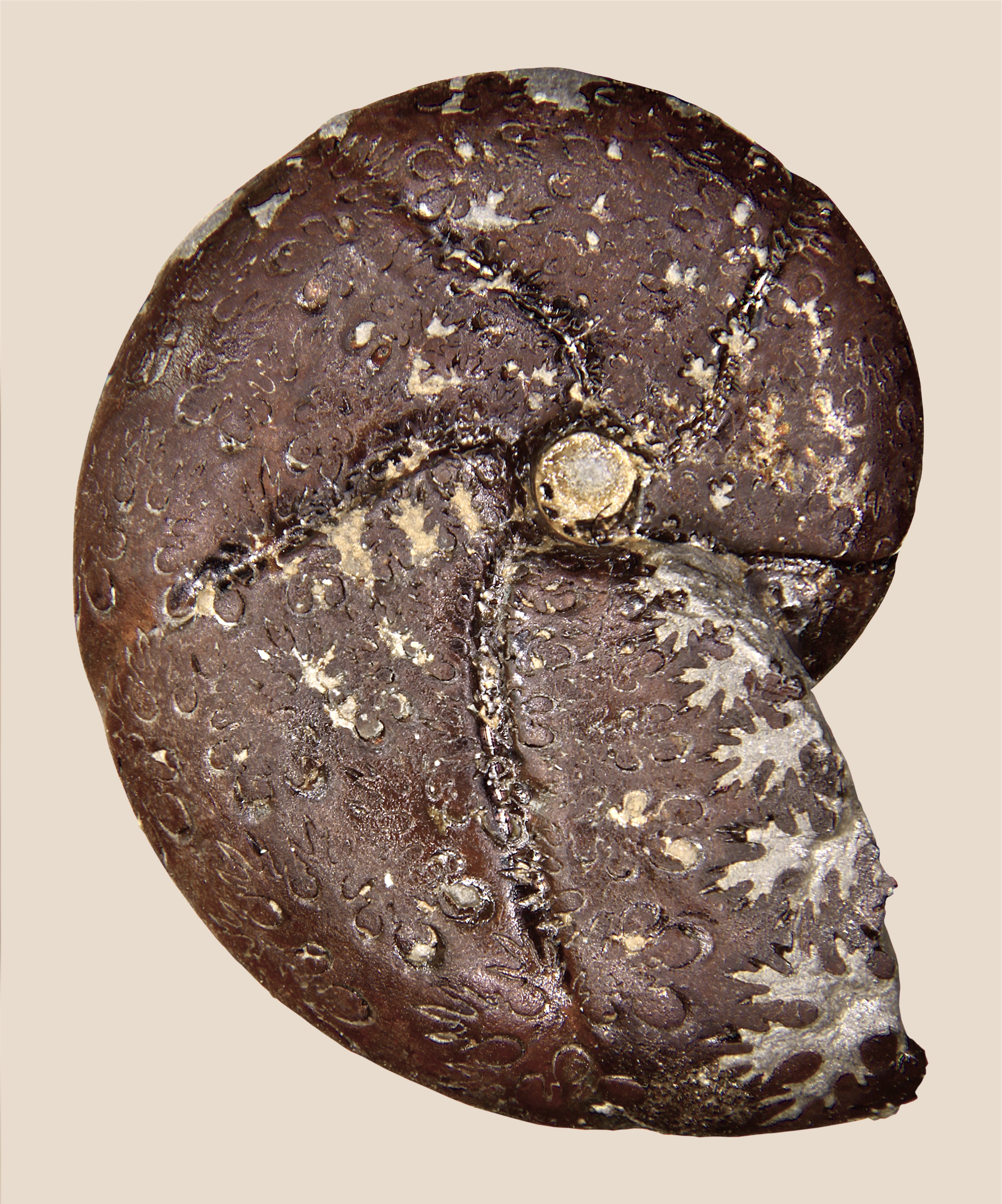
Esemplare di Holcophylloceras calypso, un Phylloceratina del Toarciano di Truc de Balduc (Mende)

Ad essa sopravvive probabilmente solo una linea filetica di Ammonoidea, da ricercarsi nell'ambito dei Phylloceratina: il genere Psiloceras, che era apparso alla fine del Triassico. Nel Giurassico Inferiore gli ammonoidi riprendono abbastanza rapidamente a diffondersi, con forme, suture e tipi di ornamentazione sempre più complessi, e sono caratterizzati da un'evoluzione di tipo iterativo, in cui i tipi morfologici sono ricorrenti e le forme estinte tendono ad essere sostituite da altre simili. Nel Giurassico vi sono diverse crisi biologiche minori, la più cospicua delle quali avviene nel Toarciano inferiore, segnata da un evento anossico a diffusione mondiale, e porta ad un ricambio generalizzato delle faune. Nel Giurassico Medio compaiono di nuovo forme eteromorfe (superfamiglia Spiroceratacea), che rimarcano altri eventi di crisi e di ricambio faunistico. Nel Titoniano (tardo Giurassico Superiore) compaiono di nuovo forme eteromorfe, che diverranno nel Cretaceo tra le forme più diffuse. Le faune continuano ad espandersi e diversificarsi fino alla fine del Cretaceo Inferiore (Albiano), cui segue un evento di estinzione. Nel Cretaceo Superiore vi è ancora un netto ricambio faunistico e una nuova espansione, data dall'evoluzione esplosiva degli Acanthoceratacea nelle facies di piattaforma e mare epicontinentale a partire dal Cenomaniano. Nel Coniaciano ricompaiono forme con suture semplificate (pseudo-ceratitiche).
Nel corso del Cretaceo Superiore vi è un progressivo declino, con riduzione della diversità delle faune, che subisce una drastica accelerazione tra la fine del Campaniano e il Maastrichtiano e culmina nell'estinzione totale intorno al passaggio tra Cretaceo e Paleocene, circa 65 milioni di anni fa.
Secondo dati di tipo biostratigrafico, paleoclimatico e geodinamico, l'estinzione di questo gruppo potrebbe essere dovuta a diversi fattori concomitanti; in sintesi:
- Un progressivo deterioramento delle condizioni climatiche a scala globale, a partire dal Cenomaniano, con forti oscillazioni della temperatura media oceanica, che culmina nel Maastrichtiano.
- Una serie ravvicinata di eventi di regressione marina a scala globale tra il Campaniano superiore e il Maastrichtiano, e soprattutto nel Maastrichtiano terminale, che avrebbero portato ad un aumento dello stress ambientale sul gruppo e al suo declino, sia in termini di diffusione che di differenziazione.
- In questo quadro generale, eventi esogeni quali l'impatto di uno o più asteroidi e/o endogeni (incremento del vulcanismo nell'area del Deccan, in India) a scala globale, avrebbero portato ad un deterioramento ambientale generalizzato e soprattutto all'estinzione in massa del plancton alla fine del Maastrichtiano. Quest'ultimo evento sembra essere stato quello decisivo, sia perché le ammoniti si nutrivano probabilmente in gran parte di plancton, sia perché la loro ontogenesi passava per uno stadio iniziale planctonico.

L'evento di estinzione alla fine del Maastrichtiano segna una netta cesura tra le faune marine del Mesozoico e del Cenozoico, anche se da alcuni dati alcune popolazioni relitte di ammoniti sembrerebbero essere sopravvissute brevemente alla crisi per estinguersi definitivamente entro il Paleogene basale.

## Significato stratigrafico e paleobiogeografico
Gli ammonoidi sono ottimi fossili fossili guida dal Paleozoico superiore e per tutto il Mesozoico. Molte specie di ammonoidi si sono evolute e hanno velocemente compiuto il loro corso, durando da trecentomila anni ad alcuni milioni di anni. A causa della loro rapida evoluzione e dell'ampio areale, le ammoniti risultano essere un prezioso strumento per i geologi e paleontologi nei rilevamenti biostratigrafici per la datazione delle rocce sedimentarie, permettendo di collegare gli strati di roccia a una precisa età geologica e di tracciare correlazioni tra sedimenti di aree diverse, anche a scala mondiale.
Gli ammonoidi offrono generalmente uno strumento stratigrafico di notevole precisione, pur tuttavia con alcuni limiti che non vanno sottovalutati. In particolare, le ammoniti sono spesso caratterizzate da evoluzione iterativa, cioè forme molto simili si possono ritrovare in tempi diversi e in gruppi non necessariamente relazionati, e su materiale fossile che non sia molto ben conservato spesso la determinazione della specie dell'indice di zona (e talora anche del genere) non è facile. L'indice di zona può essere anche assente o molto raro, per ragioni paleo-ecologiche o di distribuzione geografica. Quindi sovente è l'associazione faunistica nel suo insieme a permettere la determinazione corretta della forma indice di biozona, o la stessa assegnazione alla biozona (e di conseguenza la datazione). Inoltre, per molte specie i caratteri tipici si vedono solo nella conchiglia adulta, pertanto sono necessari esemplari adulti e completi di camera di abitazione: per contro, molto spesso il paleontologo e lo stratigrafo hanno a che fare con materiale scarso e mal conservato. Ancora, (e questa è una regola che vale per tutti i gruppi faunistici), la documentazione fossile è raramente continua per un tempo geologico molto esteso, a causa della variazione laterale e verticale degli ambienti sedimentari: vi sono quindi lacune più o meno estese a scala locale che rendono spesso difficile la ricostruzione di un quadro stratigrafico completo e coerente.
Negli ultimi decenni, per ovviare a queste problematiche, da parte dei ricercatori si è cercato sempre più di "calibrare" le zonazioni biostratigrafiche ad ammonoidi con quelle sviluppate per altri taxa, esaminando in parallelo la documentazione fossile relativa a diversi taxa su sezioni geologiche particolarmente complete, e cercando di fissare in maniera il più possibile univoca la posizione relativa degli eventi biostratigrafici (comparse, estinzioni e associazioni faunistiche). I risultati migliori sono stati ottenuti utilizzando microfossili, molto più facilmente conservati nei sedimenti rispetto ai macrofossili, disponibili in quantità molto maggiore, e ottenibili con la disgregazione della roccia incassante mediante agenti chimici in quantità irrisorie (pochi grammi o al più chilogrammi). Ad esempio, le zonazioni ad ammonoidi (goniatiti e climenie) dal Devoniano al Permiano sono calibrate con le zonazioni a conodonti. Ugualmente le zonazioni degli ammonoidi triassici (ceratiti e ammoniti in senso stretto) sono calibrate con quelle a conodonti fino al Retico. Nel Giurassico e nel Cretaceo le biozonazioni "incrociate" con quelle ad ammoniti sono soprattutto quelle a nannoplancton calcareo (coccoliti) e (in particolare nel Cretaceo) a foraminiferi planctonici. Per le correlazioni con le provincie faunistiche presenti alle alte latitudini (ad esempio la provincia boreale, estesa dal nord-Europa alla Siberia), in cui la documentazione fossile di nannoplancton calcareo e foraminiferi planctonici diviene scarsa e poco diversificata, nel corso dell'ultimo ventennio sono state calibrate con le biozone standard ad ammoniti anche biozone ad alghe dinoflagellate. In quest'ultimo contesto sono ampiamente utilizzate da lungo tempo per il Cretaceo anche zonazioni a bivalvi del genere Inoceramus.
Per la loro sensibilità all'ambiente, gli ammonoidi sono anche importantissimi per vagliare le ipotesi paleogeografiche, individuando province faunistiche e consentendo ai paleontologi e ai geologi di riconoscere i contesti paleo-climatici e la distribuzione delle terre emerse e dei bacini marini del passato.
Per citare un classico esempio: nel Giurassico, le ammoniti rinvenute in Italia fanno parte della provincia paleobiogeografica della Tetide, che prende questo nome dal dominio oceanico allora situato a sud dell'Europa continentale e corrispondente all'incirca all'area dell'attuale Mediterraneo occidentale. Infatti le faune ad ammoniti presenti nella maggior parte del territorio italiano sono più simili a quelle che si trovano in Spagna meridionale, nord-Africa, Grecia, Albania, Turchia meridionale in sedimenti simili, oceanici o comunque di mare aperto, mentre sono sostanzialmente diverse da quelle di mare epicontinentale (a profondità relativamente bassa) della provincia faunistica europea. Il dominio tetidiano era allora a latitudini compatibili con un clima tropicale, mentre la provincia boreale (corrispondente all'attuale Europa centro-occidentale) era a clima temperato.

## Fisiologia e habitat

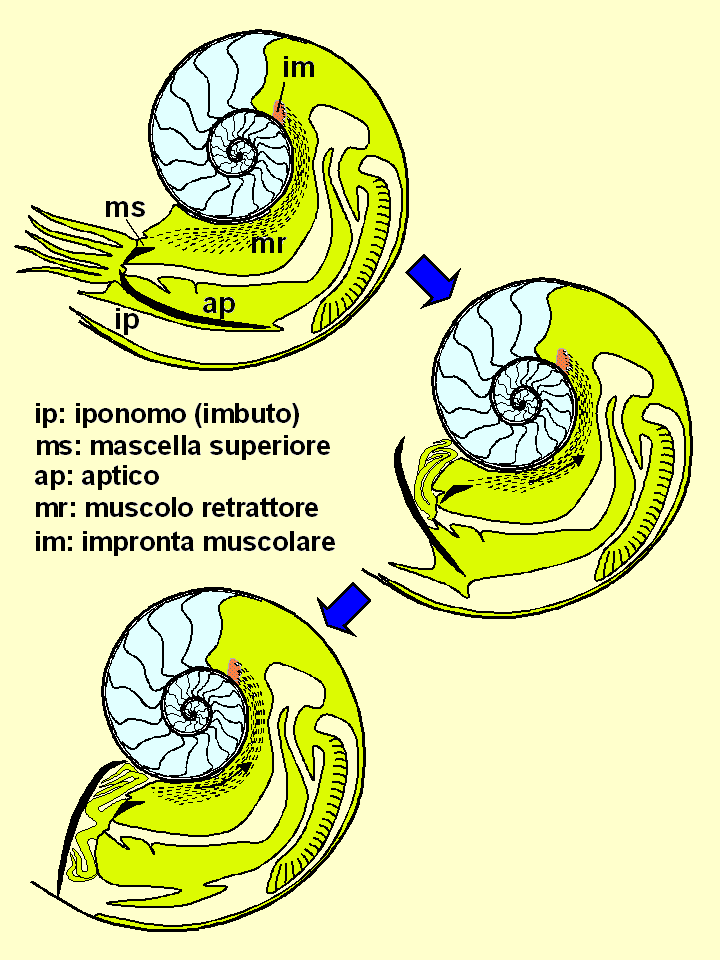
Tentativo di ricostruzione dell'anatomia delle parti molli di una tipica ammonite mesozoica entro la sua conchiglia (il fragmocono, cioè la parte concamerata della conchiglia, è evidenziato in azzurro). Sono riportati: il canale alimentare, le cavità principali del corpo, le strutture nutritive e difensive (mascelle e aptici). Gli aptici sono ipotizzati come elementi della mascella inferiore (in posizione normale) e come opercoli (in posizione verticale). Secondo questa ricostruzione, muscoli retrattori fissati alla parte postero-dorsale della camera d'abitazione permettevano all'animale di ritrarre nella conchiglia il capo e contemporaneamente di portare gli aptici in posizione verticale bloccando l'apertura.

Dal momento che questi organismi sono estinti e non abbiamo esemplari fossili con parti molli conservate, la ricostruzione dei loro tessuti viventi è basata su analogie con i Cefalopodi attuali e soprattutto sui nautiloidi.
Le ammoniti avevano sicuramente le caratteristiche distintive di tutti i cefalopodi: un capo differenziato con due occhi, una bocca e le relative strutture nutritive, un cervello sviluppato intorno all'esofago; avevano inoltre una massa viscerale che conteneva l'apparato digerente, l'apparato circolatorio, il sistema endocrino e le gonadi. Il piede ancestrale dei molluschi si trasforma in questo gruppo in parte nei tentacoli (per le ammoniti in numero sconosciuto e ancora oggetto di dibattito tra i ricercatori) e in parte nell'iponomo, un organo cavo che, contraendosi sotto l'azione di fasce muscolari, permetteva la circolazione dell'acqua nella cavità palleale e nelle branchie, e fungeva inoltre da organo di propulsione a “idrogetto” dell'organismo espellendo violentemente l'acqua. L'apparato nutritivo è ancora poco conosciuto: vi era una radula nel retrobocca, con funzione masticatoria, e inoltre era presente un apparato mandibolare probabilmente era in parte simile a quello dei nautiloidi (un “becco” corneo più o meno calcificato), almeno per quanto riguarda la mascella superiore; la maggior parte delle ammoniti era dotata però anche di strutture peculiari del gruppo, a composizione cornea o calcarea, gli aptici, situati ventralmente alla camera di abitazione, che fungevano probabilmente da supporti per la mandibola inferiore e forse anche da opercoli per chiudere l'imboccatura della camera d'abitazione quando l'animale si ritraeva nella conchiglia.
Si trattava certamente di organismi dioici, con dimorfismo sessuale più o meno spinto (vedere il capitolo relativo). Secondo la maggior parte degli studi sull'argomento, considerando l'abbondanza delle popolazioni fossili, la strategia riproduttiva degli ammonoidi era di tipo r, fondata cioè su una prolificità molto alta, con numero assai elevato di uova e individui neanici, simile per alcuni versi a quella degli attuali cefalopodi coleoidi. Similmente a questi ultimi, le ammoniti avrebbero avuto uno stadio giovanile con stile di vita planctonico.
Come risulta da dati sia paleontologici che sedimentologici, la maggior parte delle ammoniti viveva in acque marine a salinità normale (30000-50000 ppm), in contesti di piattaforma continentale e di mare epicontinentale, in un intervallo batimetrico stimabile da zero a 200 metri di profondità. I fossili di ammoniti sono invece rari nei depositi di piattaforma carbonatica e nei sedimenti marini litorali e sono generalmente assenti in facies transizionali, come i delta e le piane di marea, ambienti caratterizzati da ampie e rapide variazioni di salinità; sicuramente vi erano anche forme pelagiche adattate alle acque superficiali oceaniche.
La grande varietà di morfologie comparse nella storia evolutiva di questo gruppo indica adattamenti a stili di vita molto diversi, che sono tuttora oggetto di dibattito tra gli specialisti. Da un punto di vista generale, morfologie appiattite e carenate, con profilo acuto, corrispondevano ad abitudini di vita nectoniche, da nuotatori relativamente veloci, mentre le forme più tondeggianti o globose, come anche le forme con ornamentazione molto sviluppata (meno idrodinamiche), sembrano essere state meno mobili, anche se queste considerazioni non dovrebbero essere eccessivamente generalizzate. Spesso, inoltre, durante l'ontogenesi i caratteri della conchiglia cambiano notevolmente, indicando una variazione di habitat significativa dagli esemplari giovanili agli adulti. Le forme "svolte" o con avvolgimento irregolare, infine, sono considerate dalla maggior parte degli studiosi come nuotatori relativamente poco efficienti (per lo meno nell'adulto) rispetto alle ammoniti con avvolgimento planispirale "normale": il dibattito verte soprattutto sulla loro caratterizzazione bentonica o planctonica e sulla loro capacità di galleggiamento e di migrazione verticale.
Le relazioni trofiche tra gli ammonoidi e rispetto ai gruppi faunistici coevi sono ancora in gran parte speculative, tuttavia è stato possibile rinvenire nella camera d'abitazione di alcune specie mesozoiche tracce di strutture interpretabili come parti dell'apparato digerente (esofago e stomaco), il cui contenuto consta principalmente di gusci di foraminiferi e ostracodi, frammenti di piastre di crinoidi pelagici, e in alcuni casi di frammenti di conchiglia e aptici di altre ammoniti (anche della stessa specie dell'esemplare studiato): questo materiale rivelerebbe in parte una dieta da microfagi, in parte da consumatori di plancton e in qualche caso da predatori attivi di altri ammonoidi (anche se il campione, per la sua esiguità, non è sicuramente conclusivo). Le ammoniti erano viceversa oggetto di predazione da parte di diversi gruppi: soprattutto pesci e, nel Mesozoico, rettili marini. Inoltre, è possibile (anche se non sicuramente documentata), la predazione delle ammoniti da parte di altri cefalopodi, da identificarsi principalmente nelle belemniti, e da parte di crostacei decapodi.

## Morfologia della conchiglia

### Aspetti generali e morfometria

#### Generalità

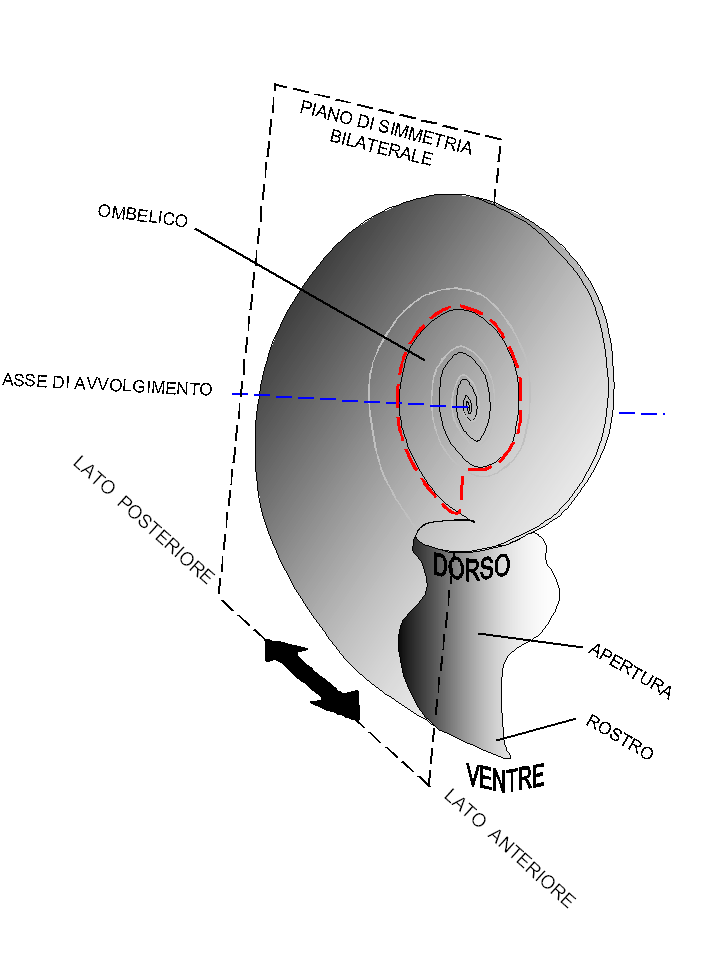
Orientazione corretta (secondo la probabile posizione di vita) e principali elementi morfologici della conchiglia di un'ammonite.

La conchiglia delle ammoniti, come quella dei nautiloidi, è schematizzabile come un cono (cono primitivo o teorico) avvolto su se stesso. È abbastanza simile anche l'evoluzione dell'avvolgimento, da originarie forme "svolte", dritte o debolmente ricurve (Bactritida), a forme variamente avvolte, anche se nelle ammoniti l'avvolgimento è prevalentemente planispirale. Si tratta di una spirale di tipo logaritmico, avvolta sul piano di simmetria bilaterale dell'organismo.
Si definisce ombelico la regione centrale della conchiglia visibile in veduta laterale, definita dal margine interno dell'ultimo giro. L'asse di avvolgimento (intorno al quale si avvolge il cono ideale della conchiglia) è quindi perpendicolare al piano di simmetria, e passa per il centro dell'ombelico, che coincide con la protoconca, o loggia embrionale (la parte della conchiglia corrispondente al primo stadio di sviluppo embrionale).
Nella conchiglia delle ammoniti si distinguono una regione ventrale e una regione dorsale, in funzione della probabile posizione di vita, con l'apertura rivolta in basso tangenzialmente alla spira (analogamente all'attuale Nautilus): quindi nelle ammoniti con avvolgimento planispirale il dorso decorre lungo l'avvolgimento interno della conchiglia, mentre il ventre decorre lungo l'avvolgimento esterno. Occorre tenere presente tuttavia che, per tradizione, nella maggior parte delle pubblicazioni, sia divulgative che scientifiche, è invalso l'uso di orientare le conchiglie delle ammoniti e dei nautiloidi con l'apertura verso l'alto, anche se tale posizione è di fatto capovolta rispetto alla corretta posizione di vita. Inoltre, si utilizza il termine "adapicale" per descrivere i caratteri localizzati verso l'apice del cono teorico (ovvero verso la protoconca) e il termine "adorale" per descrivere caratteri situati verso l'apertura della conchiglia. Tra le regioni dorsale e ventrale sono compresi i fianchi, che possono essere in continuità con queste oppure raccordati mediante un angolo più o meno accentuato (spalla latero-ventrale o periombelicale).

#### Indici morfometrici

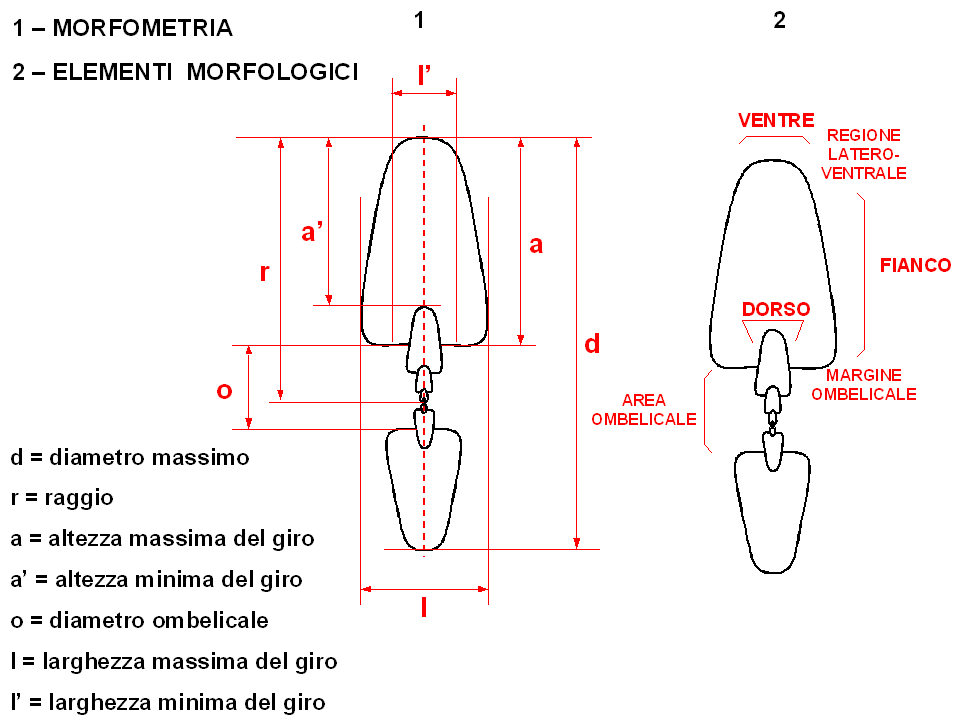
Morfometria (cioè misura degli elementi morfologici) e relativa terminologia tecnica di un'ammonite, visualizzati su una sezione perpendicolare al piano di simmetria (parallela quindi all'asse di avvolgimento). Notare che il raggio (r) in questo caso non è simmetrico, essendo misurato dal centro dell'ombelico.

La spirale descritta dall'avvolgimento della conchiglia può essere stretta (e in tal caso la conchiglia si dice "involuta"), oppure ampia (in tal caso si definirà "evoluta"). Un criterio largamente utilizzato dal punto di vista morfometrico è costituito dal rapporto tra altezza del giro e larghezza dell'ombelico (con rapporto >1 la conchiglia è involuta; se il rapporto è <1 la conchiglia è evoluta); generalmente, le ammoniti a conchiglia evoluta presentano uno scarso ricoprimento dei giri e quindi una regione ombelicale ampia, mentre quelle a conchiglia involuta per il motivo opposto presentano una regione ombelicale stretta e profonda oppure puntiforme.
Un altro criterio morfometrico molto seguito per la definizione del grado di involuzione della conchiglia è quindi il grado di ricoprimento dei giri successivi: questo si può esprimere come percentuale di ricoprimento (data dal rapporto tra l'altezza totale del giro e la parte ricoperta, espresso in percentuale), oppure come rapporto tra la parte di altezza ricoperta e la parte libera. Altri elementi morfometrici diagnostici sono la larghezza massima e l'altezza massima del giro (si utilizza il loro rapporto), che danno il grado di compressione. del giro della conchiglia:
- giro compresso: altezza massima > larghezza massima
- giro depresso: larghezza massima > altezza massima

Quindi, la forma della conchiglia delle ammoniti viene complessivamente definita viene definita in base a diversi parametri:
- grado di involuzione
- grado di compressione
- forma della sezione del giro (che dipende dal tipo di curva generatrice)
- angolo apicale del cono teorico (l'angolo di "apertura" con vertice sull'apice)[47]
- piano (o piani) di avvolgimento (su un unico piano o tridimensionale)

Tutti questi parametri sono diagnostici per la classificazione.
La morfologia della regione ventrale è ugualmente importante dal punto di vista diagnostico: la forma generale e la presenza di carene e/o solchi (questi sono elementi che riguardano la morfologia della conchiglia e non fanno parte dell'ornamentazione).

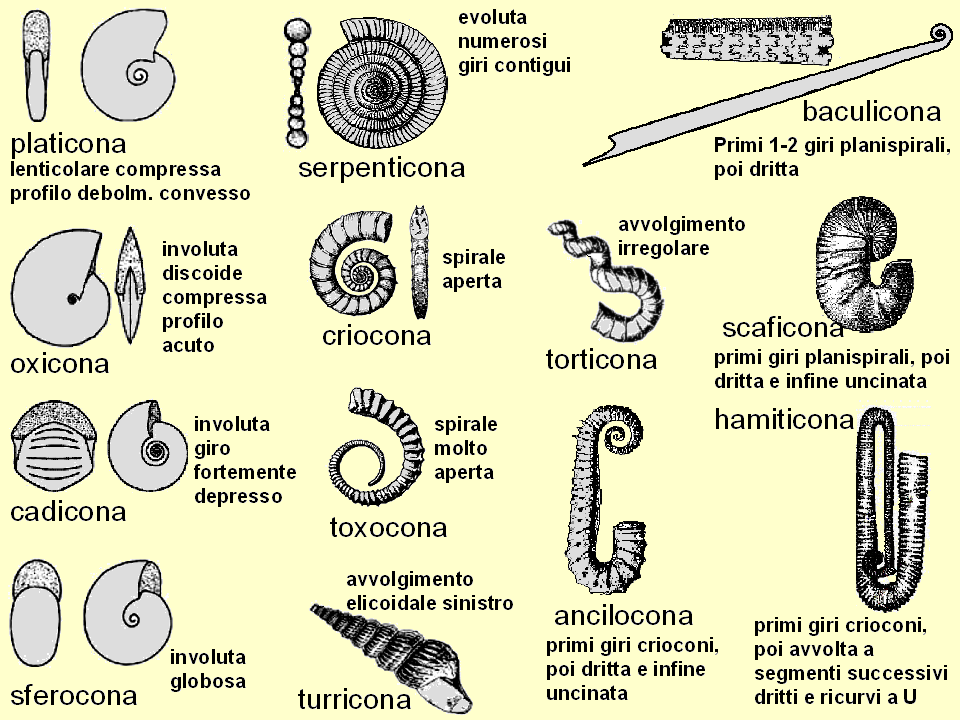
Principali tipi di forme riscontrabili nella conchiglia delle ammoniti.
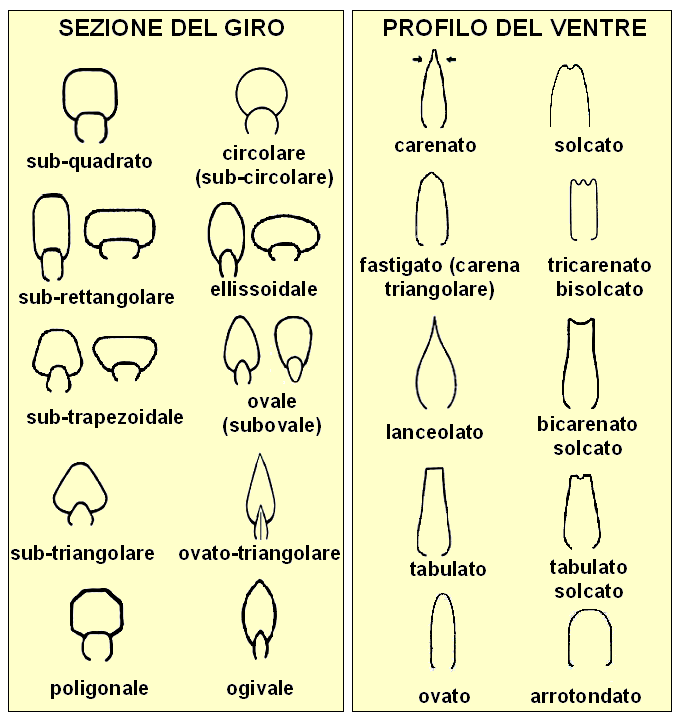
Sezione del giro e profilo del ventre nella conchiglia delle ammoniti.

Le immagini sopra mostrano una tipologia delle principali forme della conchiglia e della regione ventrale. Sono comprese anche le forme più comuni tra quelle "eteromorfe" (vedi Forme eteromorfe), con l'avvertenza che in quest'ultimo caso l'elenco è ben lungi dall'essere esaustivo.

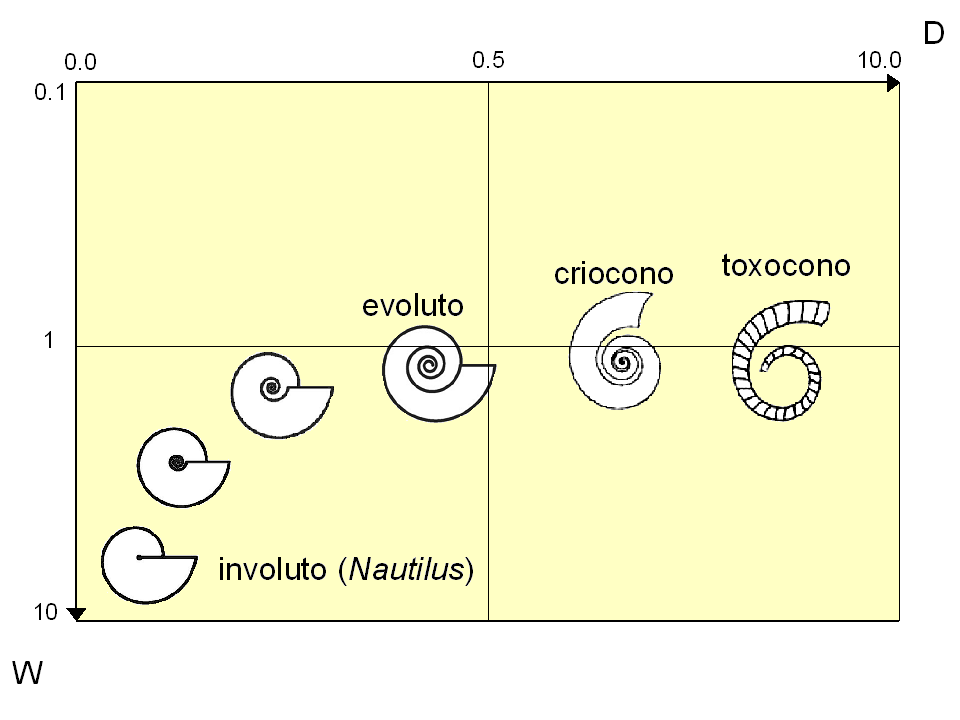
Diagramma tra D (distanza della curva generata dall'asse di avvolgimento) e W (tasso di espansione del giro). W, sull'asse verticale, è in scala logaritmica. Sono riportate approssimativamente le posizioni dei principali tipi morfologici di avvolgimento planispirale. Le forme molto involute (come ad esempio i nautiloidi attuali e ammoniti tipo Phylloceras) hanno valori di W prossimi a 10 e valori di D intorno a 0,1; la maggior parte delle ammoniti è situata tra valori di D compresi tra 0,1 e 0,5, con W intorno a 1. Le forme eteromorfe "svolte" sono caratterizzate da valori di D oltre 0,5.

Le forme planispirali più comuni sono relativamente semplici, e i parametri visti sopra sono sufficienti per descriverle. Per esprimere però l'intero spettro morfologico dell'avvolgimento delle ammoniti, sono necessari indici più complessi, che mettono in gioco più di un parametro. Due indici particolarmente significativi sono:
- il tasso di espansione del giro (W), dato da[49]:

W = (r / (d – r))2
dove r è la misura del raggio e d è la misura del diametro.
- la distanza della curva generata dalla spirale rispetto all'asse di avvolgimento (D)[49]

D = (r – a) / r
dove a è l'altezza massima del giro.
In pratica, W esprime il tasso di crescita della sezione del giro della conchiglia; D esprime l'aumentare della distanza del giro rispetto al centro della spirale (equivalente all'incirca all'ampiezza dell'ombelico). Questi due indici sono utilizzati per la costruzione di un diagramma in grado di esprimere la variabilità morfologica degli avvolgimenti planispirali. Tale diagramma definisce il cosiddetto "morfospazio" ("morphospace" nella terminologia anglosassone)
Gli avvolgimenti tridimensionali richiedono altri indici che prendono in esame il grado di traslazione del giro (chiamato T), ovvero la misura dello "spostamento" nello spazio di un giro rispetto al giro precedente.
Questi diagrammi (ed altri con indici anche più complessi) sono impiegati mediante tecniche di analisi statistica multivariata per individuare le tendenze evolutive e i rapporti tra ontogenesi e filogenesi attraverso le variazioni morfologiche (cioè fenotipiche).

#### Forme eteromorfe

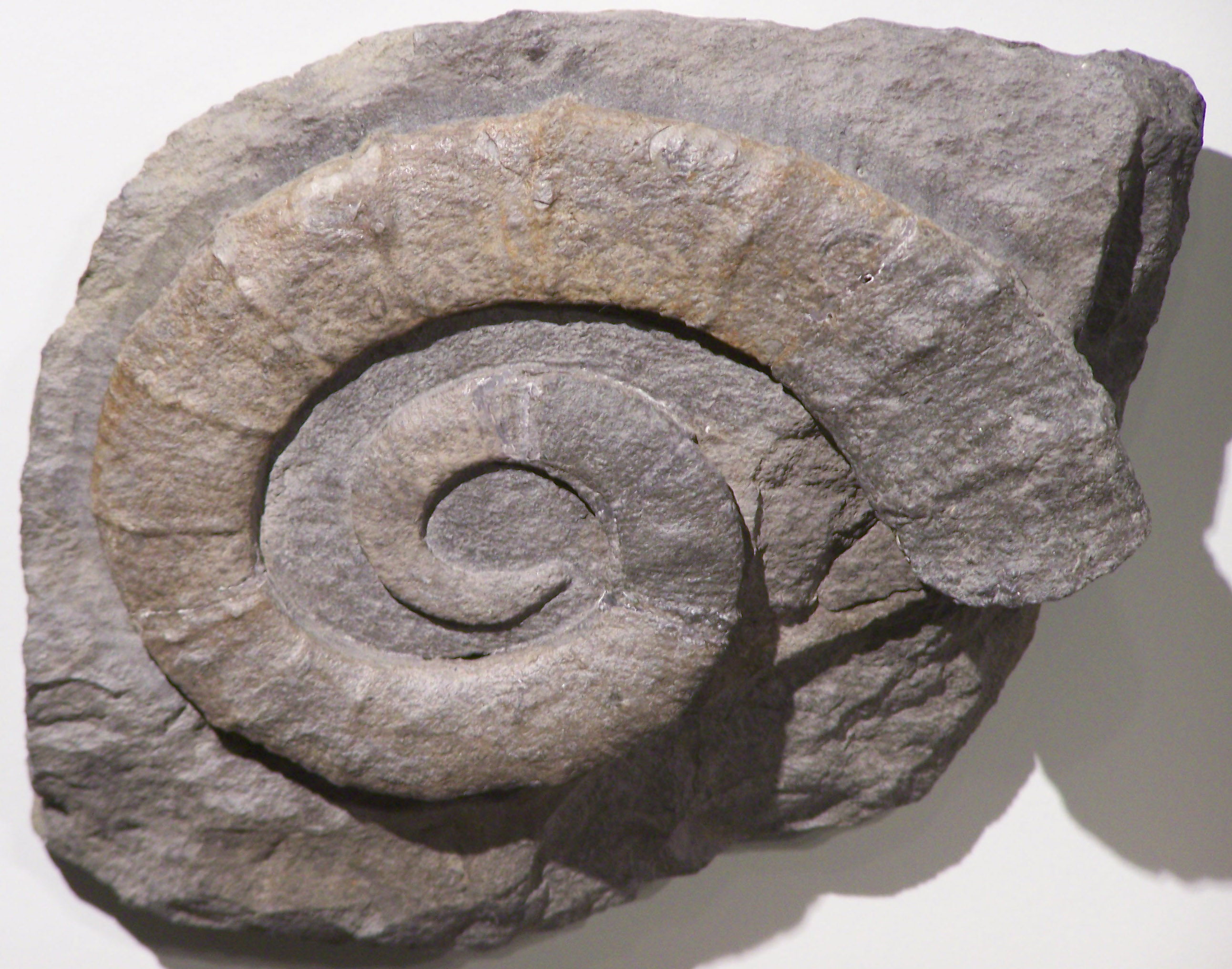
Crioceratites, tipica forma eteromorfa criocona. Naturhistorisches Museum, Berna, Svizzera

La maggior parte delle ammoniti ha una conchiglia planispirale, dall'aspetto discoidale più o meno appiattito. In diversi casi, però, i giri non sono a contatto tra loro (forme "svolte" o criocone, come ad esempio nel genere cretaceo Crioceratites o nel genere triassico Choristoceras. In altri casi abbiamo nello stesso organismo il succedersi di diversi tipi di avvolgimento, corrispondenti a diversi stadi dell'ontogenesi. Ad esempio alcune forme hanno una conchiglia parzialmente spiralata e parzialmente dritta (come negli Australiceras), o quasi dritta (baculicona, come nel genere cretaceo Baculites e in quello triassico Rhabdoceras), oppure elicoidale (turricona), come nei generi cretacei Turrilites e Bostrychoceras e nel genere triassico Cochloceras (simile all'avvolgimento trocospirale che caratterizza la maggior parte dei gasteropodi).
Un tipo particolare di forma, che ebbe un notevole successo nel Cretaceo, è la forma scaficona, tipica di Scaphites e generi affini, consistente in un avvolgimento iniziale planispirale involuto o evoluto (stadio giovanile), mentre nello stadio adulto la camera d'abitazione è molto allungata e svolta, e consiste in un tratto dritto che termina con un'uncinatura a U rivolta all'indietro. Questo tipo morfologico ha numerose varianti, potendo i primi giri essere parzialmente o totalmente svolti (forma ancilocona, dal genere Ancyloceras) o con vari altri tipi di avvolgimento, incluso quello elicoidale o trocospirale (ad esempio il genere Heteroceras); in alcuni casi i giri successivi alla fase giovanile potevano avere un avvolgimento composito, con segmenti a U alternati a segmenti dritti (forma hamiticona, dal genere Hamites), che faceva somigliare queste forme a graffette per la carta o a tromboni. Forse l'esempio più estremo e dall'aspetto più bizzarro di eteromorfo si può trovare nei Nipponites, che appaiono come un intreccio di spire irregolari senza alcuna apparente simmetria di avvitamento. Comunque, dopo attento esame, la conchiglia rivela un reticolo tridimensionale di disegni a forma di "U", uniti tra di loro, in uno schema di forma generale cuboide. I Nipponites si possono trovare nelle rocce del Cretaceo Superiore in Giappone, in Madagascar e negli Stati Uniti. Questo tipo di avvolgimento ed altri tipi fortemente irregolari rientrano nella definizione di avvolgimento torticono (anche se più recentemente è stato coniato per essi il termine "vermicono"). Tutte queste forme parzialmente o totalmente svolte sono conosciute come eteromorfe.

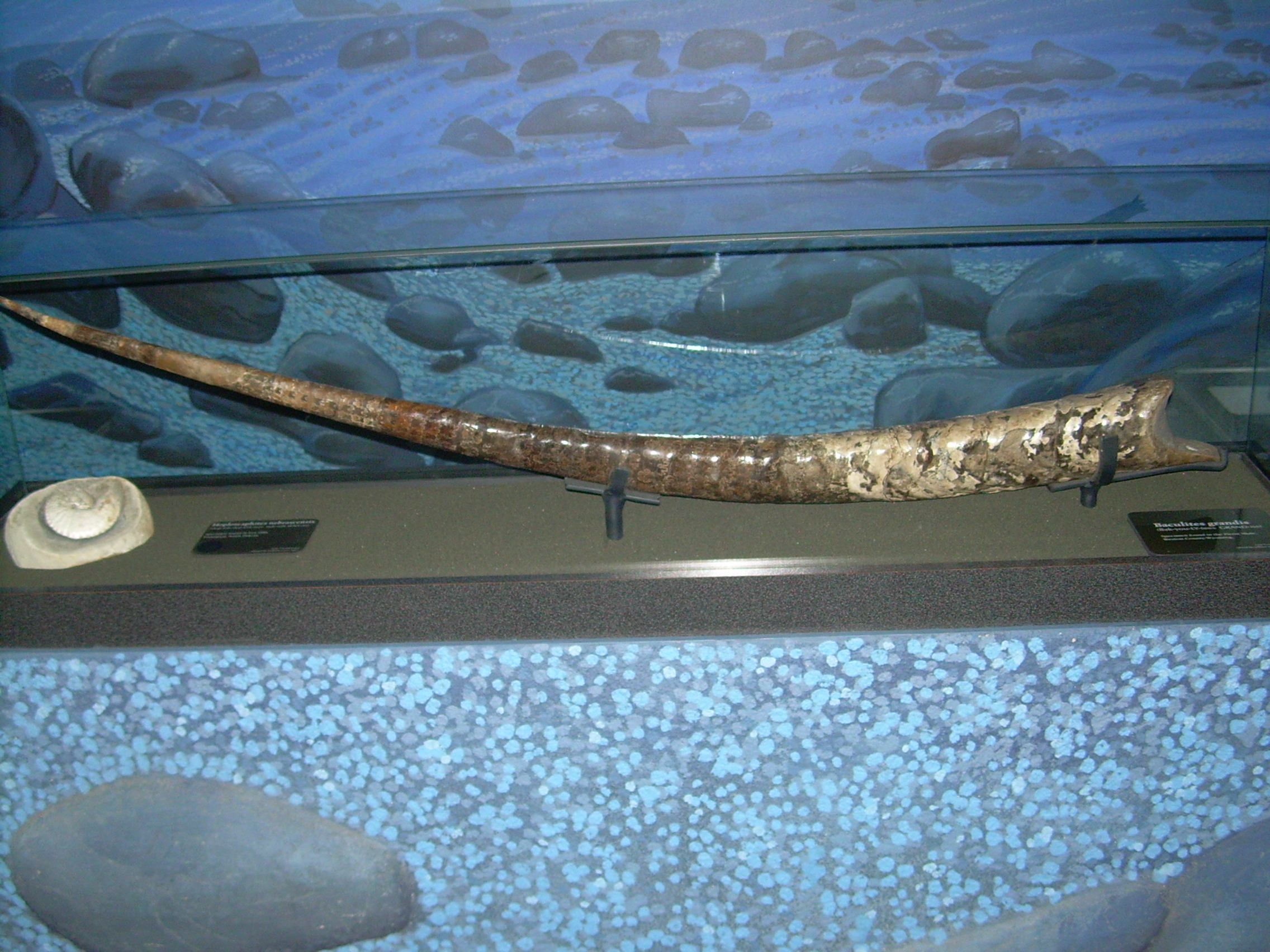
Baculites, tipica forma baculicona, in questo caso debolmente ricurva. È conservato il peristoma, caratterizzato da un rostro ventrale. North American Museum of Ancient Life, Lehi, Utah.
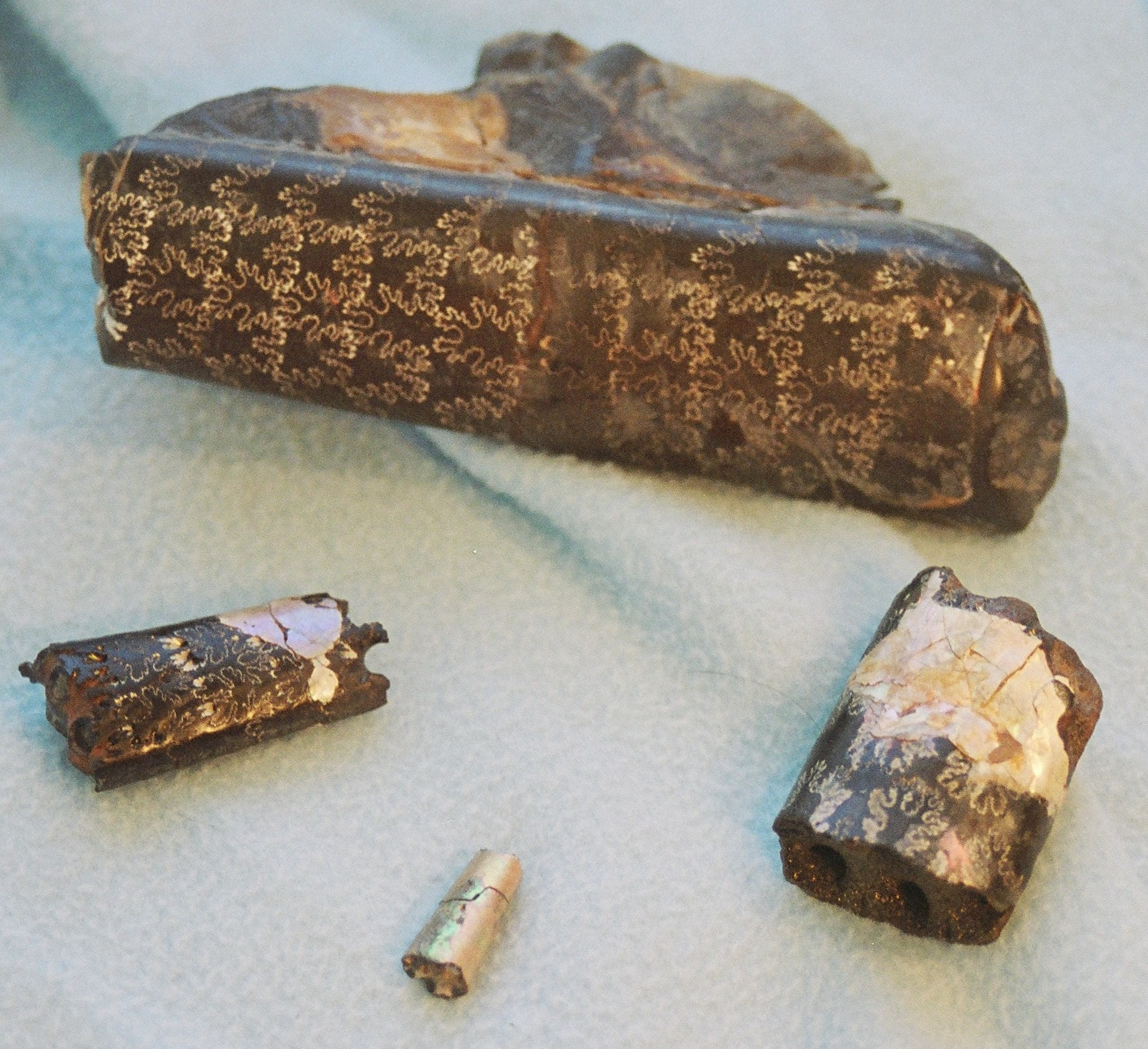
Frammenti di Baculites - (USA), South Dakota. Collezione privata.
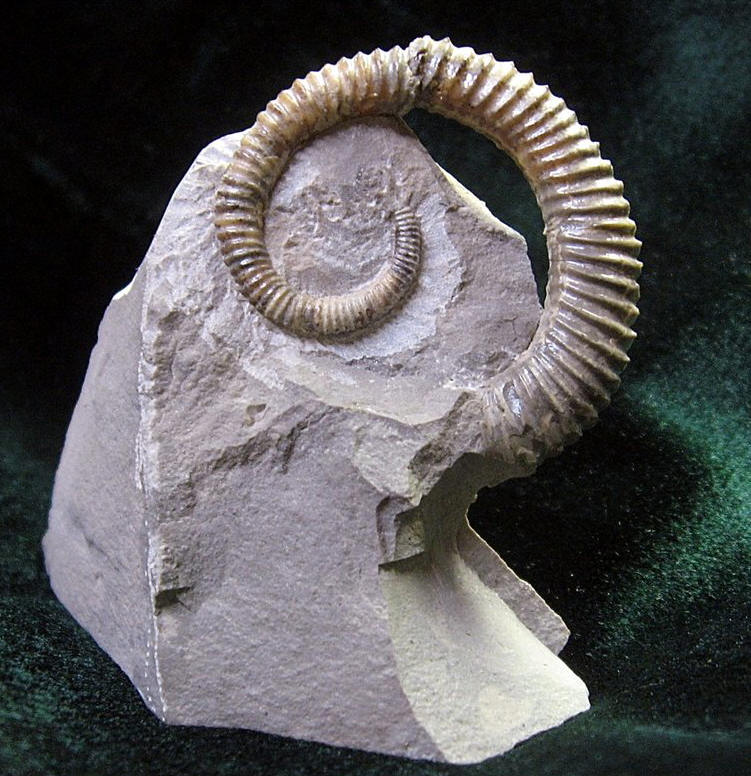
Allocrioceras, una forma toxocona (Utah, USA).
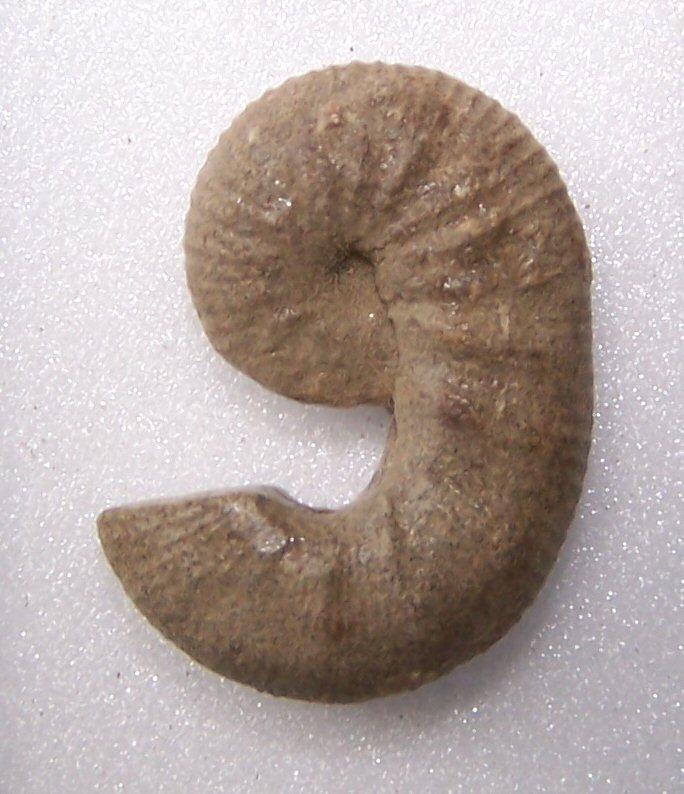
Scaphites, tipica forma scaficona - Colorado (USA). Collezione privata.
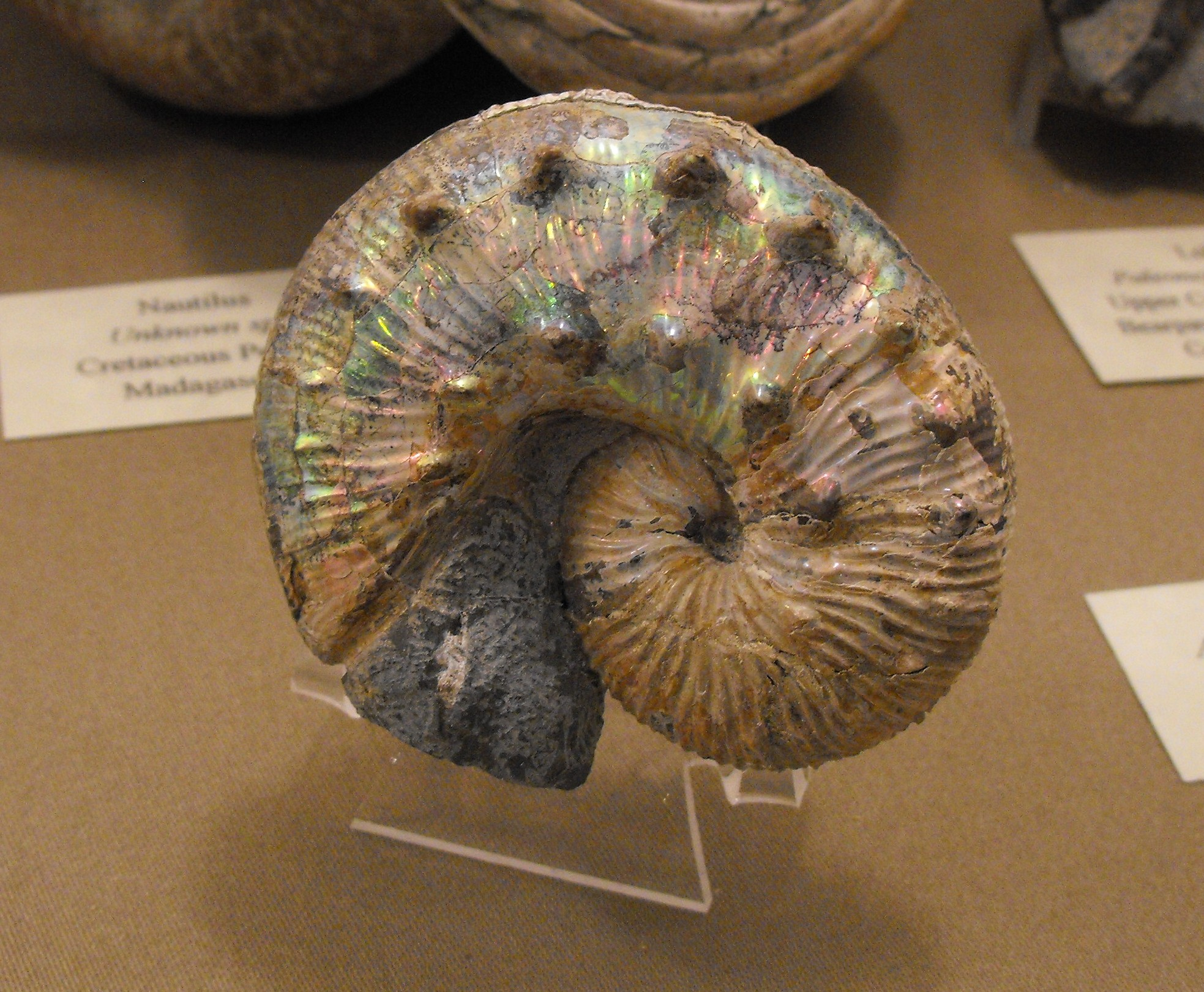
Hoploscaphites nodosus, altro tipico scaficono (più involuto del precedente). Tardo Cretaceo (Campaniano-Maastrichtiano), USA.
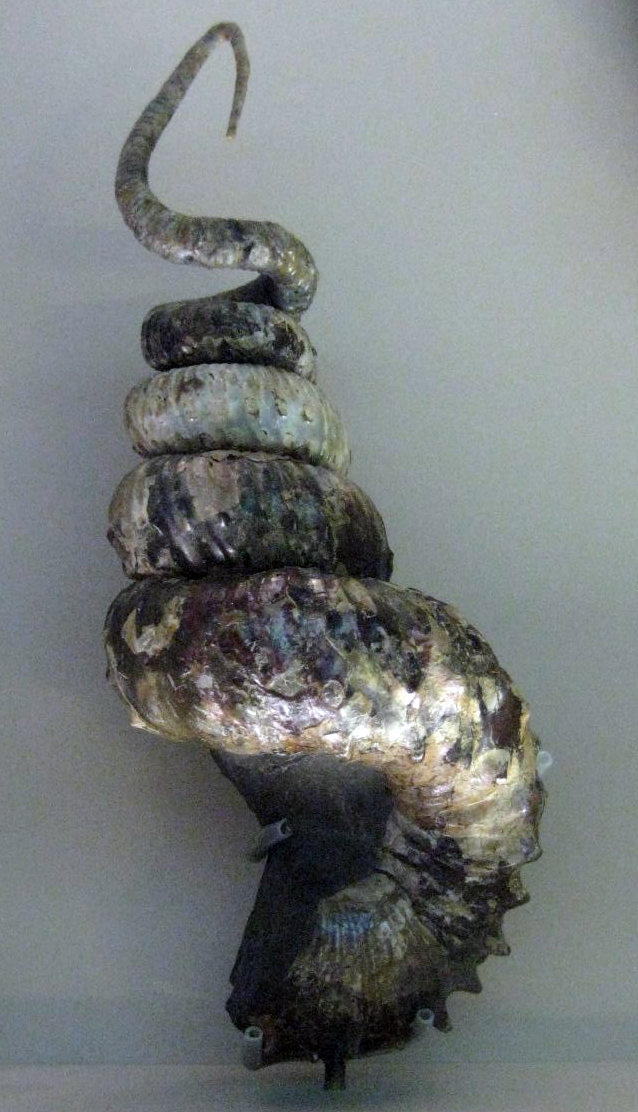
Cirroceras, forma torticona (irregolare nei primi giri e poi con avvolgimento in parte elicoidale, svolto nell'ultimo giro) - tardo Cretaceo. National Museum of Natural History, Washington (USA).
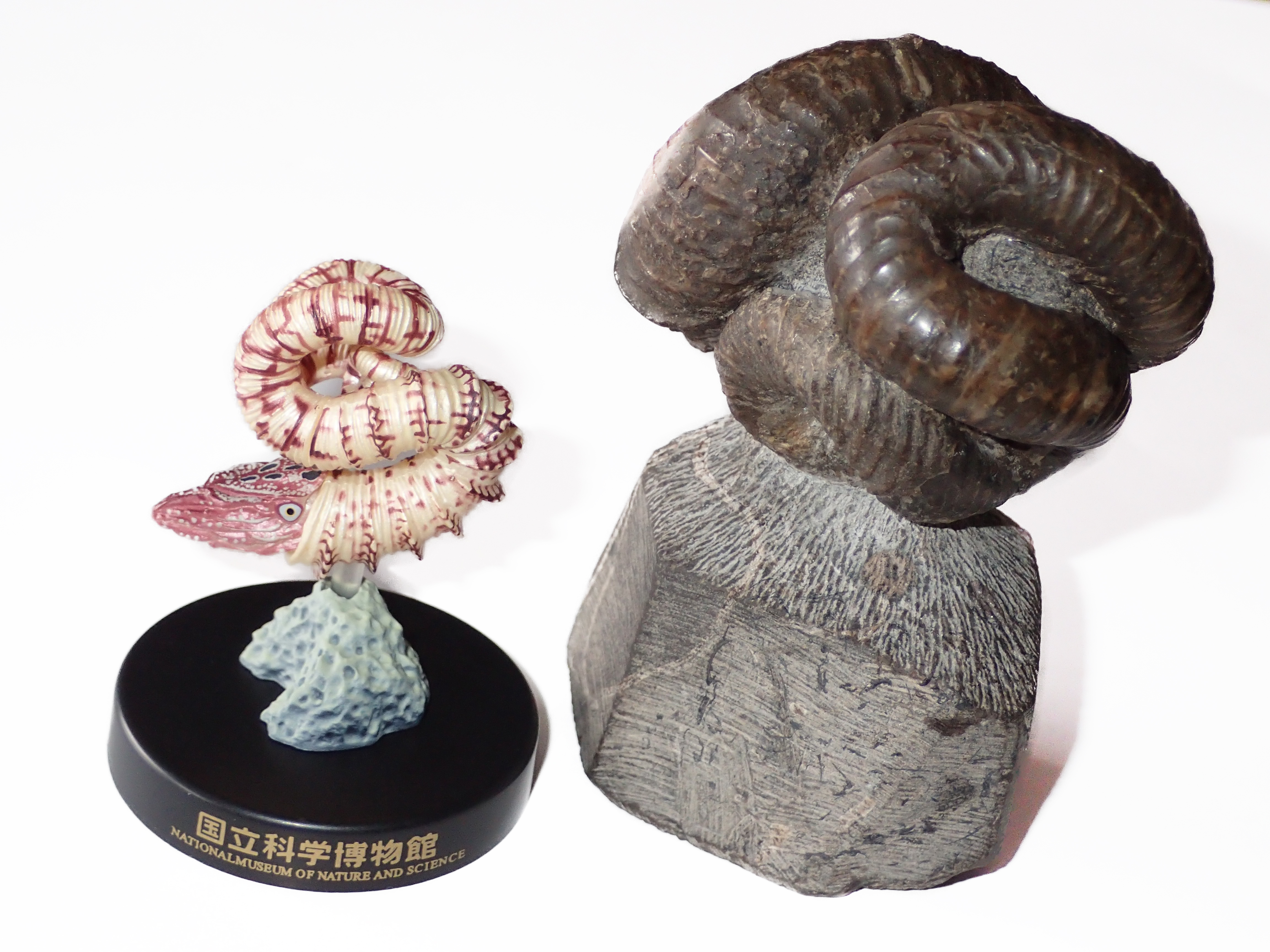
Nipponites mirabilis, con un modello ricostruttivo (Hokkaido, Giappone).
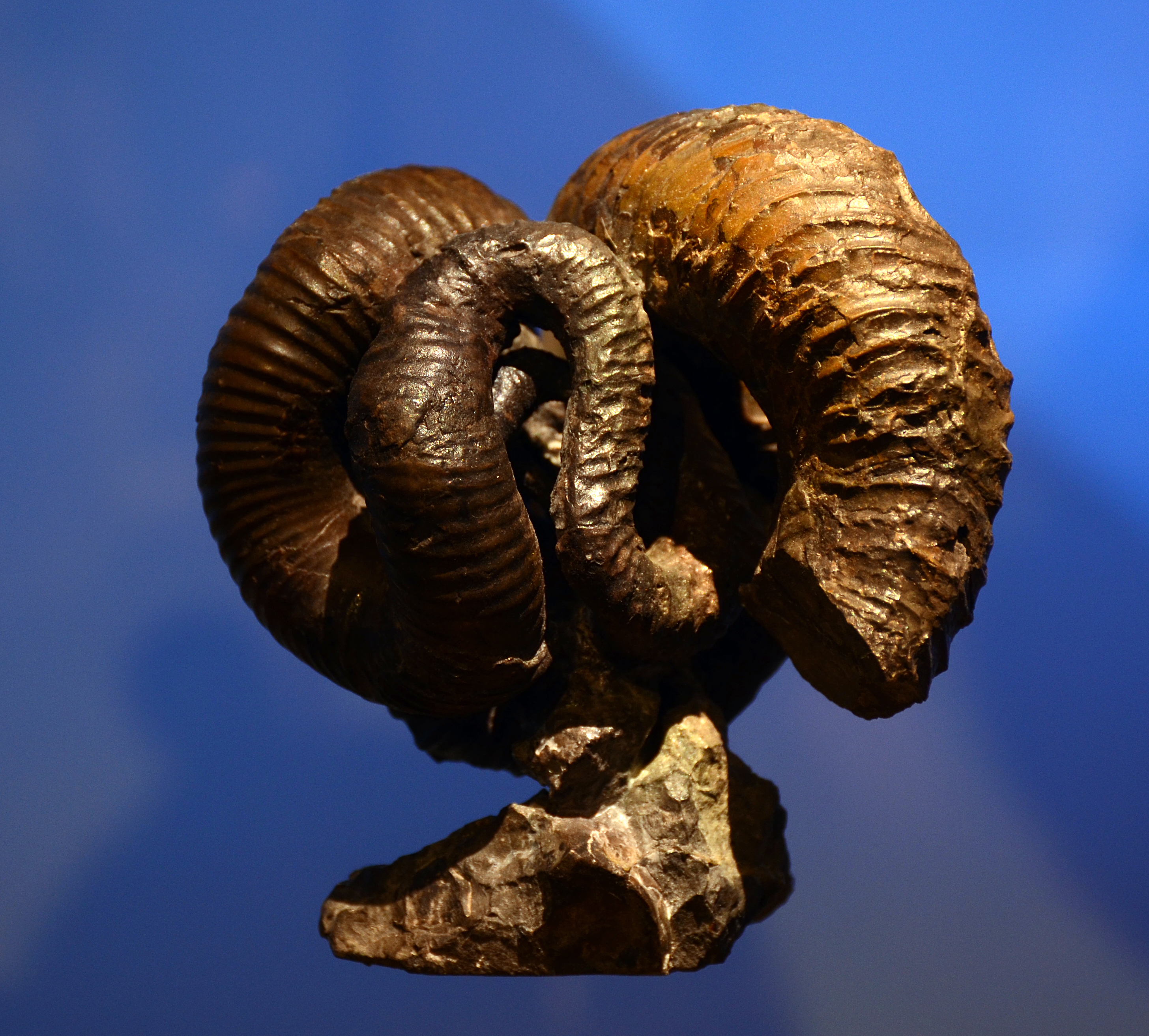
Nipponites mirabilis.
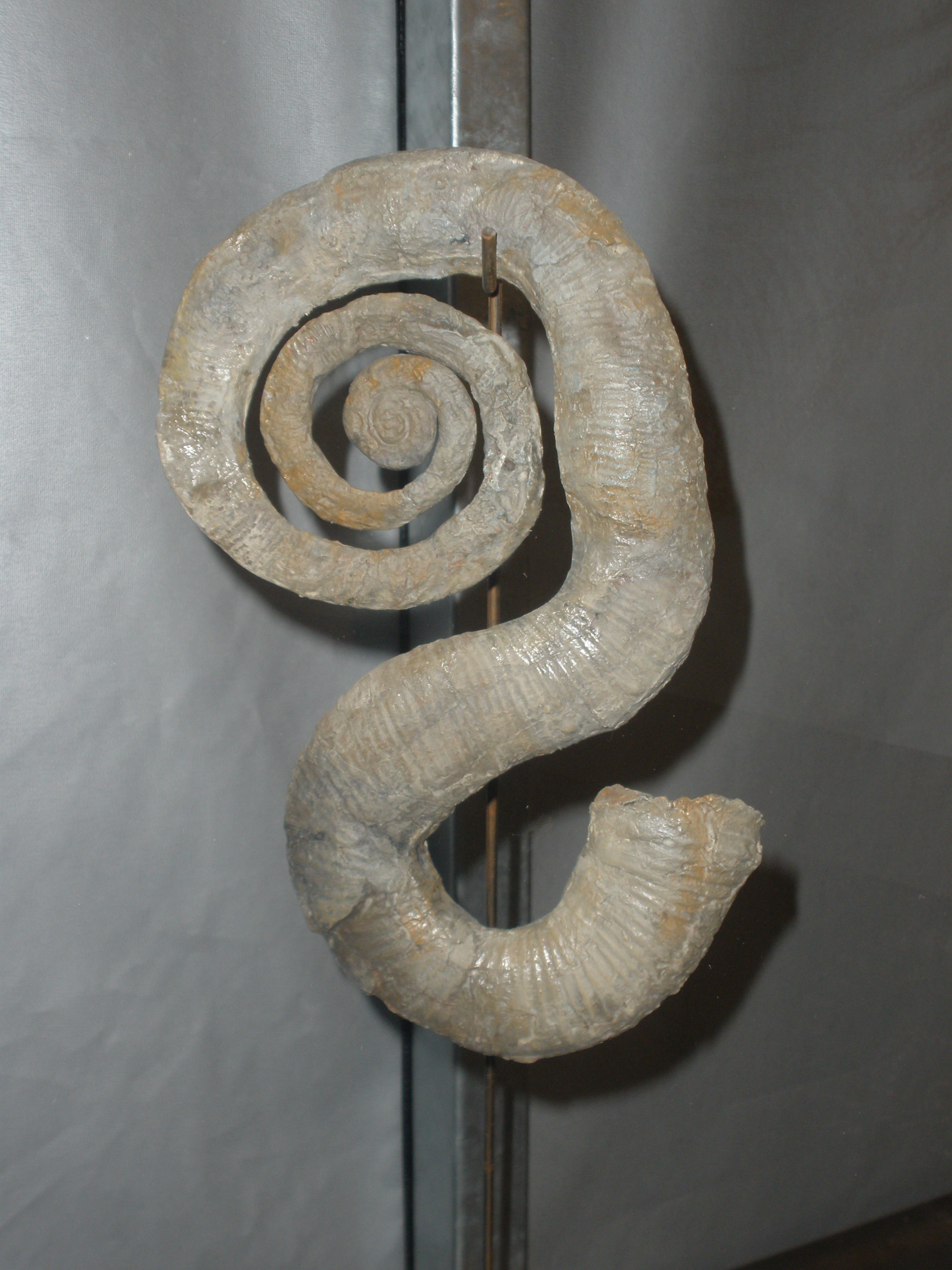
Pravitoceras (Cretaceo Superiore, Giappone). Combinazione delle forme criocona e ancilocona.

Queste forme appaiono in quattro momenti distinti nella storia evolutiva delle ammoniti:
- Devoniano Superiore (Emsiano), per circa 10 milioni di anni: si tratta dei primi ammonoidi evolutisi dai Bactritida (forme cirtocone esogastriche[N 14] e toxocone, fino a criocone); dopo queste forme iniziali, avvolgimenti di questo tipo non compaiono più fino al tardo Triassico (per circa 180 milioni di anni).
- Triassico Superiore (Norico-Retico), per circa dodici milioni di anni (superfamiglia Choristocerataceae);
- Giurassico Medio (Bajociano superiore-Calloviano medio), per circa dieci milioni di anni (superfamiglia Spirocerataceae)
- Giurassico Superiore (Titoniano), perdurando fino all'estinzione totale delle ammoniti, alla fine del Cretaceo Superiore (Sottordine Ancyloceratina).

A parte l'evento paleozoico, le cui forme si evolvono rapidamente dando origine all'intero gruppo e generando le comuni forme monomorfiche planispirali, i tre successivi eventi mesozoici non sono legati tra loro da relazioni filogenetiche dirette, poiché nei primi due casi (Trias Superiore e Giurassico Medio), i rispettivi gruppi si estinsero senza lasciare discendenti. Si tratta di un caso di evoluzione iterativa, termine utilizzato in ambito paleontologico per indicare tendenze evolutive che si ripetono in forma simile in intervalli temporali diversi e in gruppi non necessariamente relazionati dal punto di vista filogenetico. La loro comparsa è stata interpretata in vari modi nell'ambito della ricerca. Poiché soprattutto il Triassico Superiore e il Cretaceo sono conclusi da eventi di estinzione di importanza primaria, in passato (fino agli anni sessanta del XX secolo) la comparsa di forme eteromorfe era interpretata come una fase di evoluzione regressiva, con esiti biologicamente inadattativi: una sorta di "senescenza" genetica del gruppo, che preludeva ad un evento di crisi (un altro termine utilizzato spesso in passato per definire queste forme era "aberranti"). Inoltre, notando come questi periodi seguano episodi di forte radiazione adattativa delle ammoniti, si vedevano in queste forme fenomeni di specializzazione estrema, cioè legata a condizioni estremamente particolari: una specie di "vicolo cieco" evolutivo, frutto del concetto in gran parte superato di tipolisi.
Si tratta di teorie ormai superate in quanto non conciliabili con l'evidente successo di queste forme (nel periodo tra tardo Giurassico e Cretaceo perdurano per più di ottanta milioni di anni) e con la loro notevole diffusione, che implica adattamenti vantaggiosi in relazione all'ambiente e condizioni ambientali favorevoli piuttosto diffuse. Nel tardo Cretaceo (Maastrichtiano Superiore), le forme eteromorfe mantengono fra l'altro una notevole vitalità con la comparsa di nuovi generi. Alcune forme eteromorfe (segnatamente Baculites e Hoploscaphites), sono addirittura le ultime forme di ammonoidi ad estinguersi intorno al limite Cretaceo-Terziario. Secondo varie ricerche dell'ultimo ventennio condotte in sedimenti cretaceo-paleocenici di Europa settentrionale e Stati Uniti, tali forme risultano presenti (e sicuramente non rimaneggiate) anche nel Paleogene basale, costituendo anzi l'elemento dominante di queste faune relitte ad ammoniti che sopravvissero, sia pure di poco (da alcune migliaia ad alcune centinaia di migliaia di anni), alla grande crisi biologica tra Cretaceo e Terziario).

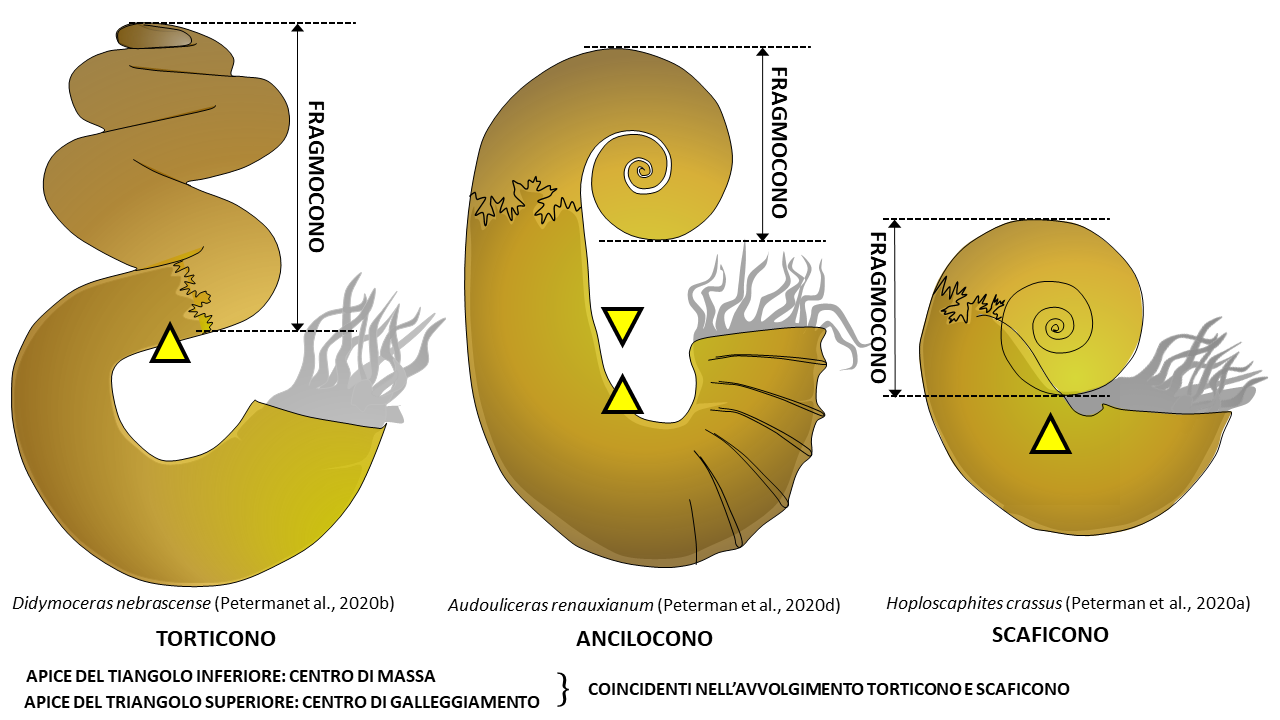
Ricostruzione della posizione di vita di tre ammoniti eteromorfe basata sulla modellizzazione idrostatica della conchiglia. Gli avvolgimenti di tipo torticono, ancilocono e scaficono risulterebbero in una postura con l'apertura rivolta verso l'alto. In particolare, l'avvolgimento ancilocono porterebbe il centro di massa dell'organismo al di sotto del centro di galleggiamento, conferendogli una particolare stabilità.

In generale, la correlazione della comparsa di queste forme con momenti "critici" dal punto di vista evolutivo si può considerare corretta: tuttavia l'interpretazione negli ultimi decenni si è evoluta da un'accezione "negativa", ad un'accezione "neutrale", che parte dall'osservazione di queste coincidenze per indagare la risposta del gruppo a mutate condizioni ambientali. Nel caso delle ammoniti tardo-triassiche e medio-giurassiche, il ritorno a forme di tipo ancestrale (con avvolgimento in giri non tangenti) sarebbe conseguente all'occupazione di nicchie ecologiche necto-bentoniche, e proverebbe al contrario la vitalità e la capacità di espansione del gruppo in nuovi contesti ambientali. Questo approccio al problema si adatta bene agli episodi del Triassico Superiore e del Giurassico Medio, in cui la coincidenza con eventi di crisi e di marcato ricambio faunistico è evidente, ma non spiega la perduranza di queste forme per il lungo periodo tra tardo Giurassico e Cretaceo, accanto a forme "normali" molto diversificate (e attraverso molteplici episodi di crisi).
In questo caso, la risposta va probabilmente cercata in mutamenti significativi delle condizioni trofiche: la comparsa dei primi Ancyloceratina nel Titoniano, in risposta a una crisi biologica di magnitudine minore avvenuta tra Giurassico e Cretaceo, si sarebbe innestata su un mutamento più generale nelle condizioni paleogeografiche, paleoambientali e di circolazione oceanica a scala globale, con la comparsa e la diffusione generalizzata di nuovi gruppi planctonici (ad esempio il fitoplancton calcareo e soprattutto lo zooplancton calcareo e i crinoidi pelagici di cui questi organismi si nutrivano): questo netto cambiamento faunistico, rendendo disponibili nuove opportunità di nutrimento e quindi nuove nicchie ecologiche per queste forme, ne avrebbe causato l'ulteriore diffusione e differenziazione.

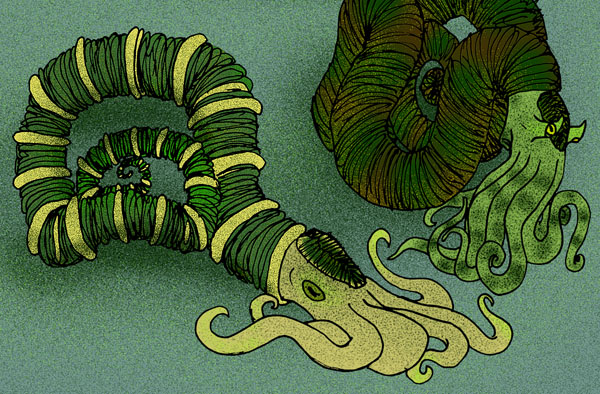
Ricostruzione artistica di ammoniti eteromorfe (Nipponites (a destra) e Madagascarites (a sinistra), con avvolgimento irregolare. In questa ricostruzione, queste ammoniti sono ipotizzate come organismi bentonici.

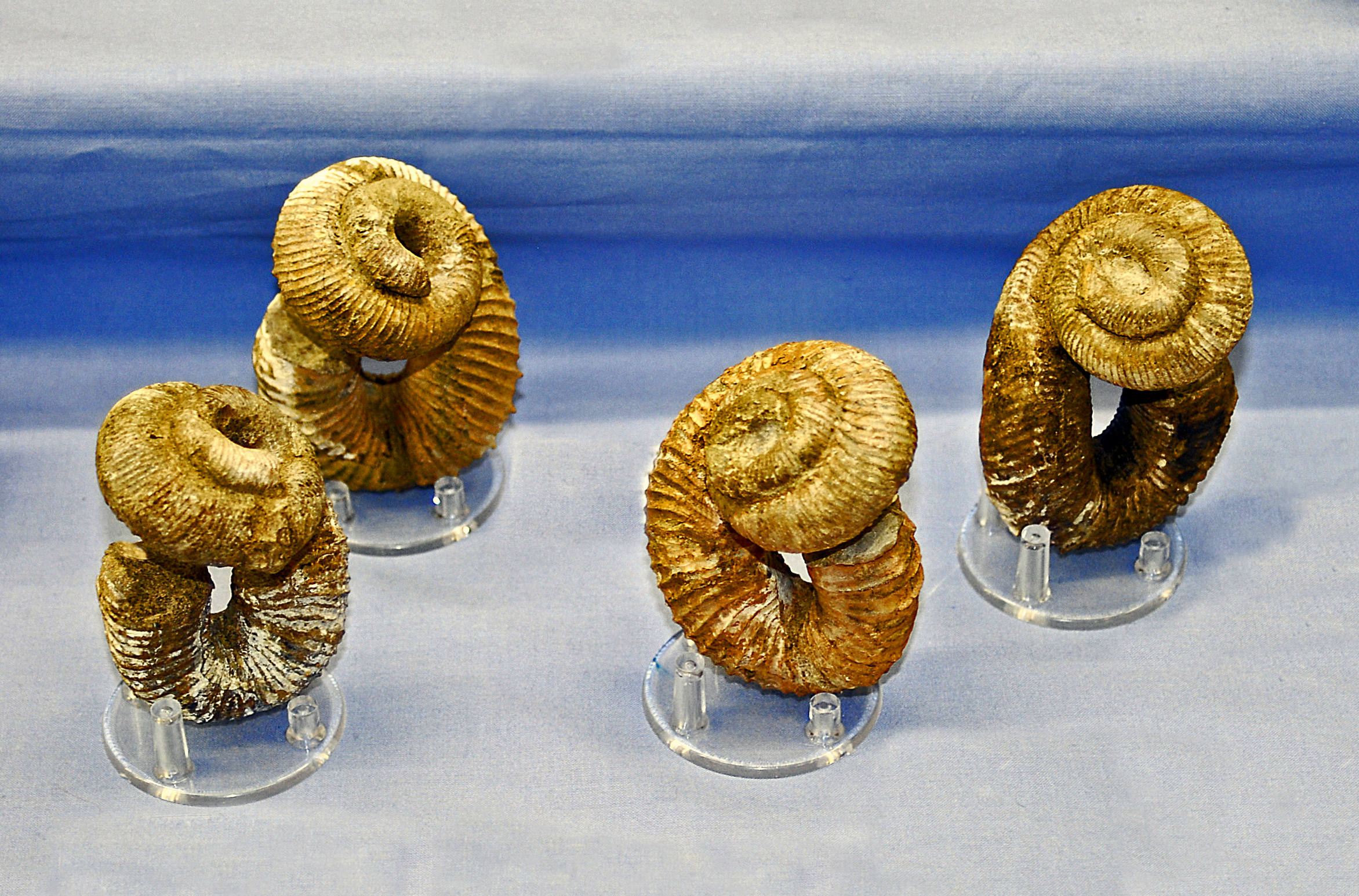
Nostoceras (Tardo Cretaceo, Madagascar), una classica forma torticona. I fossili sono posizionati nella probabile posizione di vita, con l'apertura rivolta orizzontalmente verso l'alto

Per la particolarità e la vasta casistica della morfologia e dell'avvolgimento, queste forme hanno sempre "stuzzicato" gli studiosi di area ai fini della comprensione del loro stile di vita e delle loro modalità di locomozione. La cosa ovviamente non è immediata, in assenza pressoché completa di parti molli conservate e mancando un riferimento negli organismi attuali (i nautiloidi viventi possono essere analoghi accettabili solo per le forme planispirali). La possibile posizione di vita degli animali è stata indagata mediante modelli, sia fisici (modelli di conchiglia in materiale sintetico), sia virtuali (modelli matematici derivati dagli esemplari fossili), tenendo conto di variabili come la massa corporea entro la camera d'abitazione, la presenza di fluidi etc.. Nonostante le difficoltà, vi sono alcuni punti fermi.
- È generalmente accettato per queste forme un assetto in acqua praticamente neutro, indipendentemente dal tipo di avvolgimento e dalla morfologia: il galleggiamento era controllato (analogamente ai cefalopodi attuali muniti di conchiglia concamerata, soprattutto Nautilus e Spirula) immettendo liquidi nel fragmocono per contrastare la spinta verso l'alto o contrastando la tendenza ad affondare mediante il nuoto[69].
- Gli avvolgimenti di tipo criocono, cirtocono o baculicono erano sicuramente meno efficienti dal punto di vista idrodinamico rispetto alle forme planispirali: questo scaturisce dalla constatazione che nei primi ammonoidi l'evoluzione avviene al contrario da configurazioni cirtocone e "svolte" a configurazioni planispirali da evolute a involute, e questo è correlato ad una maggiore velocità e manovrabilità dell'organismo durante il nuoto, con lo spostamento della direzione dell'apertura dal basso (come nelle conchiglie ortocone o cirtocone) ad una apertura orizzontale rivolta verso l'alto, nella parte anteriore dell'organismo (conchiglie planispirali involute) e con il mutamento della modalità di locomozione da necto-bentonica a nectonica attiva. Le forme cirtocone e baculicone dovevano avere l'apertura rivolta prevalentemente verso il basso, mentre per le forme criocone risulterebbe un orientamento verticale dell'apertura. Questo farebbe propendere per uno stile di vita bentonico o necto-bentonico, anche in considerazione del fatto che l'apertura verticale situata nella parte inferiore dell'organismo dava loro maggiore accesso a prede sul fondale marino[70].
- Forme di tipo scaficono o ancilocono secondo i modelli avrebbero l'apertura rivolta verso l'alto e orizzontale: questo darebbe loro scarso accesso a prede collocate sul fondale, mentre in compenso conferirebbe una migliore possibilità di orientamento dell'iponomo per la locomozione orizzontale. Quindi, la loro postura potrebbe essere più favorevole ad uno stile di vita nectonico o necto-planctonico. In particolare, le forme ancilocone avrebbero un assetto ancora più stabile ed efficiente delle forme planispirali involute (come l'attuale Nautilus), in quanto lo spostamento del centro di massa sotto il centro di galleggiamento eliminerebbe il beccheggio della conchiglia sotto la spinta dell'iponomo[71].
- Per quanto riguarda le forme con avvolgimento più irregolare (le forme torticone con avvolgimento più complesso, quelle composite e quelle "vermicone"), considerata la morfologia non idrodinamica della conchiglia, sono considerate dalla maggior parte degli autori come non francamente nectoniche ma bentoniche, necto-bentoniche oppure (nei casi più estremi, come Nipponites), in parte o totalmente planctoniche (con mobilità soprattutto verticale, almeno nell'adulto)[72].

#### Dimensioni

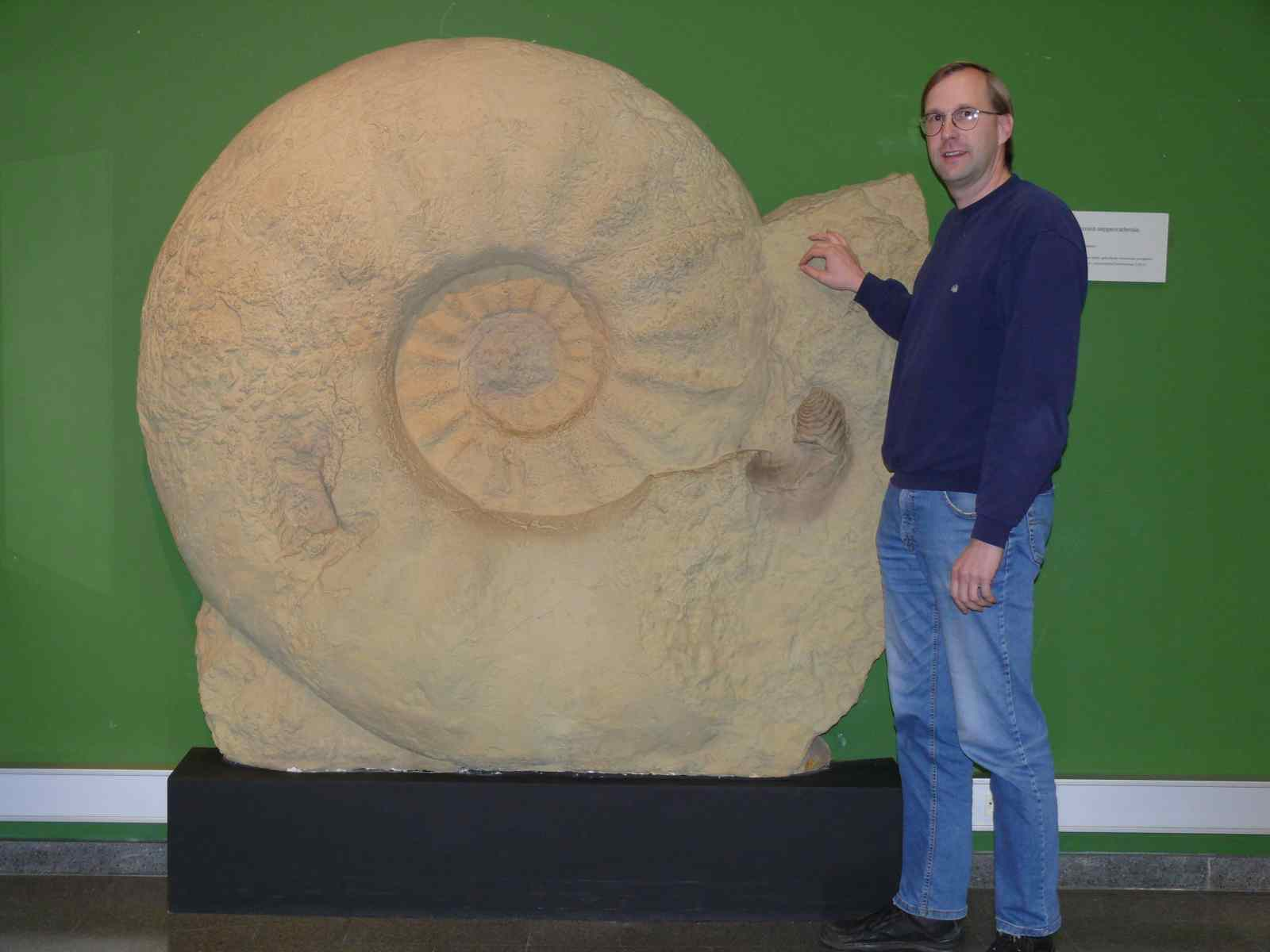
Ammonite gigante: Parapuzosia seppenradensis - Cretaceo. Westfälisches Landesmuseum, Münster, Germania.

Solitamente le dimensioni dei gusci delle ammoniti sono centimetriche, variando da 2–3 cm a 10 – 20 cm. Varie ammoniti, tra quelle che risalgono al Giurassico inferiore e medio, raggiungono raramente un diametro di 50 cm, dipendentemente dai gruppi tassonomici di appartenenza.
Nelle rocce giurassiche dell'Appennino umbro - marchigiano gli esemplari di maggior grandezza appartengono alla famiglia Hammatoceratidae.
Sono stati trovati, invece, nelle rocce più recenti del Giurassico Superiore e del Cretaceo Inferiore, esemplari di maggiore grandezza, come le ammoniti del genere Titanites rinvenibili nella Pietra di Portland, in Inghilterra, che superano spesso i 50 cm di diametro e quelle appartenenti alla specie Parapuzosia seppenradensis (Cretaceo Superiore), trovate in Germania, che possono raggiungere dimensioni notevoli, talvolta 2,5 metri e oltre di diametro.

### Ornamentazione esterna

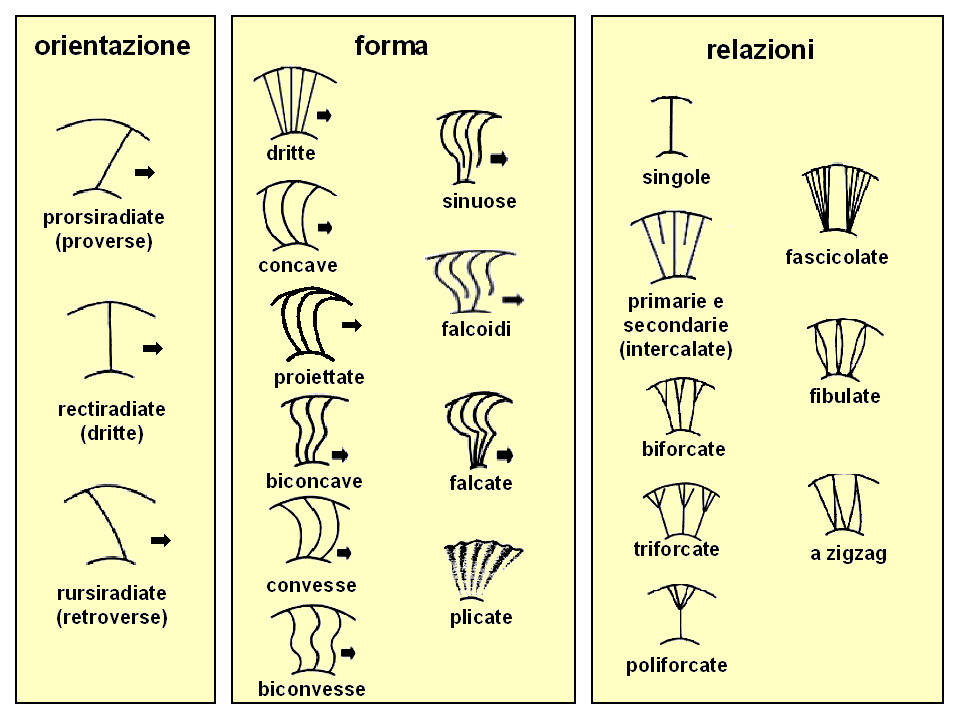
Principali tipi di coste e terminologia relativa in base all'orientazione, alla forma e alle relazioni reciproche. La freccia indica la direzione dell'apertura.

L'ornamentazione della conchiglia è costituita dagli elementi in rilievo, e può essere di tipo molto vario. In diversi casi (soprattutto nel Paleozoico), la conchiglia può essere liscia, e in tal caso mostra solo la presenza delle linee di accrescimento (come nella maggior parte dei nautiloidi attuali). Generalmente nel Mesozoico (a partire dal Triassico) si sviluppano ornamentazioni sempre più complesse, soprattutto a decorso radiale:
- coste: elementi sporgenti a piega stretta e allungata, sviluppati radialmente;
- costellae: elementi radiali a tessitura molto fine
- nodi: elementi sporgenti conici a tessitura fine (millimetrica)
- tubercoli: elementi sporgenti conici robusti (da millimetrici a centimetrici)
- bullae: elementi sporgenti, inflati, allungati perpendicolarmente alla direzione del giro, che spesso danno origine a fasci di coste o costellae;
- clavi: elementi sporgenti allungati parallelamente alla direzione del giro
- spine: elementi sporgenti appuntiti e più o meno allungati, generalmente sottili; per elementi appuntiti robusti si usa talvolta il termine corni. Spesso le spine si originano da tubercoli, che ne costituiscono la base.

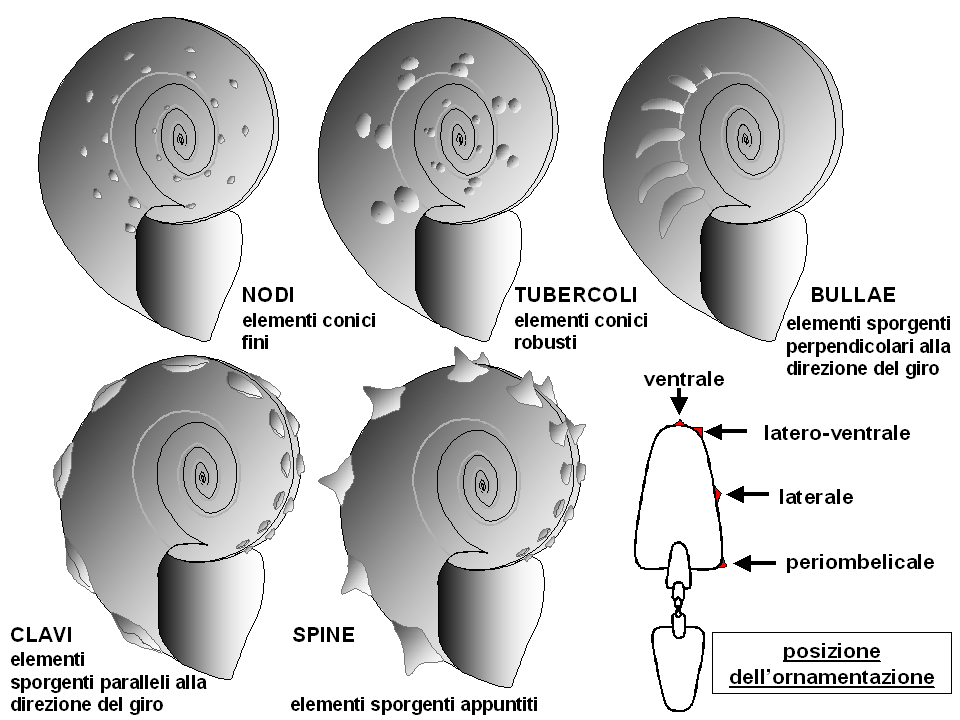
Principali elementi in rilievo dell'ornamentazione e terminologia relativa alla loro posizione sul giro della conchiglia.

Tutti questi elementi possono essere variamente combinati, e frequentemente variano anche con la crescita dell'organismo, cioè con l'ontogenesi (in questo caso lo stadio adulto ha un'ornamentazione diversa rispetto agli stadi giovanili). La posizione degli elementi relativamente al giro della conchiglia può essere:
- laterale (sui fianchi);
- latero-ventrale (in prossimità o sul margine ventrale);
- periombelicale (in prossimità o sul margine ombelicale);
- ventrale (sul ventre);
- mediana (sulla parte mediana del ventre o sulla carena)[N 16].

L'ornamentazione spirale è meno frequente, prevalentemente costituita da allineamenti di nodi e tubercoli o da solchi presenti sui fianchi (ma al contrario la pigmentazione, nei rari casi in cui si è conservata, è frequentemente spirale). In alcune forme (soprattutto paleozoiche), sono presenti pieghe con andamento spirale, parallelo al giro (lirae).
L'ornamentazione è uno dei caratteri maggiormente diagnostici della conchiglia per le ammoniti, essendo sovente molto varia e sviluppata, e potendo variare rapidamente con l'evoluzione all'interno di uno stesso gruppo; poiché però negli ammonoidi l'omomorfia è molto diffusa, l'analisi dell'ornamentazione deve essere sempre incrociata con quella di altre strutture diagnostiche, come la sutura.

### Pigmentazione della conchiglia
In alcuni casi è stato possibile riconoscere tracce della pigmentazione originaria su conchiglie fossili di ammonoidi mesozoici (dal Triassico al Cretaceo). Non è mai stata invece segnalata la presenza di pigmentazione in ammonoidi del Paleozoico, neppure in giacimenti fossiliferi con grado di conservazione eccezionale nei quali le conchiglie di altri gruppi (ad esempio gasteropodi, nautiloidi e Bactritida) recavano tracce del colore originale).
La pigmentazione della conchiglia nei nautiloidi attuali è a bande trasversali alla direzione di avvolgimento (radiali), con decorso irregolare, di color bruno-rossastro su fondo bianco-crema. Nelle forme estinte dei nautiloidi è stata riscontrata una notevole varietà di motivi: a bande e/o puntati con disposizione trasversale o longitudinale (parallela all'avvolgimento), ondulati o a zigzag (sempre trasversali), di colore scuro o rossastro su fondo chiaro. Come già accennato, motivi simili sono stati rinvenuti anche in alcuni Bactritida.
Di questi motivi ornamentali, alcuni sono stati riscontrati anche nelle ammoniti, ma non tutti: in effetti le decorazioni trasversali a zigzag tipiche di molte forme di nautiloidi ortoconi o cirtoconi paleozoici e triassici non sono state mai trovate negli ammonoidi. I motivi ornamentali riscontrati sono i seguenti:
- Motivi a macchie e punti. Sono segnalati motivi a punti disposti in file longitudinali in specie del genere Pleuroceras (Giurassico Inferiore).
- Bande e strisce trasversali e radiali. Motivi segnalati in ammoniti triassiche (Owenites e Prosphingites), giurassiche (Amaltheus; Pleuroceras; Macrocephalites); e cretaciche (Calliphylloceras; Tetragonites).
- Bande e strisce longitudinali. Sembrano essere il motivo più segnalato in letteratura e probabilmente il più diffuso: è stato riscontrato in un'ammonite triassica (Dieneroceras); in varie specie di Pleuroceras, Amaltheus, Androginiceras, Leioceras e Tragophylloceras (Giurassico) e in alcuni generi cretacei (Tetragonites, Paratexanites, Lybicoceras).
- Motivi combinati (combinazioni dei pattern già visti). Vi è una sola segnalazione di un'ammonite triassica (Owenites) dotata di un motivo longitudinale-radiale.

Similmente a quella dei nautiloidi, la pigmentazione della conchiglia aveva probabilmente (almeno in parte) lo scopo di mimetizzare l'organismo alla vista dei predatori, “spezzando” la sagoma della conchiglia. Un altro possibile scopo della presenza di motivi colorati potrebbe essere di esibizione intraspecifica: il materiale a disposizione è comunque troppo esiguo per capire se vi fossero differenze di pigmentazione nei diversi morfotipi (macroconche e microconche). Non è da escludere nemmeno che questi motivi servissero per segnalazione territoriale. In ogni caso, appare ragionevole supporre che la pigmentazione avesse uno scopo (o più di uno) solamente per gli ammonoidi che vivevano entro la zona fotica (ovvero nella zona di penetrazione della luce solare entro le acque marine).

### Esempi descrittivi
Di seguito alcuni semplici esempi di descrizione morfologica e morfometrica su esemplari reali per chiarire i concetti espressi nei capitoli precedenti:

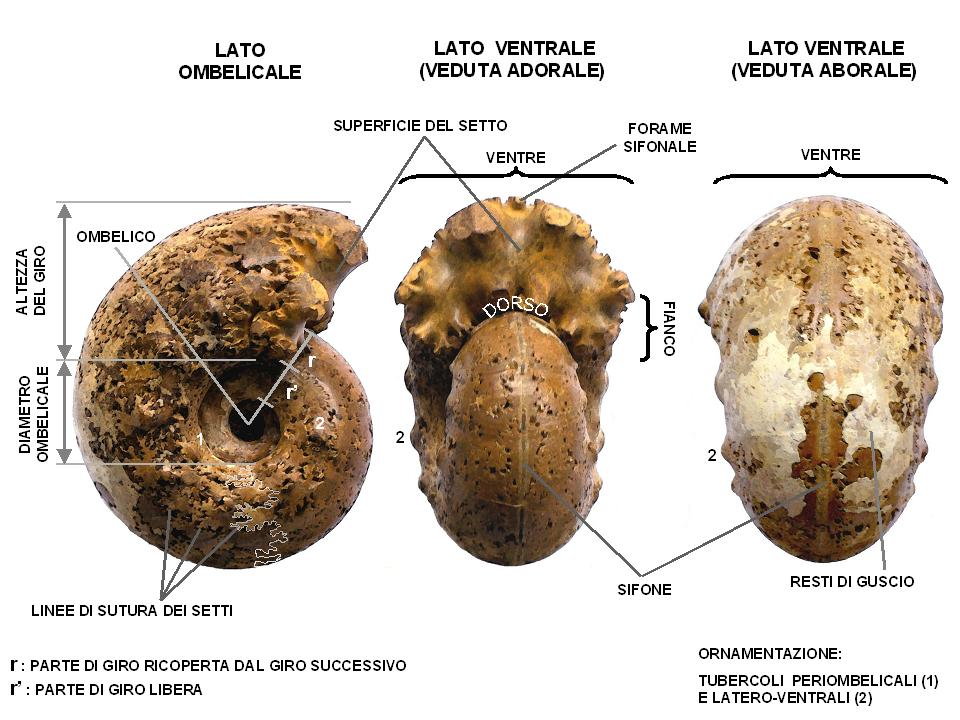
Esempio di morfometria su un esemplare reale (Aspidoceras sp., Madagascar). Collezione privata. Nella prima immagine (sopra), vediamo un'ammonite del genere Aspidoceras (Giurassico Superiore del Madagascar). L'esemplare è un modello interno di fragmocono (con resti di guscio). Dimensioni: 5,5 cm (diametro massimo) x 4,0 cm (larghezza massima). La conchiglia è involuta, con giro depresso e ombelico molto profondo, di forma sferocona. L'ornamentazione è a tubercoli disposti su due file, in posizione periombelicale e latero-ventrale.
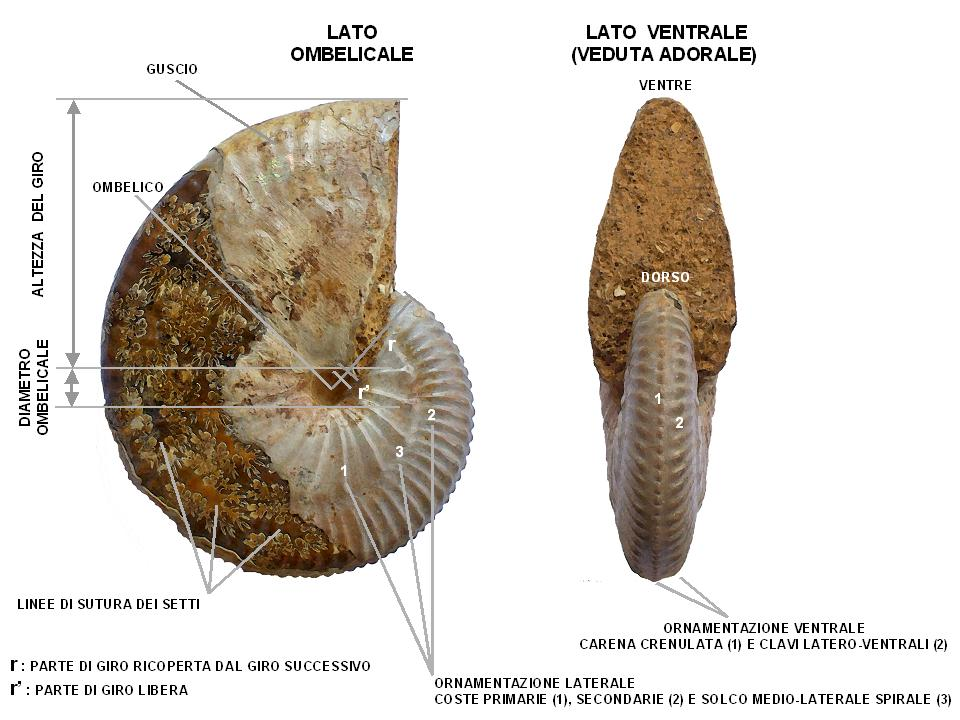
Taramelliceras sp. (Madagascar). Collezione privata. Nella seconda immagine, un esempio di ammonite con ornamentazione particolarmente ricca. L'esemplare presenta il guscio in gran parte conservato; sulla parte decorticata sono visibili le linee di sutura dei setti del fragmocono. Si tratta di un'ammonite del genere Taramelliceras (Giurassico Superiore del Madagascar). Dimensioni: 7,0 cm (diametro massimo) x 2,2 cm (larghezza massima). La conchiglia è fortemente involuta, con giro compresso e area ombelicale molto ridotta. L'ornamentazione comprende coste principali (che decorrono lungo tutto il fianco) e coste secondarie (decorrenti a partire da un solco medio-laterale spirale), che terminano in posizione latero-ventrale con una clave (nodo allungato). Il ventre presenta una carena crenulata (costituita da una serie di clavi).
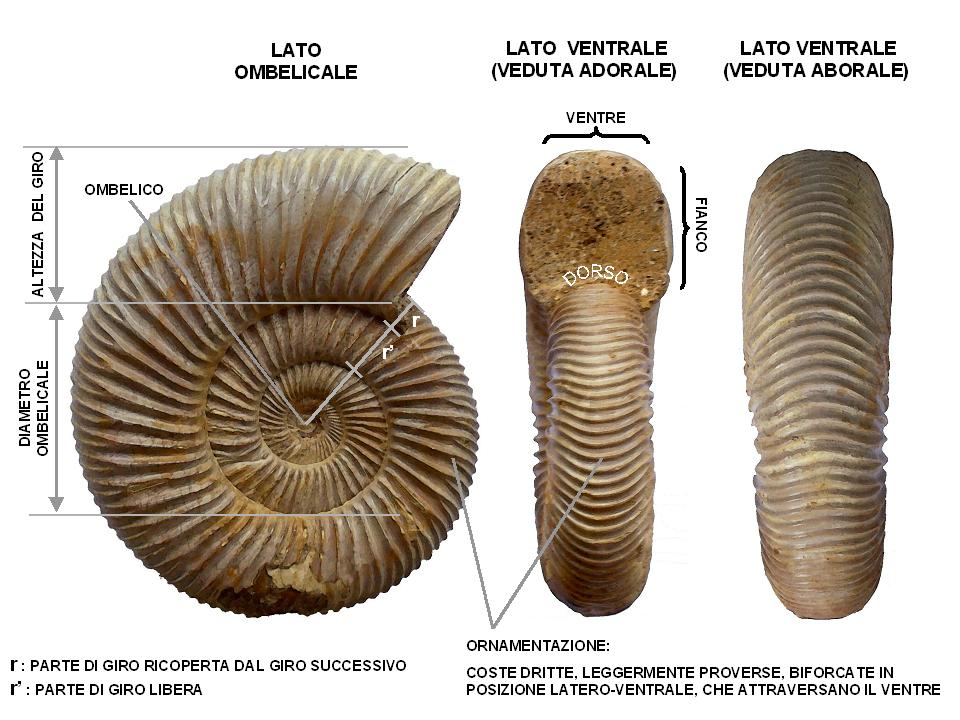
Perisphinctes sp. (Madagascar). Collezione privata. Esempio di ammonite decisamente evoluta, con ornamentazione a coste molto sviluppata. L'esemplare presenta il guscio per la maggior parte conservato. Si tratta di un'ammonite del genere Perisphinctes (Giurassico Superiore del Madagascar). Dimensioni: 7,8 cm (diametro massimo) x 2,2 cm (larghezza massima). La conchiglia è evoluta, con giro sub-quadrato (debolmente compresso) e area ombelicale molto ampia. L'ornamentazione è costituita da coste molto rilevate, dritte, leggermente proverse, che si originano dal margine ombelicale e si biforcano nella regione latero-ventrale, attraversando il ventre. Il ventre è arrotondato. Nei giri interni è visibile una "cicatrice" in corrispondenza della quale il decorso delle coste è alterato, corrispondente a un trauma subletale (in seguito riparato dall'organismo), forse causato da un tentativo di predazione.
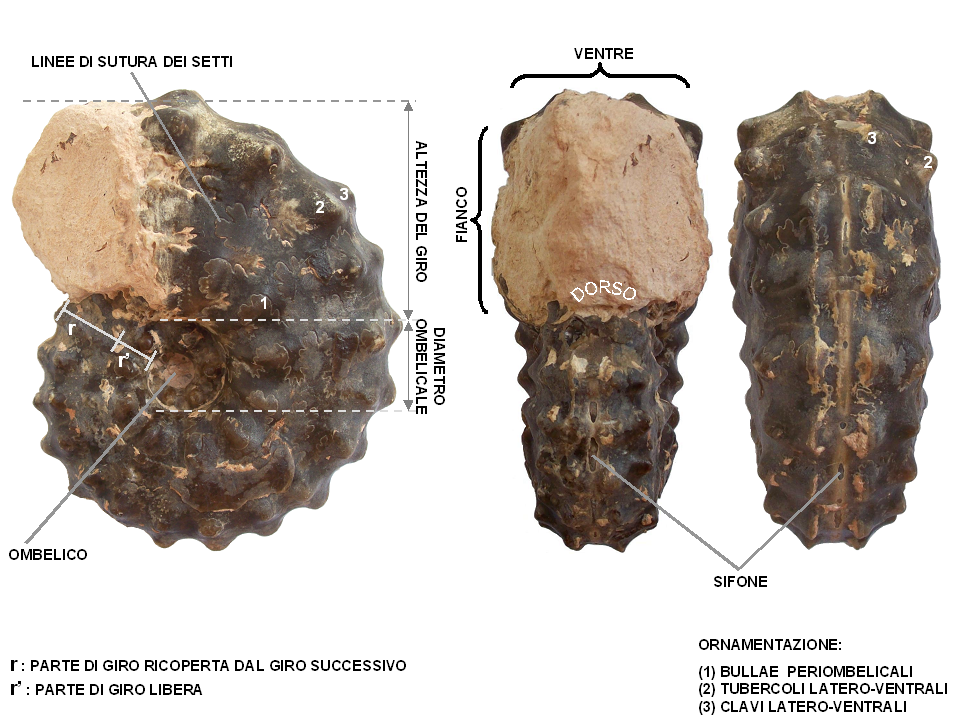
Mammites nodosoides (Turoniano del Marocco). Collezione privata. Esempio di ammonite con ornamentazione molto sviluppata e rilevata. L'esemplare è un modello interno di fragmocono. Dimensioni: 10,0 cm (diametro massimo) x 4,0 cm (larghezza massima). La conchiglia è involuta, con giro sub-trapezoidale (debolmente compresso) e area ombelicale stretta e delimitata da un margine netto, verticale. L'ornamentazione è costituita nei giri interni da tre file di tubercoli conici: una fila interna, in posizione periombelicale, da cui si dipartono grosse coste che si biforcano rapidamente sul fianco e terminano in posizione latero-ventrale interna con due tubercoli; una seconda fila latero-ventrale esterna di tubercoli. Negli ultimi giri l'ornamentazione si differenzia maggiormente: i tubercoli periombelicali si trasformano in bullae e i tubercoli latero-ventrali più esterni si trasformano in clavi, mentre compaiono coste semplici intercalate a quelle biforcate. Ventre da debolmente convesso a piatto.

### Strutture interne
La parte concamerata della conchiglia delle ammoniti (come per i nautiloidi) viene chiamata fragmocono. Il fragmocono è costituito da una serie di camere separate, che procedono dall'interno in ordine crescente, divise da setti (septa; sing. septum). L'animale viveva solo nell'ultima camera, la più grande, chiamata "camera d'abitazione".

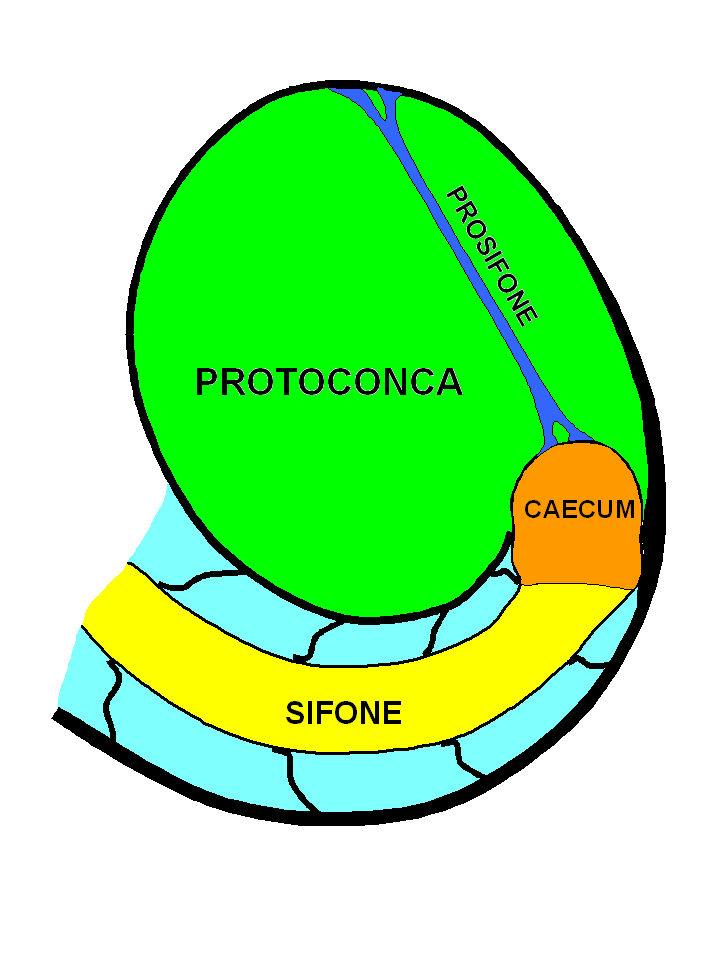
Schema della protoconca (loggia embrionale) di un'ammonite. Il sifone del fragmocono (parte concamerata della conchiglia) si origina da un elemento cieco a bulbo (caecum), ancorato all'apertura della protoconca da un cordone calcificato (prosifone).

Come in tutti gli altri cefalopodi è presente una camera embrionale, o protoconca, di forma globosa. Dall'apertura di questa camera si origina il sifone, con una terminazione a bulbo ancorata alla parete interna della protoconca da un legamento calcificato, il prosifone. il sifone è un tubo sottile, aragonitico, che percorre tutto il fragmocono e attraversa tutti i setti, dal corpo dell'animale fino alla protoconca, proteggendo il tessuto vivente del mantello che ne componeva la parte organica. Tramite quest'ultimo, l'ammonite svuotava le camere dall'acqua e le riempiva di un gas da essa stessa secreto attraverso un processo di osmosi. Questo processo consentiva all'animale di conservare l'assetto e il galleggiamento della conchiglia, mentre la pressione dei fluidi interni permetteva di contenere la pressione esterna dell'acqua, impedendo l'implosione della conchiglia stessa. Il sifone passava attraverso i fori sifonali, dotati di inflessioni della parete del setto a forma di collare, i colletti settali, nella maggior parte dei casi procoanitici, cioè rivolti in direzione dell'apertura (raramente sono retrocoanitici, rivolti verso l'apice). L'andamento generale del setto nelle ammoniti è opistocelico (i setti sono cioè convessi in avanti e hanno la concavità rivolta verso l'apice).
Una differenza fondamentale tra le ammoniti e i nautiloidi è che il sifone delle ammoniti decorre lungo il margine ventrale, mentre il sifone dei nautiloidi attraversa il centro dei setti e quindi delle camere, ha di solito un diametro molto maggiore e spesso (nelle forme estinte) è caratterizzato da depositi calcarei intrasifonali. I colletti settali dei nautiloidi sono inoltre sempre retrocoanitici e i setti sono procelici (con la concavità in avanti, verso il peristoma). La parete della conchiglia è generalmente molto sottile nelle ammoniti (frazioni di millimetro), mentre nei nautiloidi è spessa fino a oltre un millimetro.
Mano a mano che l'animale cresceva, costruiva nuovi setti secondo un meccanismo simile a quello del Nautilus attuale: la parte posteriore del mantello si ritraeva dal setto precedente, portandosi verso l'esterno di qualche millimetro (o centimetro, a seconda della specie e delle dimensioni), e secerneva il nuovo setto, mentre contemporaneamente la parte anteriore aggiungeva nuovo materiale conchigliare al bordo del peristoma. In tal modo la camera d'abitazione "avanzava" gradualmente lungo la curva di avvolgimento spirale, divenendo sempre più ampia e lasciando dietro di sé nuove camere d'aria.

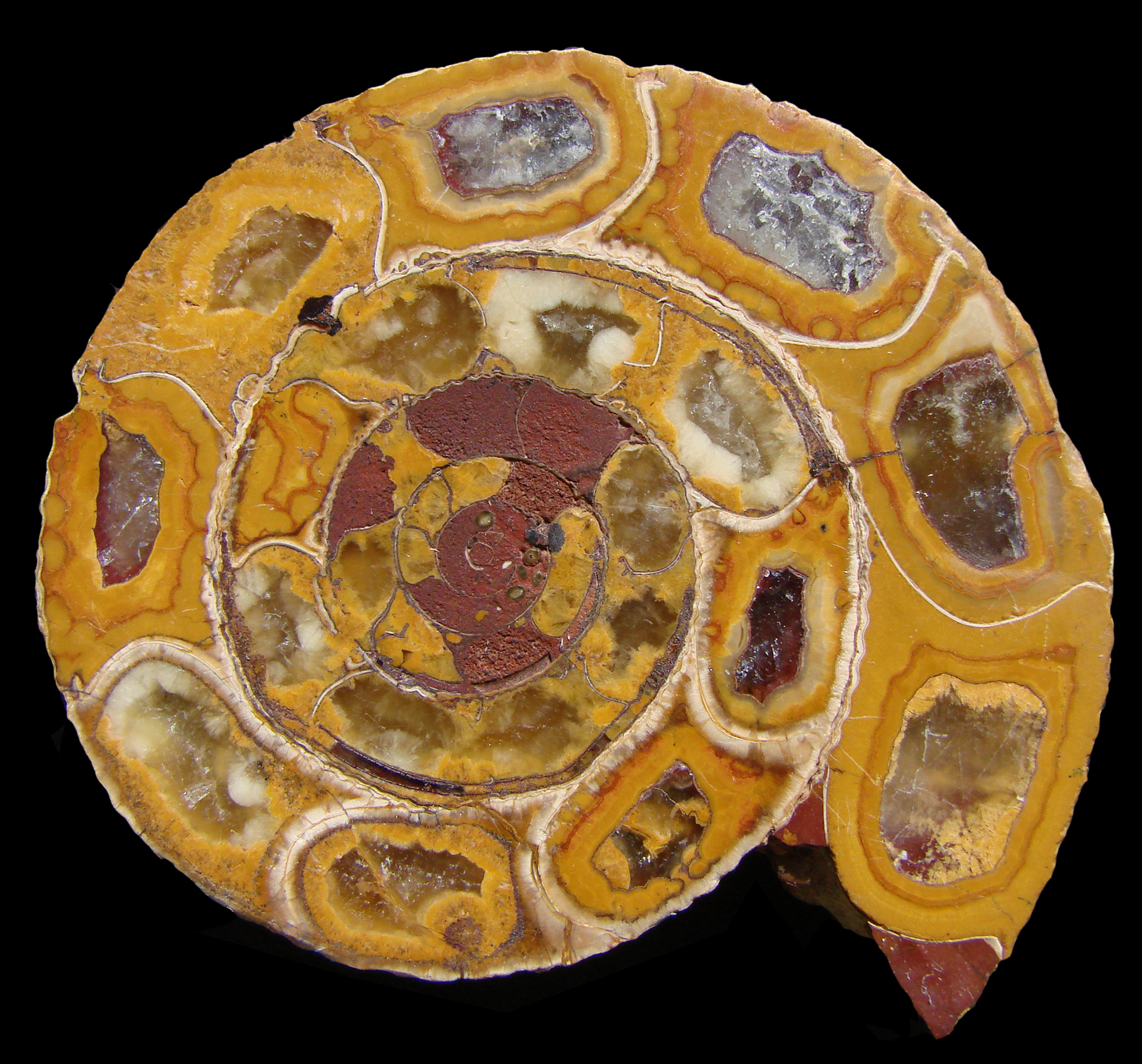
Ammonite sezionata (fragmocono). È chiaramente visibile l'andamento dei setti opistocelici (con la concavità rivolta all'indietro, verso l'apice). Sono visibili anche lungo il margine esterno dei giri i colletti settali procoanitici (rivolti in avanti).

L'intersezione dei setti con la superficie interna della parete della conchiglia avviene lungo una linea, definita linea lobale, linea di sutura o semplicemente sutura, che nelle ammoniti è solitamente complessa (al contrario di quanto avviene nei nautiloidi, nei quali è di solito semplice: dritta o debolmente ondulata). L'andamento della linea di sutura era determinato da quello dei setti, che a sua volta era dovuto ad introflessioni ed estroflessioni del mantello presenti durante la fase di costruzione dei setti stessi, ed ha un decorso diverso a seconda dei gruppi tassonomici. È in effetti un carattere altamente diagnostico per la classificazione. Questo carattere è visibile ovviamente solo negli esemplari fossili privi della parete esterna, cioè sui modelli interni. Nel decorso della linea di sutura si possono distinguere due tipi di elementi curvilinei:
- selle: inflessioni verso l'apertura (cioè in avanti), con la convessità verso quest'ultima e la concavità in direzione adapicale;
- lobi: inflessioni verso l'apice della conchiglia, concave in direzione adorale.

La sutura si modifica nel corso dell'ontogenesi: da relativamente semplice all'inizio dello sviluppo dell'organismo, si complica rapidamente fino a raggiungere la massima complessità nello stadio maturo.
È particolarmente significativa dal punto di vista tassonomico la sutura del primo setto, che interessa la protoconca e la separa dal fragmocono. Questa si definisce prosutura, e se ne distinguono tre tipi:
- prosutura asellata, con deboli ondulazioni; presente nei Goniatitida meno evoluti e limitata al Devoniano;
- prosutura latisellata, caratterizzata da una sella esterna (ventrale) alta e larga e da una sella interna (dorsale) poco pronunciata; presente nei Goniatitida più evoluti e nella maggior parte dei Ceratitida; presente dal Devoniano al Triassico;
- prosutura angustisellata, con sella esterna stretta e alta e lobo laterale pronunciato; presente nei Ceratitida più evoluti e in tutti gli Ammonitida.

Alla prosutura succede nei primissimi giri dell'ammonite una sutura relativamente semplice, la sutura primaria. Questa è caratterizzata da un andamento opposto a quello della prosutura: un lobo esterno e uno o più (fino a quattro) lobi laterali e ombelicali. Anche questa sutura è molto significativa dal punto di vista tassonomico. Il lobo esterno può essere suddiviso da una sella, distinguendo in questo caso ammoniti parilobate (con numero pari di lobi) dalle ammoniti imparilobate (con numero dispari di lobi), che ne sono prive. Anche il numero dei lobi è significativo; la sutura primaria può essere:
- trilobata (a tre lobi), diffusa dal Devoniano al Carbonifero;
- quadrilobata (a quattro lobi), presente dal Permiano al Triassico;
- quinquelobata (a cinque lobi), presente dal Giurassico al Cretaceo.

L'insieme della protoconca e del primo giro del fragmocono è chiamato ammonitella, e secondo la maggior parte dei ricercatori definisce la conchiglia embrionale, con una microstruttura della parete più simile a quella della protoconca che non a quella dei giri successivi.
La sutura primaria, con la crescita dell'organismo, si trasforma successivamente per aggiunta di ulteriori suddivisioni ed elementi accessori nella sutura secondaria (definita però generalmente dagli autori come sutura, senza ulteriori specificazioni), che caratterizza gli stadi giovanili avanzati e quelli maturi ed è quella più conosciuta e meglio visibile sugli esemplari fossili. Se ne distinguono tre tipi fondamentali:

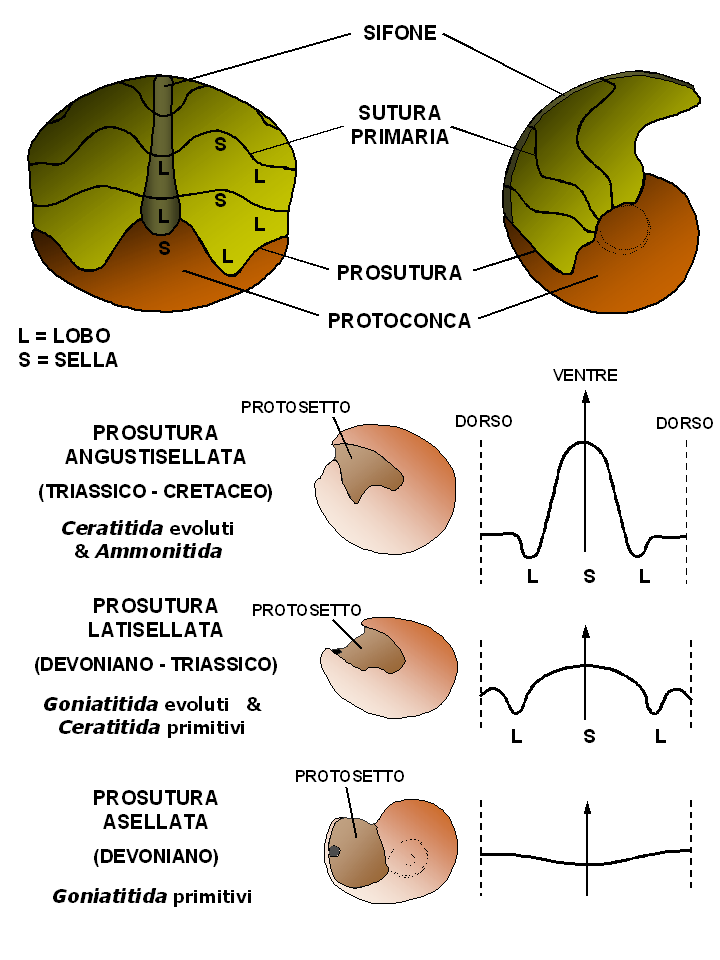
Sopra: schema degli stadi iniziali di sviluppo della conchiglia, corrispondenti alla protoconca più le prime camere del fragmocono. Sotto: tipi di prosutura (sutura della protoconca) nell'evoluzione degli Ammonoidea. La freccia indica la direzione dell'apertura ed è posta in corrispondenza del ventre; la linea tratteggiata indica il dorso.
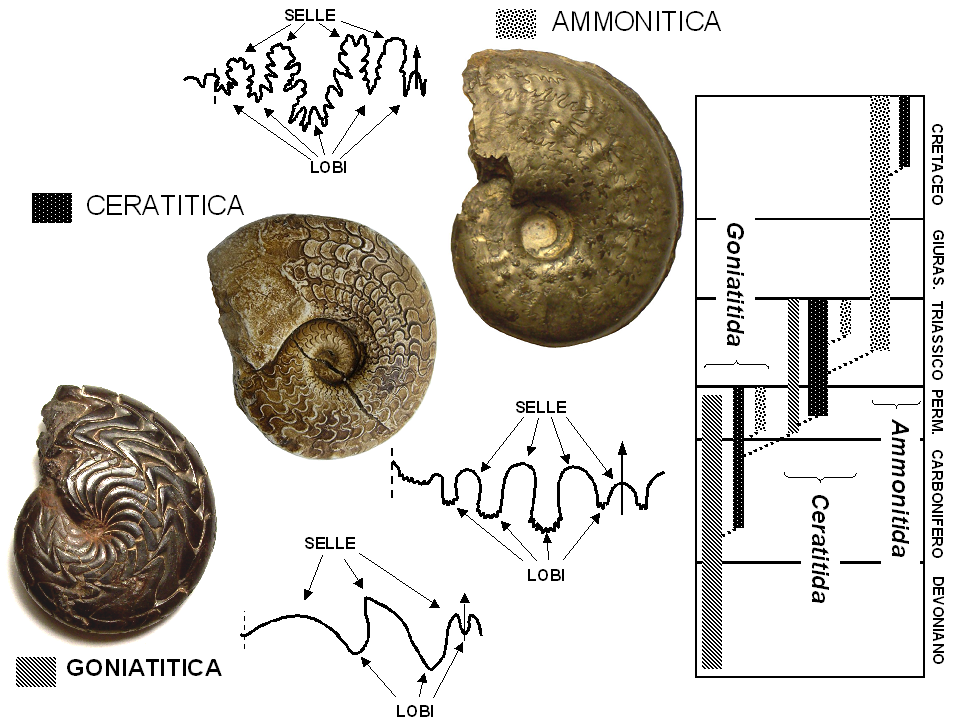
Principali tipi di suture negli Ammonoidea. Per ciascun tipo sono illustrati un esempio reale e il relativo schema della sutura (è riportata solo la parte visibile, non ricoperta dai giri interni). La freccia è posta in corrispondenza del ventre e indica la direzione dell'apertura della conchiglia; la linea tratteggiata indica il margine ombelicale interno, oltre il quale normalmente la sutura non è più visibile perché ricoperta dai giri interni. Da sinistra a destra: Discoclymenia (Devoniano); Ceratites (Triassico Medio); Harpoceras (Giurassico Inferiore). All'estrema destra: diagramma della distribuzione dei tipi di sutura principali nella storia evolutiva delle ammoniti.
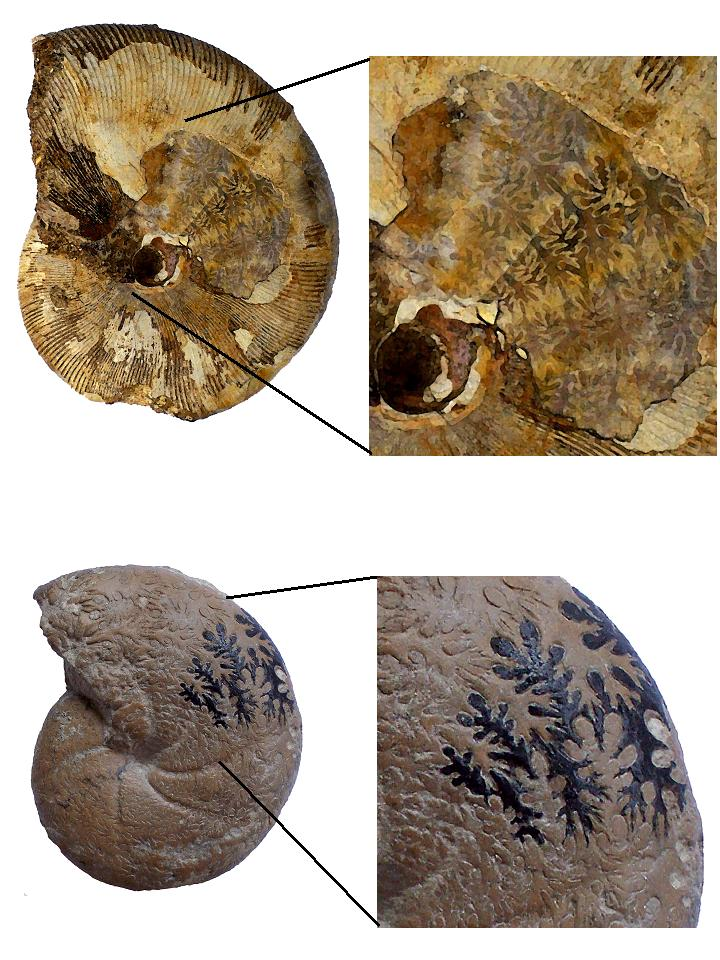
Sutura ammonitica di tipo filloide in due generi giurassici: Phylloceras (sopra) e Calliphylloceras (sotto). Esemplari da collezione privata.

- sutura goniatitica: lobi e selle lineari, tipicamente non frastagliati, privi cioè di suddivisioni secondarie (eccezionalmente il lobo ventrale può presentare denticolazioni); selle da arrotondate ad angolose e lobi generalmente angolosi; caratterizzata nelle forme più primitive da pochi elementi, che tendono ad aumentare di numero nelle forme avanzate.
- sutura ceratitica: selle lineari e lobi con denticolazioni; da pochi elementi nelle forme più primitive a numerosi e relativamente complessi nelle forme evolute.
- sutura ammonitica: selle e lobi denticolati o frastagliati, spesso suddivisi in elementi accessori; un tipo particolare di sutura ammonitica è la sutura filloide, con selle suddivise in elementi più o meno numerosi a forma di foglia, con un elevato numero di lobi ombelicali (fino a sei) e una geometria di tipo frattale.

In senso lato, anche questi tipi di sutura sono legati da un rapporto filogenetico. La sutura goniatitica è diffusa soprattutto nel Paleozoico e nell'ordine Goniatitida; la sutura ceratitica è tipica del Triassico ed è caratteristica dei Ceratitida e la sutura ammonitica è diffusa soprattutto nel Mesozoico ed è tipica degli Ammonitida.
Tuttavia, questa relazione non deve essere interpretata in maniera rigida né essere eccessivamente generalizzata. Infatti, suture ceratitiche sono progressivamente sviluppate da alcune famiglie dei Goniatitida fin dal Carbonifero, e nel Permiano compaiono in quest'ordine anche suture ammonitiche complesse (talora, addirittura di tipo filloide). Nei Ceratitida d'altro canto compaiono per tutta la storia evolutiva del gruppo suture ancestrali di tipo goniatitico accanto a quelle ceratitiche, mentre nel Triassico Superiore si sviluppano anche suture complesse di tipo ammonitico. Si tratta quindi di tendenze evolutive che si sviluppano nel Paleozoico Superiore e ricompaiono nel Triassico dopo la crisi biologica permo-triassica.
Infine, alcune famiglie di Ammonitida nel Cretaceo Superiore tendono a semplificare le suture fino a una configurazione di tipo goniatitico o ceratitico (ad esempio la famiglia Tissotiidae e la sottofam. Mammitinae), con selle lineari emisferiche e lobi appuntiti e frastagliati. In questo caso si parla più propriamente di sutura pseudo-ceratitica, poiché non vi è alcun legame filetico diretto con le forme triassiche, dal momento che nel Giurassico sono conosciute solo forme con sutura ammonitica. Quest'ultimo fenomeno apparentemente regressivo è stato variamente spiegato, come atavismo (ricomparsa di caratteri ancestrali) o neotenia (conservazione nell'adulto di caratteri giovanili).

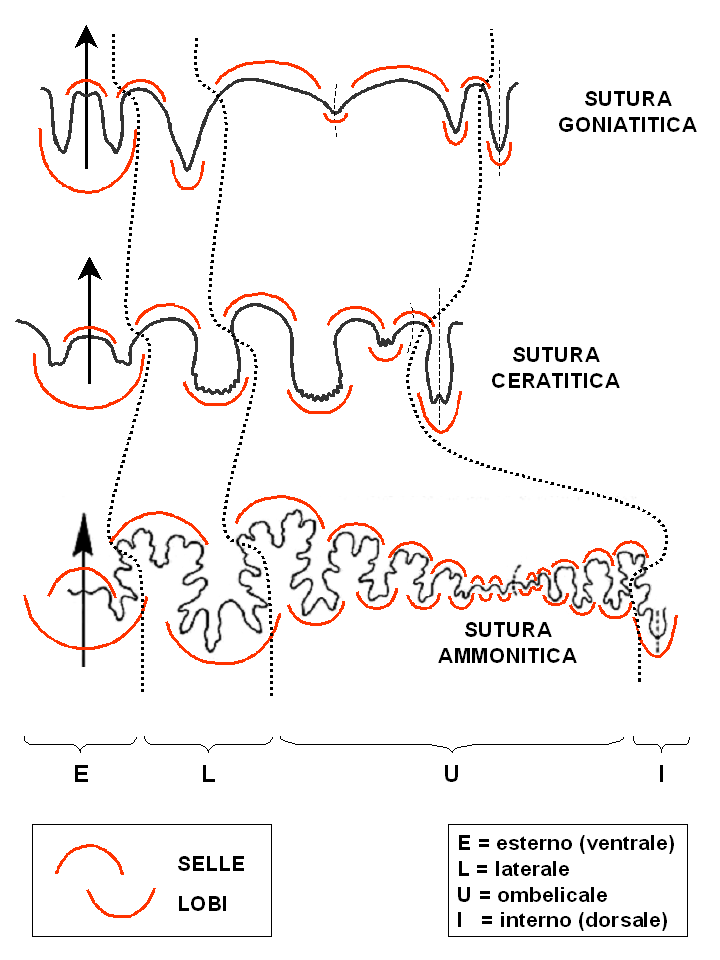
Terminologia di Wedekind (1913) per la determinazione della formula suturale. Sono riportati i principali elementi e la simbologia relativa, con esempi per i principali tipi di sutura. La freccia indica la direzione dell'apertura; le linee tratteggiate sottili brevi indicano la posizione del dorso e del margine ombelicale sulla sutura. Le linee puntinate spesse indicano i segmenti corrispondenti nei tre esempi di sutura riportati.

È opportuno notare che in teoria per la classificazione dei gruppi e lo studio della loro filogenesi occorrerebbe esaminare tutti gli stadi di crescita della sutura e tutto il suo decorso (anche quello dorsale, normalmente nascosto dai giri interni). La pratica più frequente però (anche in pubblicazioni scientifiche) è di studiare solo la parte visibile della sutura secondaria, visto che raramente è possibile disporre di diversi esemplari a vari stadi ontogenetici, e anche la difficoltà di studio dei giri interni, con la necessità di smembrare gli esemplari per metterne in luce le suture.
La linea di sutura delle ammoniti viene descritta utilizzando una terminologia particolare, ideata all'inizio del XX secolo da Noetling (1905), e successivamente sviluppata da Wedekind (1913). Si tratta di un sistema morfogenetico, cioè basato sullo sviluppo della morfologia della sutura con l'ontogenesi degli individui. Gli elementi della sutura (selle e lobi) vengono designati con simboli particolari. A partire dalla regione ventrale abbiamo:
- E – simbolo che designa gli elementi esterni della sutura (lobo ventrale e, ove presente, sella ventrale); questi elementi sono divisi in due parti dal piano di simmetria bilaterale dell'organismo (nelle forme planispirali, coincidente con quello della conchiglia). Nelle forme con sifone ventrale, questi elementi sono attraversati dal sifone;
- L – designa gli elementi laterali, presenti sul fianco (sella laterale e lobo laterale);
- U – designa gli elementi prossimi all'area ombelicale (selle e lobi ombelicali), situati sia nella parte visibile del giro che in quella ricoperta dal giro precedente;
- I – designa gli elementi interni, presenti nell'area dorsale (lobo dorsale).

Questi simboli sono ordinati a partire dal ventre in modo da definire una formula suturale. Nella pratica corrente, con i simboli alfabetici singoli si intendono i lobi, mentre le selle che li separano sono indicate dall'associazione di due simboli (ad esempio: E/L indica la sella laterale, che separa il lobo esterno E dal lobo laterale L). Con la sutura primaria abbiamo la formula suturale più semplice (E,L,U,I), che definisce un lobo esterno (eventualmente diviso in due da una sella), un lobo laterale (separato dal precedente da una sella laterale), una sella e un lobo ombelicale e infine un lobo interno (separato da una sella ombelicale). Questa formula si accresce progressivamente con la comparsa di nuovi lobi ombelicali (ad es. E,L,U2,U1,I); l'indice numerico del simbolo U fornisce l'ordine in cui compaiono i nuovi lobi ombelicali (e le relative selle) con la crescita dell'individuo. È importante notare che i nuovi elementi che compaiono non sono necessariamente contigui e non seguono necessariamente una sequenza univoca, quindi per determinare correttamente la formula suturale è indispensabile studiare l'intero sviluppo ontogenetico dell'individuo, con le difficoltà cui si è accennato. Questa terminologia quindi, pur essendo rigorosa e fornendo utili informazioni per il confronto tra gruppi tassonomici, è stata revisionata più volte nel tentativo di renderla maggiormente descrittiva, basandola sulla posizione relativa degli elementi (e non sull'ordine di comparsa nell'ontogenesi). In ogni caso, quello di Wedekind rimane il sistema più utilizzato attualmente. Nella pratica comune, tuttavia, è raro che venga determinata la formula suturale completa (eccetto che in studi di tipo filogenetico): in genere la terminologia di Wedekind viene utilizzata per descrivere gli elementi suturali della parte di sutura visibile.

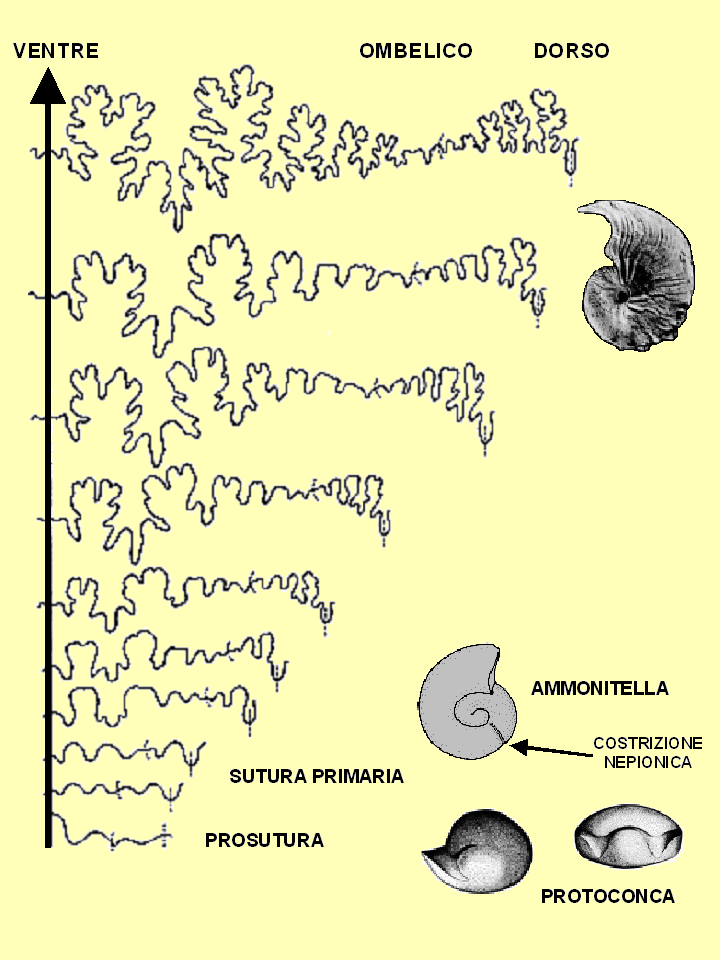
Esempio di studio dell'ontogenesi di una specie di ammonite (Taramelliceras richei) basato sulla sutura. È visibile l'evoluzione dalla prosutura (con la relativa protoconca), alla sutura primaria (sutura della conchiglia embrionale o ammonitella, composta dalla protoconca e dal primo giro della spira fino alla costrizione nepionica), alla sutura secondaria, sempre più complessa fino allo stadio maturo. Ridisegnato da Palframan (1966)[81].
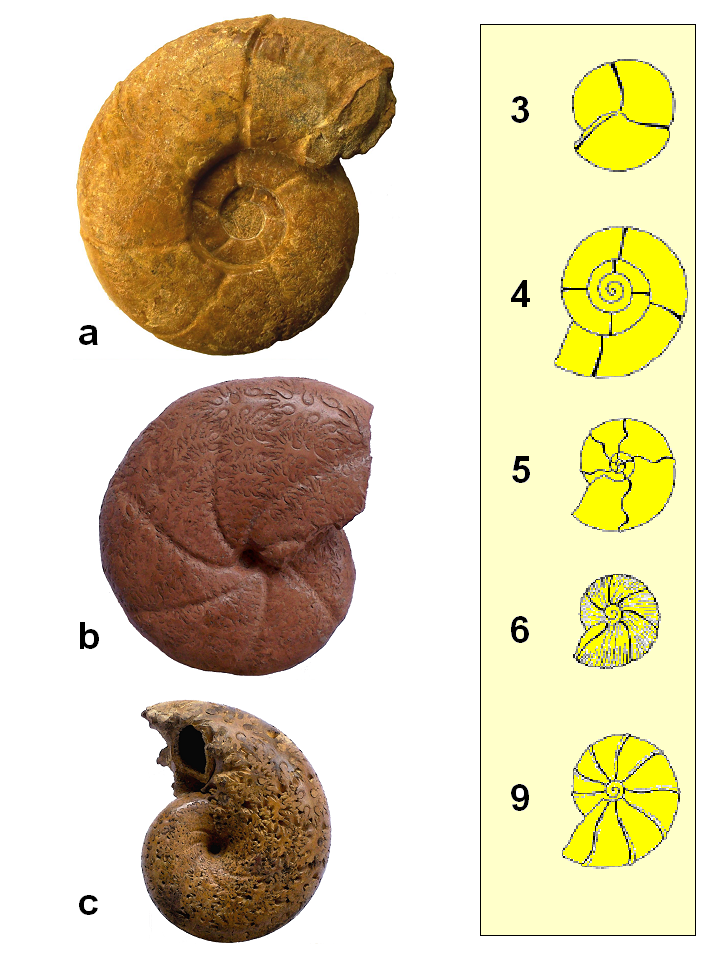
Alcuni esempi di ammoniti con costrizioni periodiche della parete della conchiglia. Sinistra: a) Puzosia (Cretaceo Superiore); b) Calliphylloceras (Giurassico Inferiore); c) Ptychophylloceras (Giurassico Superiore); nell'ultimo caso le costrizioni sono visibili solo nella regione periombelicale. Destra: esempi schematici di forme con diverso numero di costrizioni per giro. Esemplari da collezione privata.

### Camera d'abitazione e Peristoma

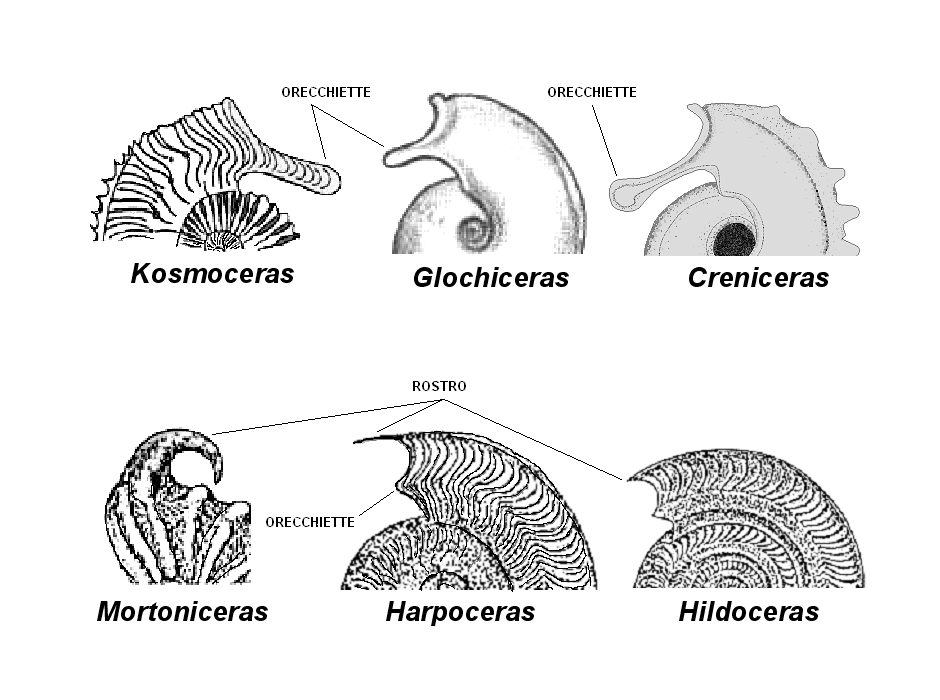
Alcuni esempi di ammoniti con peristoma dotato di orecchiette e/o di rostro ventrale.

La camera d'abitazione è l'ultima camera, non settata, in cui vive l'organismo. Di lunghezza piuttosto variabile, è nella maggior parte delle forme compresa tra circa mezzo giro e un giro intero. La superficie interna, come già ricordato, è interessata da impronte muscolari di varia forma e numero e, in diverse forme, da impronte sinusoidali bilaterali definite seni palleali o seni laterali, corrispondenti probabilmente al decorso della cavità palleale dell'animale.
Il bordo dell'apertura della camera d'abitazione si definisce peristoma. Molte ammoniti, soprattutto le forme paleozoiche, hanno peristomi semplici e lineari. Nella maggior parte delle forme il peristoma è però più complesso: può essere delimitato da un rigonfiamento delle parete oppure preceduto da una contrazione; può essere dotato di orecchiette o apofisi laterali, mentre il ventre può essere dotato di un seno iponomico o al contrario di una proiezione anteriore, il rostro. Non si conosce la funzione di queste strutture: secondo le due ipotesi prevalenti tra i ricercatori si tratterebbe di caratteri sessuali secondari o strutture difensive (l'una teoria del resto non esclude necessariamente l'altra).
I peristomi successivi in diverse forme lasciano traccia sulla superficie della conchiglia sotto forma di costrizioni o varici: "restringimenti" locali del diametro della conchiglia che seguono l'andamento del peristoma. Queste costrizioni (che sono elementi morfologici e non fanno parte dell'ornamentazione) possono essere a seconda dei gruppi in numero che va da tre a una decina per giro, e rimarcano gli stadi di crescita dell'organismo. Talora sono solamente nei giri interni o in quelli esterni, e possono quindi variare con l'ontogenesi; in altri casi possono essere visibili solo nella parte ventrale o in quella periombelicale del giro. Nei nautiloidi viventi, i tempi di crescita dell'organismo sono stati misurati su esemplari in acquario: la costruzione di ogni nuovo setto e la crescita del peristoma avvengono ogni circa sei mesi, con ritmo quindi stagionale. Non conosciamo di fatto i ritmi di crescita delle ammoniti, ma è ragionevole pensare che anche questi organismi fossero influenzati dalla stagionalità.

### Dimorfismo
Fin dagli anni sessanta del secolo scorso si è notato che in diverse specie di ammoniti le dimensioni delle conchiglie fossili degli esemplari adulti sono caratterizzate statisticamente da due mode diverse. Questa caratteristica è stata interpretata come dimorfismo sessuale.
Prima di questi studi, la macroconca e la microconca, trovate negli stessi livelli stratigrafici, pur essendo molto simili in corrispondenza dei giri interni (cioè degli stadi giovanili), venivano spesso ritenute erroneamente come appartenenti a due specie diverse, seppure strettamente imparentate. Queste "coppie", però, venivano ritrovate vicine così frequentemente che il fatto è stato infine interpretato come dimorfismo sessuale, considerando quindi gli esemplari come appartenenti alla stessa specie, ma di sesso diverso.
Generalmente, la conchiglia più grande (macroconca) è stata interpretata come femminile e la più piccola (microconca) come maschile. Questa ipotesi è stata spiegata con la necessità da parte dell'organismo femminile di un maggiore volume corporeo per la produzione delle uova, e di una conchiglia più grande per la loro conservazione entro la stessa (in questo caso la conchiglia sarebbe stata utilizzata anche come ooteca). In diversi casi, oltre che per le maggiori dimensioni, le macroconche si distinguono anche per un'ornamentazione semplificata nell'adulto e un'apertura semplice, mentre le microconche hanno un'ornamentazione più elaborata e il peristoma dell'apertura caratterizzato dalla presenza di orecchiette, rostri e in qualche caso proiezioni complesse a spatola e a lobo.
Non è affatto semplice distinguere le macroconche dalle microconche di una stessa specie (soprattutto per i non esperti), perché le caratteristiche diagnostiche sono presenti solo con la maturità dell'organismo. Occorrono quindi esemplari completi, con la camera di abitazione conservata, dal momento che le caratteristiche degli adulti spesso sono riconoscibili solamente nell'ultima camera d'abitazione dell'organismo (e questa è più raramente preservata nel fossile, in quanto priva di rinforzi interni al guscio). Per di più, le macroconche sono spesso molto più rare delle microconche, tanto che per molte specie queste ultime sono di fatto le sole ben conosciute e studiate.
La presenza del dimorfismo micro-macroconche è stata individuata nella maggior parte della storia evolutiva delle ammoniti, e in tutti i principali gruppi tassonomici: nei Goniatitida del Paleozoico, fin dal Devoniano, nei Ceratitida triassici e negli Ammonitida in tutto il Mesozoico e particolarmente nel Giurassico Superiore e nel Cretaceo, dove le differenze dimensionali e morfologiche dei due morfotipi sono spesso estreme.
È opportuno notare però che l'identificazione delle macroconche con gli esemplari femminili e delle microconche con quelli maschili, pur avendo avuto un certo successo ed essendo citata tuttora diffusamente come un dato acquisito (anche in fonti disponibili in rete), è in realtà del tutto speculativa. Di fatto, non esistono elementi concreti nella documentazione fossile a supporto di questa ipotesi. I testi scientifici generalmente (a meno che non si tratti di studi dedicati esplicitamente all'argomento) si limitano a riportare i termini macroconca e microconca in termini puramente descrittivi, riconoscendone quindi l'appartenenza ad un'unica specie ma senza ulteriori specifiche.
Tra l'altro, anche nel Nautilus attuale (l'analogo vivente più vicino funzionalmente alle ammoniti) esiste un dimorfismo sessuale, ma è opposto a quello ipotizzato per le ammoniti: sono infatti i maschi (più numerosi delle femmine) ad avere maggiori dimensioni e conchiglia più ampia. Le modalità di riproduzione dei nautiloidi, sono però probabilmente abbastanza diverse da quelle degli ammonoidi. Tra i 'Coleoidea, invece, il tipo di dimorfismo con esemplari femminili più grandi degli esemplari maschili è abbastanza diffuso (ad esempio nel genere Argonauta LINNAEUS, dove la femmina è molto più grande del maschio e secerne una pseudo-conchiglia sottile e priva di camere interne che utilizza come ooteca, spesso abitata anche dal piccolo maschio): si tratta però di organismi assai diversi dalle ammoniti per anatomia e stile di vita, il che rende ogni parallelo molto rischioso.

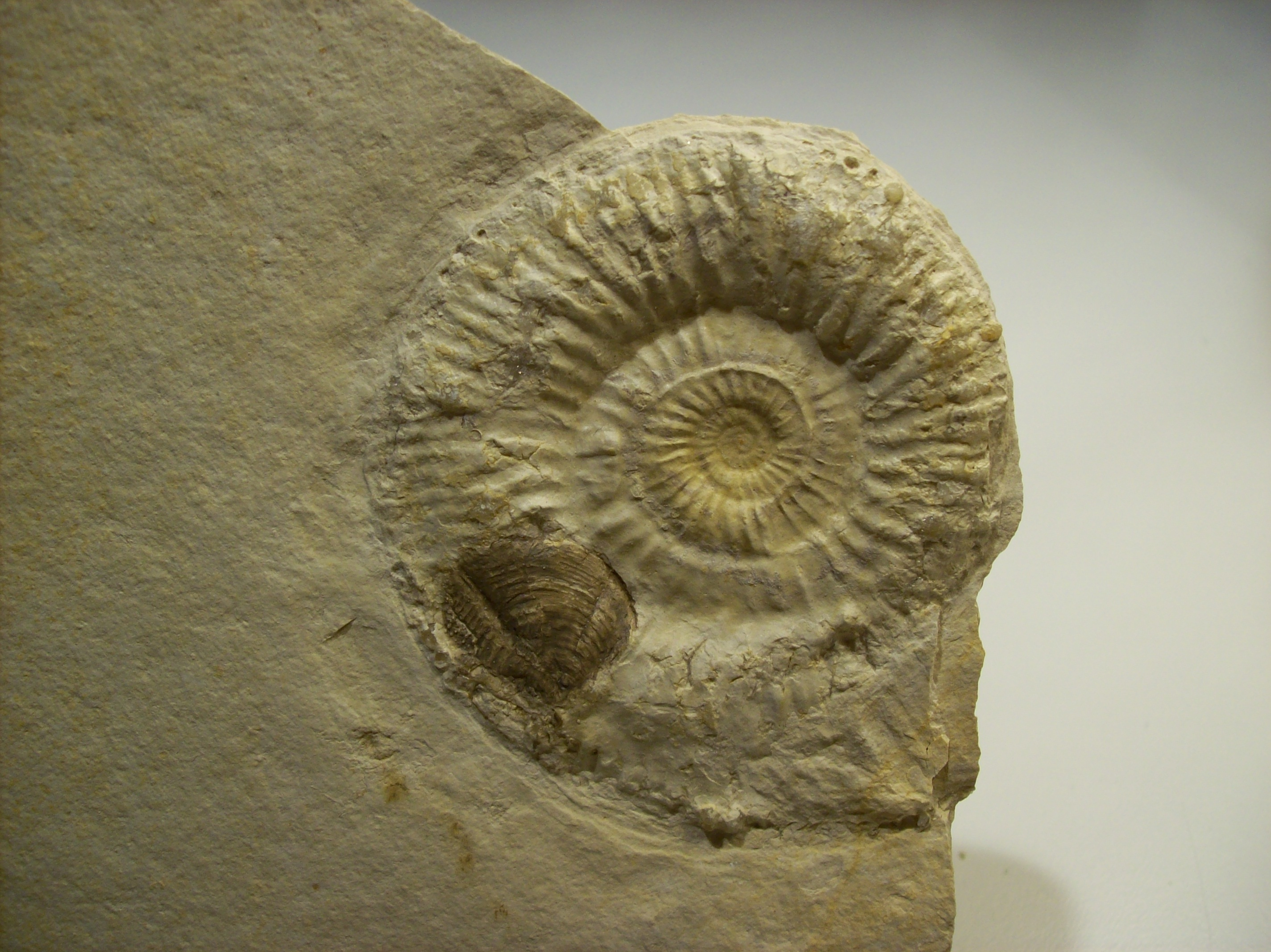
Ammonite fossile (Perisphinctes) con gli aptici conservati entro la camera d'abitazione. Diametro massimo: cm 7. Dal Giurassico Superiore di Solnhofen (Baviera, Germania).

Dunque gli analoghi attualistici sono di scarso aiuto, e il problema dell'identificazione dei due sessi nelle ammoniti non sarà risolto tanto presto, a meno di rinvenimenti fossili eccezionali.
Dal 1999 è stato poi riscontrato in molti gruppi di ammonoidi un dimorfismo non legato a Macroconche (M) - microconche (m), bensì legato al maggiore o minore spessore del ventre della camera di abitazione in rapporto al diametro della conchiglia. Questo tipo di dimorfismo è distinto con i termini di Largiconche (L) - leviconche (l) rispettivamente per i maschi e per le femmine.

### Aptici (aptychii)

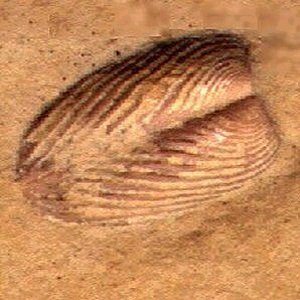
Aptici fossili. Lunghezza: circa 1,5 centimetri. Dal Giurassico Superiore di Solnhofen (Baviera, Germania).

Come gli attuali nautili, molte ammoniti erano probabilmente in grado di ritirare completamente il proprio corpo all'interno della camera di abitazione della conchiglia; perciò avevano sviluppato strutture opercolari con le quali potevano chiudere l'apertura. Le forme più comuni sono costituite da due placche simmetriche, definiti aptici (aptychii). Sono stati rinvenuti anche opercoli singoli (non in coppia), che vengono definiti anaptici (anaptychus).
Gli aptici sono placchette di forma approssimativamente triangolare o sub-ovale, con un lato retto e il lato più corto curvilineo: assomigliano complessivamente a due valve di un lamellibranco (e in effetti, originariamente, prima che se ne evidenziasse la stretta associazione con le ammoniti, erano stati classificati come conchiglie di bivalvi o gusci di crostacei tipo ostracodi o fillocaridi). I due aptici hanno dimensioni identiche e sono speculari: come si vede dalla figura a fianco, uniti per il lato retto si adattano perfettamente all'apertura della conchiglia di un'ammonite. Talora le due "valve" sono saldate insieme, e in tal caso si ha un sinaptico (synaptychus).
Gli aptici si trovano solamente in ammoniti del Mesozoico, solitamente isolati dalla conchiglia originale e talora in buono stato di conservazione.
Gli anaptici sono placche di forma ovale, sub-triangolare o più raramente poligonale. Sono molto meno comuni, e sono stati riscontrati prevalentemente in forme paleozoiche, anche se sono presenti fino al Cretaceo. Sono le forme più primitive e ancestrali.

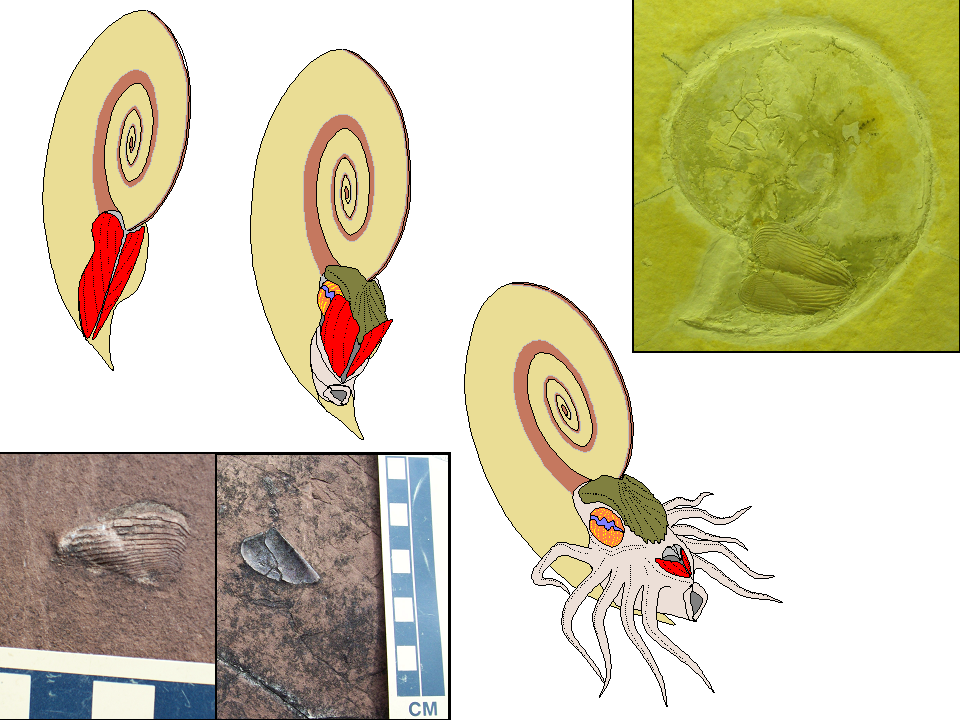
Esempi di aptici. Destra: ammonite fossile (Oppelia sp.) dal Giurassico Superiore di Solnhofen (Germania), con gli aptici conservati in connessione anatomica entro la camera di abitazione (Museo di Storia Naturale, Verona). In basso a sinistra: aptici isolati (lato esterno con superficie ornata da lamelle e lato interno, liscio) da sedimenti marini profondi del Giurassico Superiore; alta Brianza, Lombardia (formazione Rosso ad Aptici; affioramento: Cesana Brianza). Nella figura è riportato uno schema interpretativo della funzione degli aptici (evidenziati in rosso) come opercoli. Lo schema peraltro non esclude l'interpretazione come parti dell'apparato mandibolare.

La massiccia sostituzione degli anaptici da parte degli aptici avviene al passaggio Triassico-Giurassico, e coincide con la differenziazione di nuovi gruppi di ammoniti con setti sempre più complessi, fattori che sembrano indicare un drastico cambiamento nello stile di vita di questi organismi.
Tutte queste strutture possono essere di materiale chitinoso oppure calcaree (parzialmente o totalmente mineralizzate). In quest'ultimo caso sono composte di calcite (fase stabile del carbonato di calcio), mentre la conchiglia delle ammoniti è aragonitica: per questo gli aptici sono spesso conservati anche quando le condizioni chimico-fisiche delle acque di fondo non erano favorevoli alla conservazione della conchiglia. In particolare, gli aptici calcitici sono stati sviluppati soprattutto da forme del Giurassico Superiore e del Cretaceo Inferiore.
Nei casi in cui gli aptici o gli anaptici sono stati rinvenuti in associazione con la conchiglia di origine, sono localizzati entro la camera di abitazione, subito dietro la probabile posizione dell'imbuto (iponomo). L'interpretazione della funzione degli aptici come opercoli è stata però messa in discussione a più riprese. Vari studi nell'ultimo trentennio suggerirebbero infatti la possibilità che gli aptici potessero essere parte di un particolare apparato mandibolare. Talora infatti, gli aptici sono stati rinvenuti associati ad un terzo elemento simile alla parte superiore della mascella di un nautiloide, e sono stati interpretati come elemento inferiore dell'apparato mandibolare. I problemi principali di questa interpretazione sono evidentemente le dimensioni piuttosto "ingombranti" degli aptici come mandibole, e il fatto che in posizione verticale occupano praticamente l'intera apertura della conchiglia.
Secondo le tendenze più recenti della ricerca in questo campo, però, le due interpretazioni non si escluderebbero a vicenda (gli aptici avrebbero avuto quindi la doppia funzione di opercoli e strutture nutritive). Gli aptici infatti si rinvengono sovente verso la parte ventrale della camera d'abitazione, in posizione coricata od obliqua: in tale posizione il margine interno (il lato più corto) degli aptici avrebbe potuto effettivamente esercitare un'azione di "raschiamento" contro la parte superiore dell'apparato mandibolare, oppure di scavo.

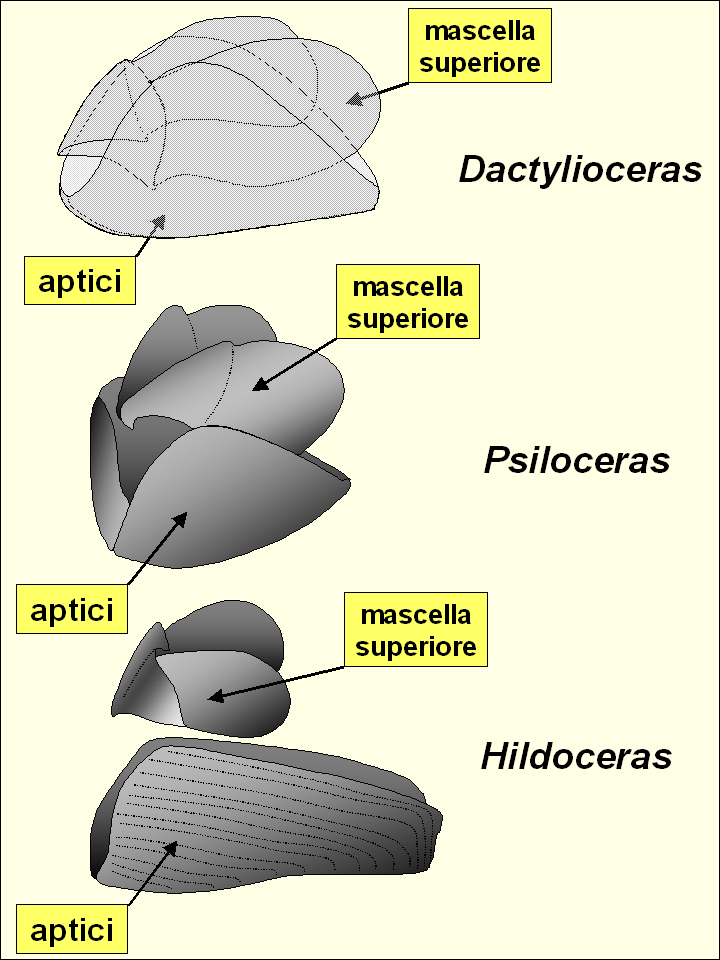
Riproduzione schematica dell'apparato mandibolare di tre generi di ammoniti del Giurassico Inferiore.

Gli aptici simmetrici potevano essere ripiegati parzialmente in modo da offrire una superficie curvilinea, concava verso l'alto, che si adattava alla mascella superiore a "becco"; sinaptici e anaptici avrebbero avuto un andamento ricurvo simile (gli esemplari fossili sono in realtà per lo più appiattiti dal peso dei sedimenti inglobanti, e deformati o fratturati).
In ogni caso, il tipo di azione esercitata sarebbe stata diversa rispetto a quella delle mascelle dei nautiloidi contemporanei e attuali (in grado di infliggere morsi veri e propri), e indicherebbe un diverso tipo di nutrizione. Secondo questa teoria, gli aptici potevano all'occorrenza, per difesa contro un'aggressione predatoria, essere estratti e dispiegati completamente, fungendo da opercoli.
La struttura interna degli aptici calcarei è piuttosto complessa, costituita da tre strati:
- uno strato esterno, sottile e lamellare;
- uno strato mediano, prismatico, costituito da prismi di calcite obliqui e sovrapposti irregolarmente;
- uno strato interno, prevalentemente organico, formato da conchiolina.

In Italia, numerosi aptici isolati si possono trovare in diversi livelli stratigrafici risalenti al Giurassico Medio-Superiore e al Cretaceo Inferiore delle Alpi o dell'Appennino. Questo tipo di rocce deriva da fanghi calcarei deposti all'incirca nella parte più profonda della zona fotica (di penetrazione della luce solare), e al di sotto della superficie di compensazione dell'aragonite (ACD). In questo contesto, le conchiglie delle ammoniti che originariamente portavano gli aptici non sono conservate, se non in casi eccezionali, in situazioni locali di paleo-alto strutturale (horst) che si trovavano al di sopra dell'ACD.

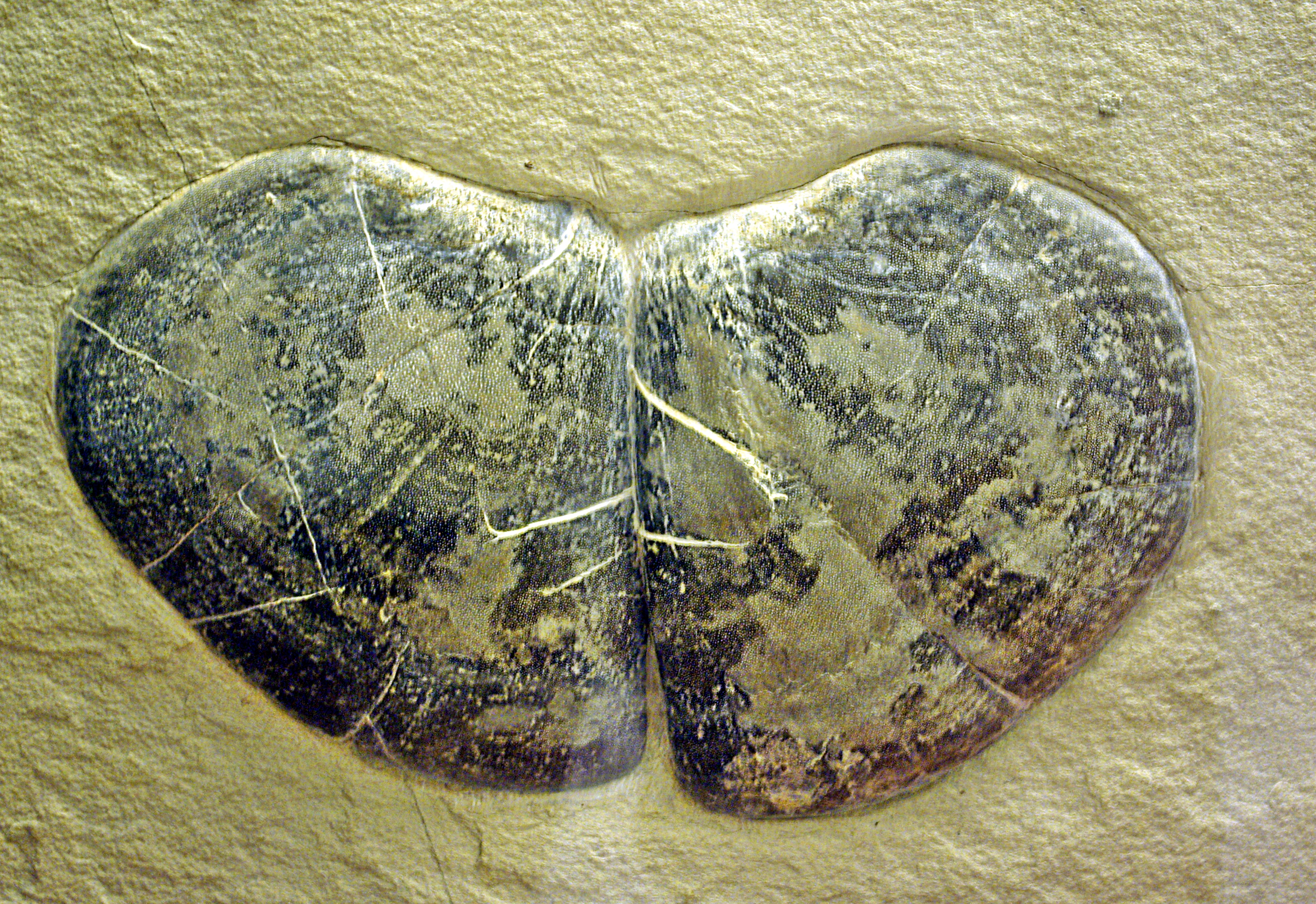
Altro esempio di aptici fossili. Notare la micro-fratturazione dell'esemplare, dovuta al carico del sedimenti in seguito al seppellimento: la superficie delle due placche doveva essere in origine sensibilmente più ricurva.

Gli attuali nautili non hanno alcun opercolo calcitico per chiudere la conchiglia. Al suo posto hanno, una specie di piccolo "cappuccio" coriaceo sulla sommità del capo, che usano per chiudere l'apertura della conchiglia quando si ritirano al suo interno. Tuttavia è stata riscontrata la presenza di strutture del tutto simili ad aptici (definite aptychopsis) in associazione con nautiloidi ortoceratidi estinti del Siluriano (prima quindi della comparsa delle ammoniti).
Esistono molti tipi di aptici e anaptici, diversi per forma e scultura delle superfici interne ed esterne. Per i rari casi in cui vengono ritrovati ancora all'interno dell'ammonite, sono stati associati alle specie o generi relativi di ammoniti. La classificazione zoologica degli aptici è però indipendente, in quanto la maggior parte delle forme non è riconducibile alle ammoniti di origine.

## Fossilizzazione

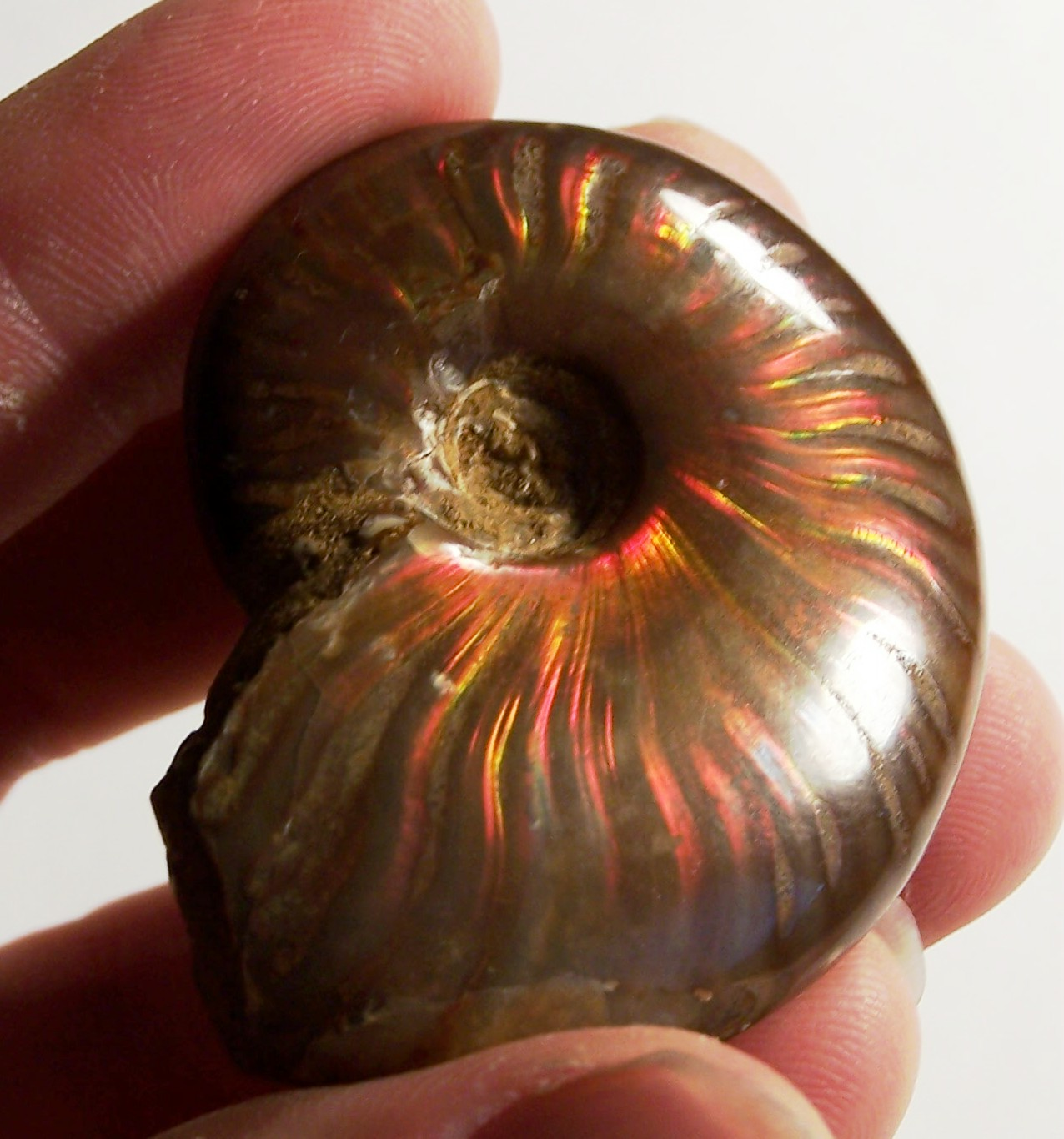
Ammonite del Madagascar: l'iridescenza del guscio è dovuta all'eccezionale conservazione del suo strato madreperlaceo. Esemplare da collezione privata.

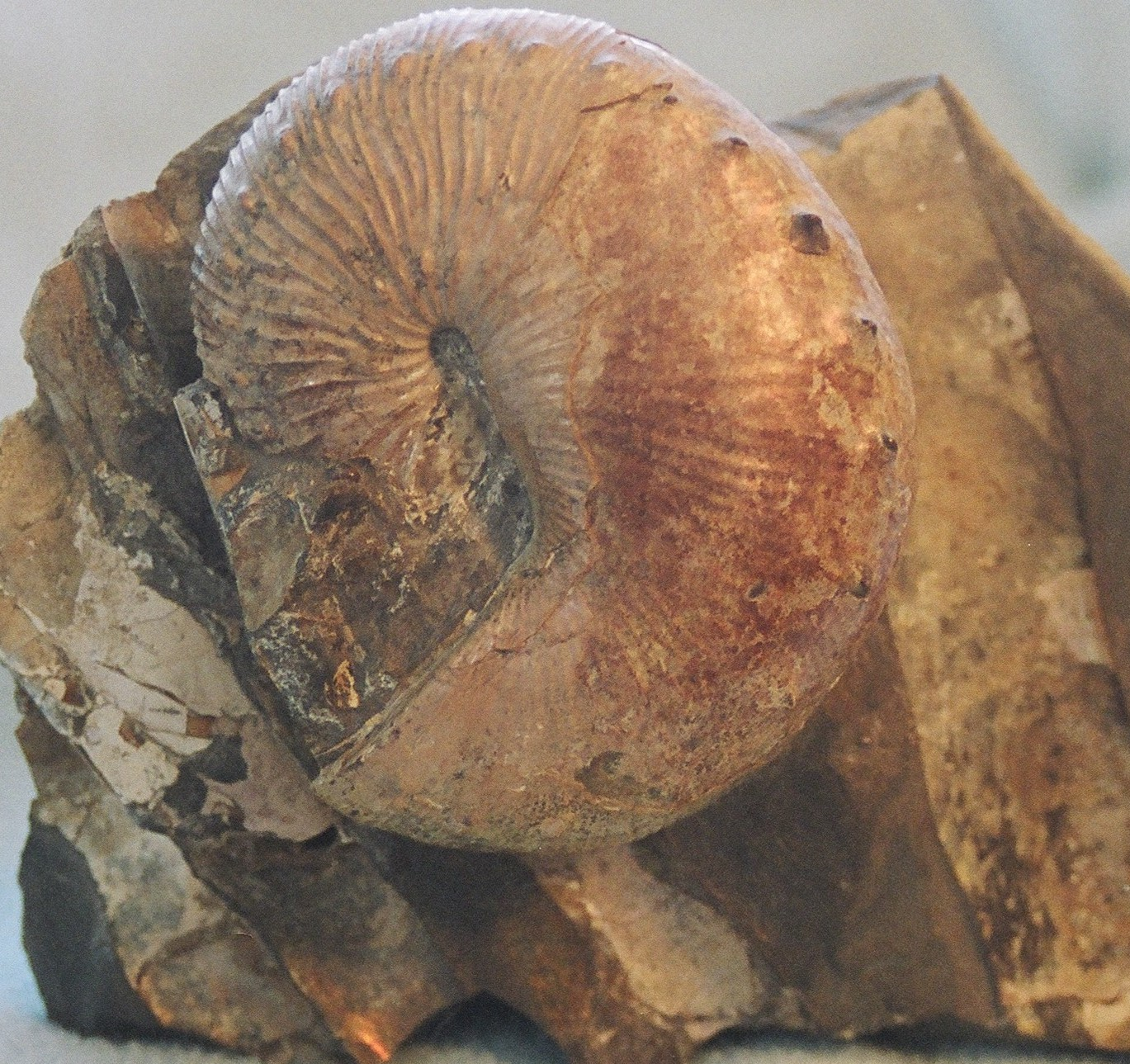
Un esemplare di Hoploscaphites della Pierre Shale, Sud Dakota. Gran parte della conchiglia originale è rimasta integra. Esemplare da collezione privata.

Gli ammonoidi fossili si ritrovano in diversi tipi di sedimenti di origine marina, sia di tipo terrigeno (argille, marne, siltiti, arenarie) che carbonatiche, come calcari e dolomie. Per quanto riguarda i sedimenti terrigeni, risultano rari in sedimenti arenacei grossolani e conglomeratici, perché (come già detto) non vivevano in ambienti ad alta energia (a meno che, ovviamente, non si tratti di elementi rimaneggiati, cioè di bioclasti), mentre si rinvengono con maggiore frequenza in arenarie fini e siltiti, e soprattutto in sedimenti marnoso-argillosi. Sono frequenti in carbonati di origine lagunare, neritica e bacinale, mentre sono assenti o molto rari in carbonati di piattaforma. Non si rinvengono fossilizzati in sedimenti di origine chimica (gessi e anidriti, sali, calcari e dolomie di origine evaporitica), in quanto non vivevano in ambienti ipersalini (anche se del tutto eccezionalmente possono essere fossilizzati in anidrite o sale provenienti da altre formazioni geologiche e rimobilizzati dalla circolazione di acque sotterranee in fase diagenetica).
Si riscontrano la maggior parte dei tipi di fossilizzazione: gli ammonoidi molto spesso risultano fossilizzati come modelli interni per la dissoluzione del guscio aragonitico (talora rimpiazzato da uno pseudo-guscio di calcite). Sui modelli interni è possibile vedere le suture dei setti. Talora, in sedimenti carbonatici bacinali ricchi di selce, i fossili di ammonoidi possono essere silicizzati (sostituiti in tutto o in parte da silice disciolta e rimessa in circolazione dalle acque sotterranee durante la diagenesi): in tal caso vengono di solito isolati da studiosi e collezionisti per mezzo di acidi (solitamente acido cloridrico o acido acetico).
Quando le ammoniti vengono ritrovate in sedimenti argillosi, il loro originale rivestimento di madreperla risulta spesso in buono stato di conservazione. Questo tipo di conservazione è di frequente riscontrata in ammoniti come le Hopliti del Cretaceo, nei pressi di Folkestone, nel Kent, Inghilterra. In altri casi, ad esempio le ammoniti provenienti dall'Albiano del Madagascar, sono caratterizzate da iridescenza.

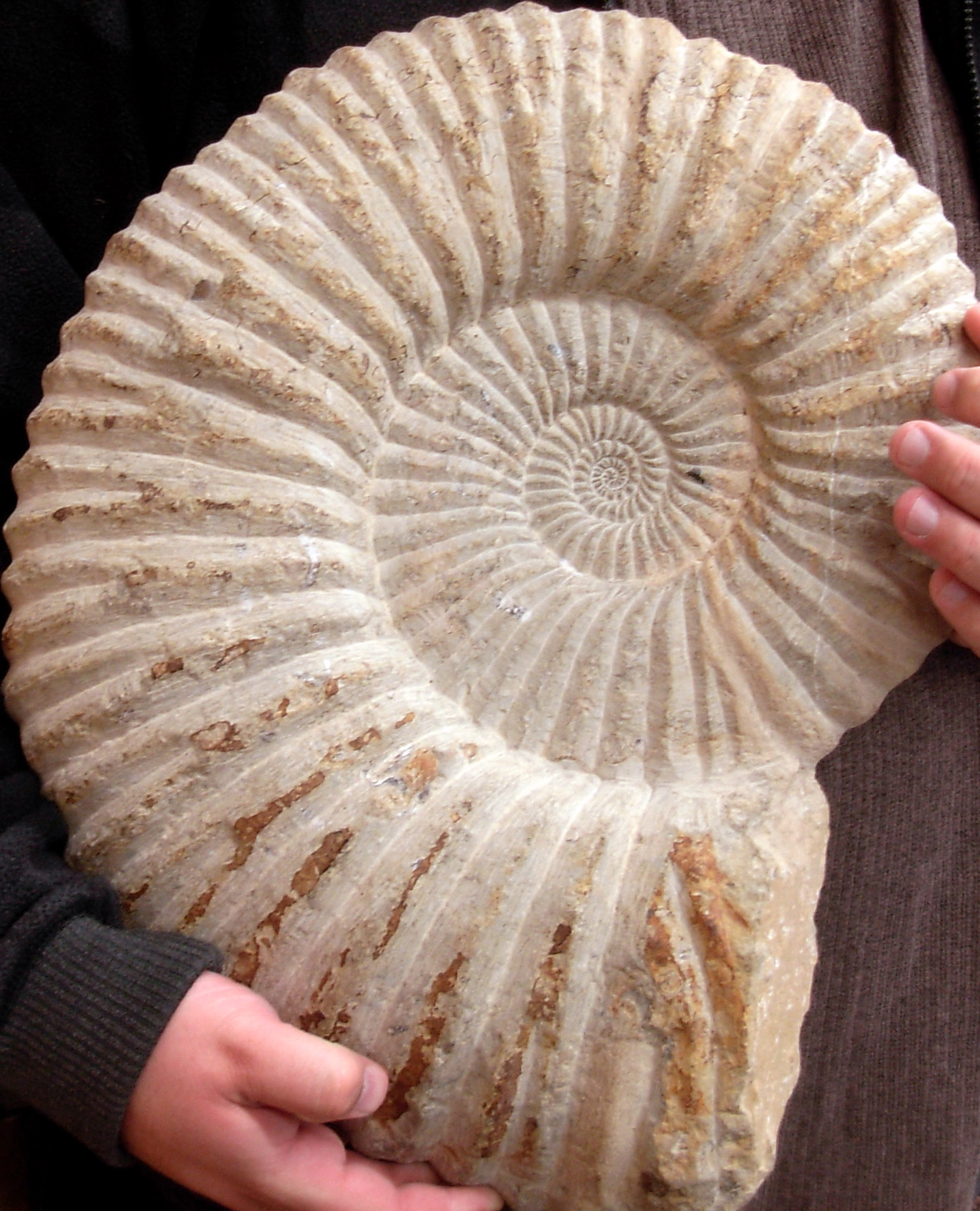
Evidente falso di ammonite, facilmente riconoscibile per il passo irregolare della spira, la rozza riproduzione dell'ornamentazione a coste e l'assenza di sutura.

La formazione Pierre Shale, negli Stati Uniti e nel Canada, risalente al Cretaceo, è famosa per ospitare un'ampia ed abbondante gamma di ammoniti, come Baculiti, Placenticeras, Scaphites, Hoploscaphites, e Jeletzkytes, oltre a molte forme dalla conchiglia 'srotolata'. Molti di questi esemplari hanno ancora del tutto, o quasi, intatta la conchiglia originale madreperlacea.
La preparazione dei fossili di ammonite (similmente agli altri fossili) richiede l'isolamento parziale o totale dalla matrice rocciosa. Questo può essere ottenuto meccanicamente con scalpelli a lama o a punta di dimensioni opportune, a mano oppure ad azionamento elettrico (o anche ad aria compressa). Per l'isolamento e la successiva fase di rifinitura e pulitura possono essere utili anche agenti chimici: acidi più o meno diluiti per sedimenti arenacei, carbonatici e silicei; tensioattivi, acqua ossigenata o semplice acqua per i sedimenti argilloso-marnosi. Per i fossili destinati al collezionismo, che richiedono anche una preparazione estetica, possono essere impiegate dai preparatori vernici trasparenti di vario tipo, sia a scopo di consolidamento della superficie del fossile sia per mettere in risalto i caratteri dell'ornamentazione e delle linee di sutura. Viene praticata talvolta anche la lucidatura, che produce effetti esteticamente impressionanti anche se spesso oblitera caratteri utili alla classificazione.
Non è frequente la falsificazione di fossili di ammoniti (almeno, delle forme planispirali più comuni), perché eventuali falsi sono abbastanza facili da riconoscere (i calchi in mastice e polvere di roccia non riescono a riprodurre perfettamente l'aspetto e la qualità del fossile autentico), e una riproduzione accurata richiederebbe una cura eccessiva, non giustificata dal prezzo. Tuttavia nelle mostre-mercato e talora anche in negozi specializzati è possibile trovare ad esempio ammoniti scolpite in roccia arenacea o calcarea spacciate per autentiche, a evidente imitazione di ammoniti acantoceratidi del Madagascar, abbastanza facili da imitare perché con ornamentazione a coste forti e relativamente semplici. In questo caso è facile riconoscerle dalla rozza riproduzione dei particolari (soprattutto i giri interni), talora dall'evidenza dei colpi di scalpello, e dall'assenza delle linee di sutura. In altri casi, la sutura viene riprodotta più o meno rozzamente in false goniatiti (essendo abbastanza semplice e lineare), oppure scolpita in fossili autentici ma mal conservati dello stesso gruppo. Un discorso a parte meritano le ammoniti eteromorfe, che per le loro caratteristiche di complessità dell'avvolgimento e fragilità si conservano raramente integre: in questo caso sono frequenti presso i rivenditori fossili originariamente incompleti ma integrati con parti di altri esemplari oppure con materiali artificiali.

## Ammoniti fossili in Italia

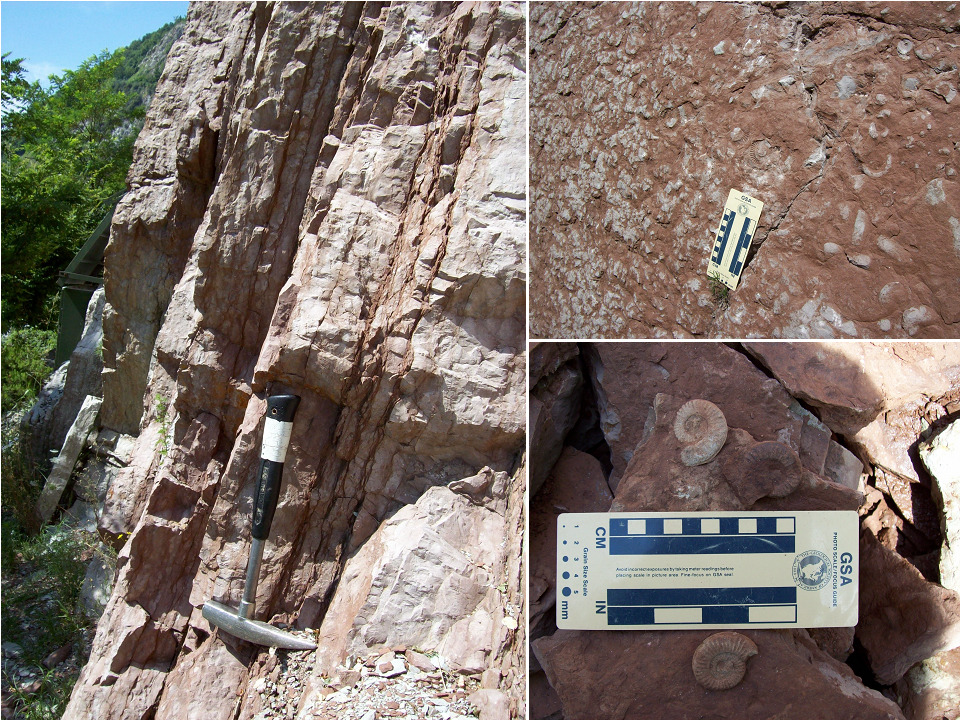
Calcari stratificati in facies di Rosso Ammonitico dal Giurassico Inferiore (Domeriano) della Lombardia. A sinistra: affioramento (località: Cesana Brianza), con il caratteristico aspetto nodulare. A destra: una superficie di strato (sopra) con impronte di ammoniti e (sotto) alcune ammoniti (Arietitacea).

Le ammoniti fossili sono abbastanza diffuse nei sedimenti presenti in territorio italiano, anche se la documentazione paleontologica non è uniforme per tutti i periodi. In particolare, le forme paleozoiche sono relativamente poco rappresentate per la carenza di sedimenti non metamorfosati di quel periodo (ad eccezione della Sardegna, delle Alpi carniche e della Sicilia occidentale), mentre sono più conosciute le forme mesozoiche, del Triassico (sia Ceratitida che Ammonitida) e particolarmente quelle del Giurassico (Ammonitida); mentre nel Cretaceo le testimonianze fossili sono meno frequenti e continue, per la minore occorrenza degli ambienti favorevoli alla vita di questi organismi e di facies favorevoli alla loro preservazione.

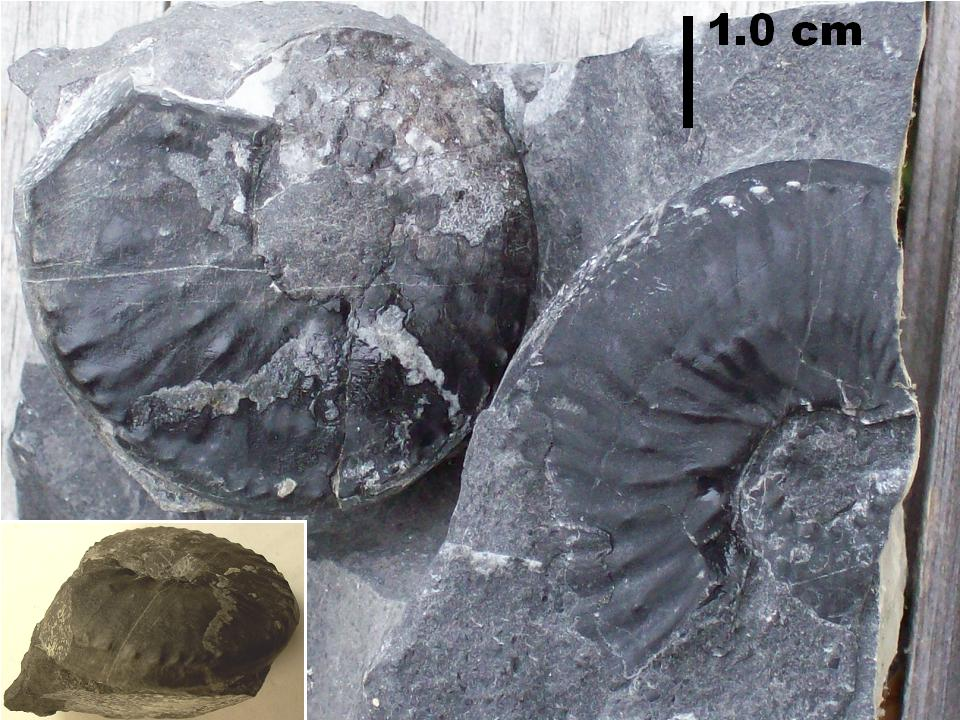
Paraceratits trinodosus (MOJSISOVICS), Triassico Medio (Anisico superiore) delle Alpi meridionali (Lombardia - Calcare di Prezzo). Affioramento: Erbanno, Val Camonica; località S. Valentino.

Ammoniti sono presenti diffusamente in sedimenti bacinali del nord-Italia (Prealpi lombarde, venete e trentine), nella Toscana settentrionale e in Liguria, nell'Appennino centrale (monti della Toscana meridionale, Appennino umbro-marchigiano e abruzzese) e in Sicilia.
Le ammoniti sono diffuse particolarmente nelle successioni calcaree e calcareo-marnose stratificate delle Prealpi, dell'Appennino centrale e della Sicilia. Qui sono conservate spesso come modelli interni conchigliari. In Appennino si trova una documentazione ad ammoniti che copre circa 100 milioni di anni, dal Triassico sommitale al Cretaceo inferiore, e l'argomento è tuttora oggetto di intenso studio.
Sono molto note e studiate le ammoniti giurassiche provenienti dai sedimenti in facies di Rosso Ammonitico delle Alpi meridionali (affioramenti lombardi e veneti, soprattutto della Brianza e del veronese) e dell'Appennino umbro-marchigiano (Passo del Furlo), citati fin dal XIX secolo per la loro buona conservazione, prevalentemente come modelli interni di colore rosso o grigio. La documentazione fossile in questo tipo di facies inizia dal Giurassico Inferiore (Pliensbachiano-Toarciano), mentre il Giurassico Medio è spesso assente o molto ridotto e discontinuo per la presenza di lacune sedimentarie, e termina nel Giurassico Superiore.
Di notevole interesse, ad esempio, sono le testimonianze relative all'evoluzione delle ammoniti appartenenti alla famiglia Hildoceratidae, che mostrano un elevato tasso di speciazione e rapide variazioni morfologiche, probabilmente in risposta alla competizione naturale o a variazioni ambientali.

## Ammoniti nell'immaginario e nella cultura

Stemma della municipalità di Tensfeld nel Land di Schleswig-Holstein, Germania settentrionale

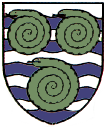
Stemma di Whitby, nello Yorkshire, Inghilterra

Nel Medioevo, si credeva che le ammoniti fossero serpenti pietrificati (esempio: la leggenda di sant'Ilda in Inghilterra nel Yorkshire), da cui viene il nome Hildoceras, etimologicamente corno di S. Hilda. Venivano spesso incastonate in piccole sculture con testa di serpente e vendute ai pellegrini. Nello stemma del comune di Whitby ancor oggi sono disegnati tre serpenti a forma di ammoniti.
Da quando esiste un approccio scientifico all'interpretazione dei fossili (cioè dal secolo diciassettesimo) e i risultati degli studi dei ricercatori sono stati pubblicati, le ammoniti sono tra i fossili più conosciuti, anche dal grande pubblico, tanto da essere considerate come i "fossili per eccellenza". Immagini di ammoniti sono sovente usate nell'editoria come vero e proprio simbolo della paleontologia e per alludere graficamente ad opere e argomenti di tipo paleontologico. Nella cartografia geologica un'ammonite stilizzata è usata spesso per indicare gli affioramenti rocciosi fossiliferi.
La forma a spirale di questi fossili è stata spesso, più o meno esplicitamente, fonte d'ispirazione per artisti di tutti i tempi, sia nella letteratura che nelle arti figurative.
A titolo di esempio della suggestione che la forma di questi fossili ancora esercita sulla fantasia dell'uomo, sono riportati due brani di poesia contemporanea: il primo di un autore italiano, Eugenio De Signoribus (da Istmi e chiuse):
(Eugenio De Signoribus, Istmi e chiuse)
L'altro brano è tratto dall'opera di una poetessa statunitense, Marta Knobloch (da Il canto di ciò che andò perso):
(Marta Knobloch, Il canto di ciò che andò perso)

## Interesse economico

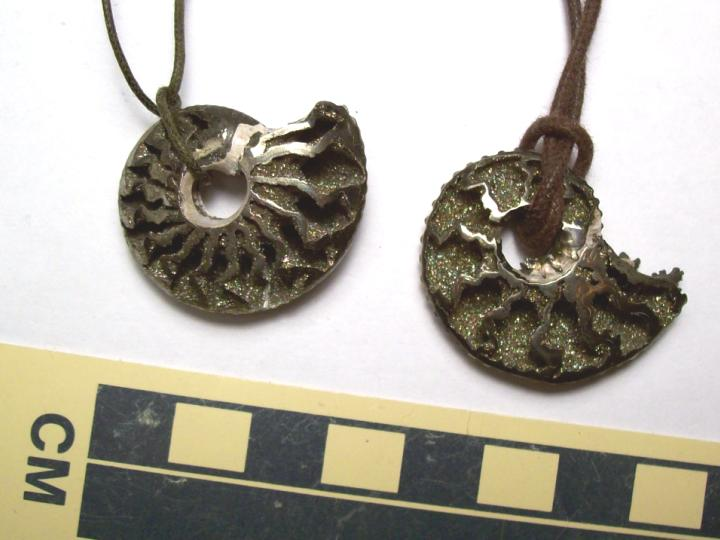
Ammoniti piritizzate (Kosmoceras spp.) provenienti dalla Russia, sezionate e levigate per essere utilizzate come monili.

Essendo forme estinte, le ammoniti hanno interesse solo per il mercato di nicchia dei fossili e dei minerali (sia per scopi di ricerca e di esposizione scientifica che per semplice collezionismo).
Nel campo della gioielleria e della bigiotteria, le ammoniti (di solito quelle iridescenti per buona conservazione della madreperla della conchiglia, e quelle piritizzate) possono avere la stessa qualità delle gemme, e possono essere inserite in montature di metallo per costituire monili. Talora, per ottenere un monile, sono sottoposte a lucidatura, e spesso sezionate longitudinalmente in modo da mostrare la struttura interna.
Lastre e placche di rocce calcaree ammonitiche sono inoltre ampiamente utilizzate nell'industria edile e nell'artigianato della pietra ornamentale, per la produzione di rivestimenti ornamentali per pavimentazioni, superfici e pareti, di stoviglie e oggettistica da esposizione. Un esempio classico è il calcare Rosso Ammonitico veronese, cavato almeno dall'epoca romana per tale uso. Un altro esempio, è quello dei calcari scuri (o rossastri) a cefalopodi del Paleozoico, che nelle facies devoniane possono essere ricchi di ammonoidi primitivi, cavati in varie parti del mondo (ad esempio in Marocco) per gli stessi usi.

### Esplicative
1. ↑  Questo elenco, semplificato per ragioni didattiche e di sintesi, è tratto da Allasinaz (1999). Clymeniida e Prolecanitida sono considerati come ordini per le caratteristiche estremamente peculiari, che li distinguono nettamente nell'ambito degli Ammonoidea. Questo è comunque in accordo con lo schema classificativo adottato nel Treatise on Invertebrate Paleontology, sia nell'edizione originale (1957) che nell'ultima revisione disponibile (2009).
2. ↑  Sull'origine e l'evoluzione degli Ammonoidea, vedi in particolare per discussione e riferimenti House e Senior (1981); Landman et al. (1996).
3. ↑  Bacini marini impostati su crosta continentale.
4. ↑  Oscillazione negativa (abbassamento) del livello marino, accompagnata da un avanzamento verso bacino della linea di costa e delle facies costiere e continentali.
5. ↑  Fossili di taglia microscopica o submicroscopica.
6. ↑  Resti problematici a forma di denticoli composti di materiale fosfatico, costituenti l'apparato boccale di organismi attribuiti al phylum Chordata, la cui fisiologia e la cui biologia sono ancora assai poco conosciute.
7. ↑  Il maggiore evento di estinzione dei conodonti è alla fine del Norico, ma nel Retico sopravvivono alcune forme utilizzabili biostratigraficamente che si estinguono definitivamente al passaggio Retico-Lias.
8. ↑  Per una trattazione esauriente della fisiologia e del significato stratigrafico e paleo-ecologico degli ammonoidi vedi in particolare Landman et al. (1996).
9. ↑  Con sessi separati (maschile e femminile).
10. ↑  Individui giovanili alla schiusa delle uova.
11. ↑  Bacino marino impostato su crosta continentale
12. ↑  Probabilmente quest'uso risale all'epoca anteriore alla scoperta di esemplari viventi di Nautilus (tardo XVII secolo), nella quale non era ancora nota la forma e la posizione di vita di organismi di questo tipo
13. ↑  Occorre precisare che il grado di compressione del giro non determina necessariamente l'aspetto compresso o depresso della conchiglia nel suo insieme, che è influenzato anche dal grado di involuzione: esistono infatti conchiglie con giro depresso o sub-quadrato che hanno un aspetto decisamente compresso. Un esempio classico è il genere Perisphinctes, con giro sub-quadrato ma fortemente evoluto, e quindi con aspetto appiattito se vista sul lato ventrale (ma è scorretto definire questa conchiglia "compressa")
14. ↑  Vedi:Nautiloida#Tipo di avvolgimento
15. ↑  Tipolisi: fase di decadenza di un gruppo biologico, caratterizzata da gigantismo e fenomeni di iperadattamento (Schindewolf (1950)). Secondo Schindewolf la vita di un taxon sarebbe suddivisibile in tre fasi:
  - tipogenesi: la fase di generazione di un nuovo gruppo, con variazione molto rapida dei caratteri;
  - tipostasi: la fase di "stabilizzazione" dei caratteri del gruppo, che fiorisce per un tempo più o meno lungo senza variazioni notevoli, occupando tutte le nicchie ecologiche disponibili;
  - tipolisi: fase "degenerativa", precedente l'estinzione del gruppo, con iperspecializzazione e comparsa di forme "aberranti".
16. ↑  Attenzione: non rientrano in queste due ultime categorie solchi e carene veri e propri, che fanno parte degli elementi morfologici della conchiglia.
17. ↑  Omomorfia: in biologia, l’esistenza di forme, strutture o organi simili in organismi che non presentano affinità filogenetica; questo fenomeno (noto anche con il nome di convergenza o parallelismo) è dovuto all’adattamento a condizioni ambientali simili Enciclopedia Treccani.
18. ↑  Questo sembrerebbe indicare che nel Paleozoico gli ammonoidi non avessero ancora sviluppato una pigmentazione, o per lo meno non una pigmentazione a motivi geometrici.
19. ↑  Esempi abbastanza tipici di semplificazione della sutura fino a una configurazione pseudo-ceratitica (con esiti molto diversi) sono i generi Metatissotia SEPKOSKI e Buchiceras HYATT.
20. ↑  Contenitore per la protezione e la preservazione delle uova.
21. ↑  Alcuni autori usano però aptici come termine generico per definire tutti questi tipi di strutture, mentre riservano il termine diaptici (diaptychii; sing. diaptychus) per definire gli aptici composti da due opercoli simmetrici.
22. ↑  Superficie al di sotto della quale si realizzano condizioni di pressione e temperatura per le quali l'aragonite (fase metastabile del carbonato di calcio), passa in soluzione nelle acque marine e non si sedimenta.
La profondità dell'ACD dipende dalla solubilità del carbonato di calcio (CaCO3), che è determinata dalle condizioni di pressione e temperatura e dalla concentrazione di anidride carbonica (CO2). La solubilità della CO2 aumenta con l'aumentare della pressione e il diminuire della temperatura. Il carbonato di calcio negli oceani attuali passa in soluzione tra circa 4200 m e 5000 m, e l'ACD si trova verso il limite superiore di questo intervallo di profondità. È possibile però che la profondità di questa superficie fosse diversa nelle ere geologiche passate.
23. ↑  Perciò questo tipo di preparazione di solito non è praticata o ritenuta accettabile da collezionisti e pubblico dotati di cultura paleontologica
24. ↑  Di solito provenienti dal Marocco.
25. ↑  Se si distingue la matrice arenacea, deve trattarsi di modelli interni, e in questo caso si dovrebbero vedere le suture: se non si vedono, l'ammonite non può essere autentica.
26. ↑  Ovviamente, la presenza di parti integrate o ricostruite non è di per sé negativa: si tratta di procedure applicate spesso anche ai pezzi esposti nelle collezioni museali, per ragioni didattiche. In un contesto commerciale però il rivenditore ne dovrebbe informare l'acquirente prima della vendita e il prezzo dovrebbe essere proporzionato al valore reale dell'esemplare.
27. ↑  La panoramica proposta in questo capitolo è, per esigenze di sintesi, estremamente succinta; d'altro canto, per una documentazione veramente accurata del contenuto fossilifero ad ammonoidi delle formazioni geologiche in territorio italiano, occorrerebbe fare riferimento a una letteratura scientifica composta per la maggior parte di articoli su temi specifici e molto specialistici che esula dagli scopi di questa voce. Esistono tuttavia pubblicazioni divulgative di buon livello che offrono una panoramica ben documentata dei principali giacimenti italiani. A titolo di esempio: Pinna (1985).

### Bibliografiche
1. 1 2  Allasinaz (1999), p. 251.
2. ↑  Allasinaz (1999), pp. 244-245.
3. ↑  Clarkson (1998), pp. 242-244.
4. ↑  Landman et al. (1996), cap. 2, pp. 33-34.
5. ↑  Allasinaz (1999), pp. 262-263.
6. 1 2  Allasinaz (1999), pp. 284-288.
7. 1 2  Clarkson (1998), pp. 246-251.
8. 1 2  Allasinaz (1999), p. 262.
9. 1 2 3 4  Clarkson (1998), p. 238.
10. ↑  Moore et al (1957).
11. ↑  Allasinaz (1999), pp. 270-283, con descrizione.
12. 1 2  Clarkson (1998), p. 247.
13. 1 2 3  Klug e Korn (2004), pp. 235-242.
14. ↑  Klug (2017), p. 345.
15. 1 2  Clarkson (1998), pp. 246-247.
16. 1 2 3  Clarkson (1998), p. 246, fig. 8.28.
17. 1 2  Clarkson (1998), p. 246-247, fig. 8.28.
18. ↑  Korn (2002), pp. 581-593.
19. ↑  Kullmann e Nikolaeva (1999).
20. ↑  (EN) Kevin N. Page, The evolution and geography of Jurassic ammonoids, in Proceedings of the Geologists' Association, vol. 119, n. 1, 2008,  p. 38.
21. ↑  Page, p. 39.
22. ↑  Per questa discussione si fa riferimento soprattutto alla sintesi chiara e completa di MacLeod (2005).
23. ↑  Surlyk e Nielsen (1999); Jagt et al. (2003); Machalski (2005); Machalski e Heinberg (2005).
24. ↑  Donovan, Callomon e Hogwarth in House e Senior (1981), cap. 5, pp. 102-104.
25. ↑  Ad esempio Samson (2000).
26. ↑  Vedere in particolare: Engeser in Landman et al. (1996), pp. 4-19; Doguzhaeva e Mutvei (1991), pp. 17-33, figg. 6-9.
27. ↑  Landman et al. (1996), pp. 4-19.
28. ↑  Clarkson (1998), pp. 245-246.
29. ↑  Allasinaz (1999), p. 289.
30. ↑  Landman et al. (1996), cap. 1, pp. 15-17.
31. ↑  Landman et al. (1996), cap. 16, pp. 608-695.
32. ↑  Landman et al. (1996), cap. 1, p. 17.
33. ↑  Brouwer (1972), pp. 70-71; 90-92.
34. ↑  Allasinaz (1999), p. 284.
35. 1 2  Clarkson (1998), pp. 249-250.
36. ↑  Westermann in Landman et al. (1996), cap. 16, p. 677; Nixon in Landman et al. (1996), cap. 2, pp. 23-42; Wippich e Lehmann (2004).
37. ↑  Martill (1990).
38. 1 2  Takeda e Tanabe (2015), pp. 787-790.
39. ↑  Sato e Tanabe (1998); Kaufman (2004).
40. ↑  Allasinaz (1999), P. 244.
41. ↑  Klug e Korn (2004), pp. 237-238.
42. 1 2  Clarkson (1998), p. 240.
43. ↑  Allasinaz (1999), PP. 268-269.
44. 1 2  Clarkson (1998), p. 241.
45. ↑  Allasinaz (1999), PP. 262-269.
46. ↑  Allasinaz (1999), p. 269.
47. ↑  Brouwer (1972), p. 20, fig. 5.
48. ↑  Questi indici sono stati definiti oroginariamente da Raup (1966); Raup (1967), e sono utilizzati sistematicamente nell'analisi morfologica degli organismi dotati di conchiglia (cefalopodi e gasteropodi soprattutto), per scopi di definizione dei gruppi tassonomici, della variabilità intraspecifica e dell'analisi funzionale degli organismi (locomozione e assetto).
49. 1 2  Gerber et al. (2008), pp. 1452-1453.
50. ↑  Gerber et al. (2008), Fig. 2.
51. ↑  Gerber (2011), Fig. 4.
52. ↑  Klug et al. (2015), Cap. 1, p.6.
53. ↑  Ad esempio Gerber et al. (2007); Gerber et al. (2008).
54. ↑  Clarkson (1998), pp. 249-251.
55. 1 2  Hoffmann et al. (2021), pp. 596-601, fig. 11.
56. ↑  Hoffmann et al. (2021), p. 579, fig. 1.
57. ↑  Clarkson (1998), p. 249.
58. 1 2  Clarkson (1998), p. 250.
59. ↑  Clarkson (1998), pp. 247-248.
60. 1 2  Hoffmann et al. (2021), p. 578.
61. 1 2  Hoffmann et al. (2021), p. 600.
62. ↑  Hoffmann et al. (2021), pp. 600; 602.
63. ↑  Ad esempioMachalski e Heinberg (2005).
64. ↑  Hoffmann et al. (2021), p. 601, con bibliografia.
65. ↑  Discussione in Hoffmann et al. (2021), pp. 598-599, con bibliografia.
66. ↑  Vedi ad esempio O'Dogherty et al. (2006).
67. ↑  Per una discussione dettagliata vedi Cecca (1998), pp. 219-224.
68. ↑  Hoffmann et al. (2021), p. 584-586, con bibliografia).
69. ↑  Hoffmann et al. (2021), p. 582.
70. ↑  Hoffmann et al. (2021), p. 584.
71. ↑  Hoffmann et al. (2021), pp. 584; 602.
72. ↑  Hoffmann et al. (2021), pp. 582-586, con bibliografia.
73. 1 2  Allasinaz (1999), pp. 265-266.
74. ↑  Discussione e bibliografia da Mapes e Davis in Landman et al. (1996).
75. ↑  Allasinaz (1999), pp. 244; 262.
76. 1 2  Allasinaz (1999), p. 265.
77. ↑  Clarkson (1998), pp. 232-233.
78. ↑  Clarkson (1998), pp. 234-238.
79. ↑  Allasinaz (1999), p. 247.
80. ↑  Clarkson (1998), p. 243.
81. ↑  Palframan (1966), figg. 1, 8.
82. ↑  Callomon (1963); Makowski (1963).
83. ↑  ad es. Trewin (1970), con bibliografia.
84. ↑  ad es. Urlichs (2006).
85. ↑  Jereb e Roper (2005), p. 51.
86. ↑  SARTI C. - 1999, Whorl-width in the Body chamber of Ammonites as a sign of dimorphism. In: Advancing research on living and fossil cephalopods. Proceedings IV International Symposium on Cephalopods - Present and Past, pp. 315 - 332, 13 figg. n.t., Plenum Publisher, New York. (P)
87. ↑  Zakharov e Lominadze (1983), pp. 75-76.
88. ↑  Lehmann (1971); Lehmann in House e Senior (1981).
89. ↑  per una sintesi vedere Dzik (1981), pp. 169-173, figg. 6, 7, 9; Zakharov e Lominadze (1983), pp. 74-78, con bibliografia.
90. ↑  Nixon in Landman et al. (1996), figg. 5, 5b; modificato
91. ↑  Turek (1978).
92. ↑  Venturi e Ferri (2001).
93. ↑  De Signoribus (1996).
94. ↑  Battilana (2000).